# Fontane di Roma
(Antonello Venditti, Roma Capoccia)

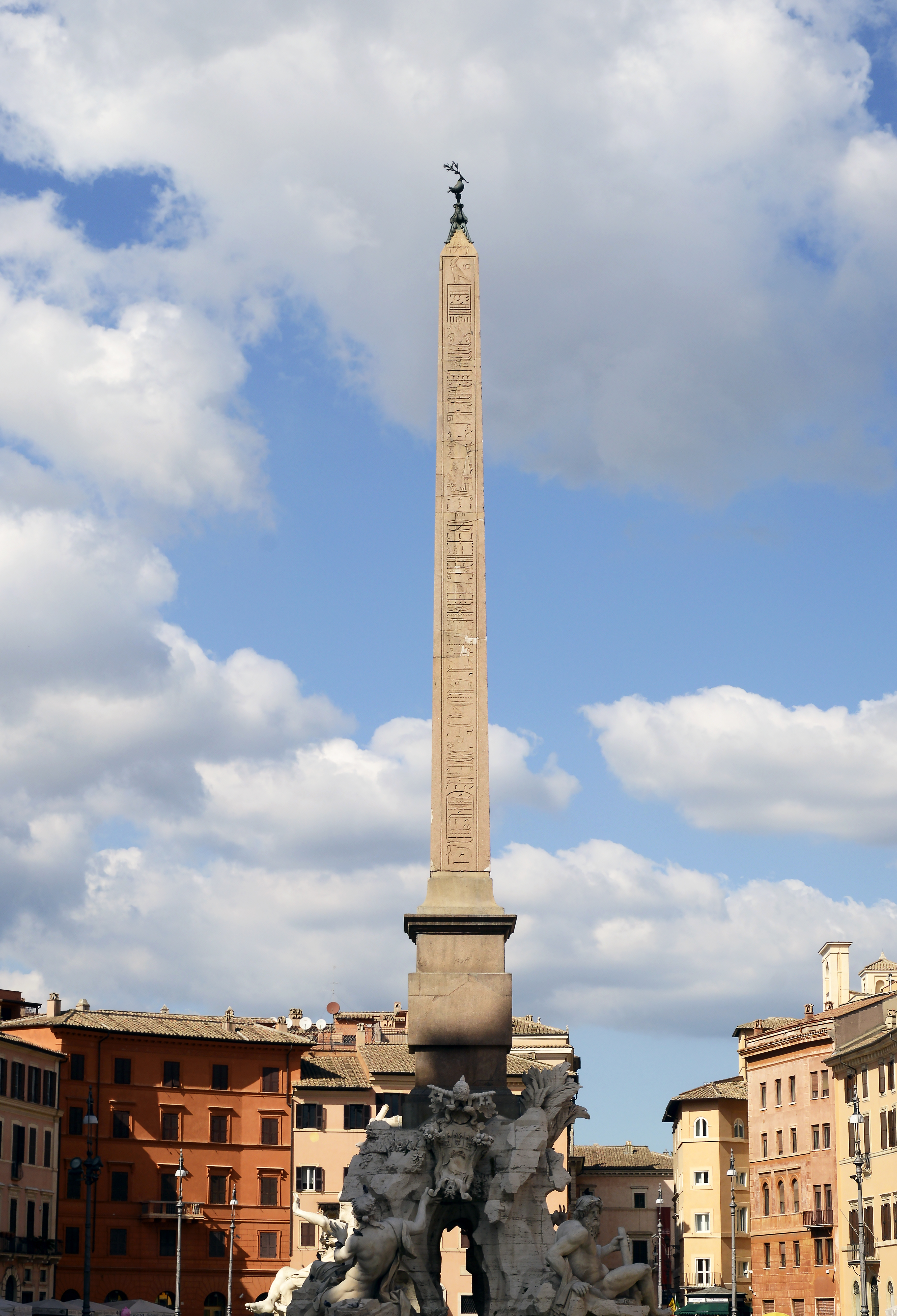
Fontana dei Quattro Fiumi a Piazza Navona

Le fontane di Roma dimostrano come i romani abbiano sempre avuto una gran passione per le acque pubbliche, dagli acquedotti alle terme e come, dopo i secoli della decadenza, tale passione si sia esternata nella costruzione delle numerose fontane (oltre 2 000) che ancora oggi ornano vie e piazze romane. I problemi di igiene, poi, non sembravano preoccupare nessuno, se l'acqua del fiume (decantata in apposite cisterne) era considerata talmente buona che i papi se la portavano anche in viaggio.

## Origini ed evoluzione delle fontane a Roma
Le fontane sono state, per i romani, quasi una naturale conseguenza della conformazione geologica del terreno su cui la città era stata edificata: il suolo vulcanico sui colli e alluvionale in pianura (del tutto permeabile) sovrapposto a uno strato argilloso (impermeabile) faceva sì che le numerose vene d'acqua naturali di cui la zona era ricca scorressero a una profondità minima, producendo, quando non riuscivano a confluire nel Tevere, numerose sorgenti spontanee sparse qua e là ai piedi o a mezza costa dei colli, con conseguenti rivoli d'acqua. Quasi tutte definitivamente scomparse nel tempo, su quelle sorgenti oggi è possibile solo ricavare poche notizie dalle testimonianze dell'epoca, che tra l'altro consentono una localizzazione, peraltro approssimativa, di non più di una decina di esse. Alcune di queste vene sono tuttora vive sotto le case di Trevi e Campo Marzio.
Come per tutti i popoli antichi, anche per i Romani l'acqua era considerata un dono degli dei, e quindi sacra. Alla responsabilità delle sorgenti era dunque preposto un dio, Fons, il cui tempio venne eretto nel 221 a.C. ai piedi del Campidoglio, nell'area dell'attuale Vittoriano, nei pressi della porta chiamata appunto Fontinalis. Ogni fonte aveva poi un “personale” nume tutelare, di solito una ninfa, come la nota Egeria, una delle quattro protettrici della fonte delle Camene, secondo la leggenda amante, ispiratrice e poi moglie del re Numa Pompilio.
Le fontane vere e proprie, ancora chiamate “'fontes”, ebbero origine quando, per l'esigenza di raccogliere quelle acque sorgive, furono attivati i primi interventi di incanalamento, drenaggio e parziale immagazzinamento delle acque.
Le prime soluzioni erano ovviamente di tipo utilitaristico e funzionale alle necessità degli abitanti e all'abbeveraggio degli animali. Si trattava di vasche generalmente quadrangolari in muratura o pietra impermeabilizzata, all'interno delle quali da un pilastrino contenente un cannello (magari con un elemento decorativo) sgorgava l'acqua; oppure erano piccoli ambienti coperti a volta e aperti su un solo lato per l'utilizzazione: abbeveratoi, più che vere fontane. Solo in un secondo momento, ma abbastanza presto, si aggiunsero motivi estetici, di prestigio e visibilità, con la realizzazione di ornamenti architettonici e/o scultorei. L'utilizzazione, in questa fase, di vasche e bacini insieme con i condotti, portò oltre a una nuova definizione della fontana, (il “lacus”), anche all'affrancamento della fontana stessa, che non doveva quindi più essere condizionata dalla posizione della sorgente. Un ulteriore passo avanti in questo senso, anche se con una diffusione inizialmente limitata, avvenne con la costruzione degli acquedotti, che consentivano la creazione di fontane anche prescindendo dall'esistenza di sorgenti che le alimentassero. Le fontane subirono dunque un processo di “monumentalizzazione” (ovviamente rimanevano in vita e continuavano a essere realizzate anche quelle “minori”): i piccoli ambienti a volta vennero ampliati, alle pareti laterali vennero aggiunte nicchie e magari un'abside in fondo, che potevano ospitare statue ed elementi decorativi; nacquero i modelli “a saliente” (che ebbero grande fortuna e sviluppo almeno fino al XVII secolo): una vasca circolare, possibilmente monolitica, contenente un elemento verticale che sorreggeva un'altra vasca più piccola dalla quale, con o senza zampillo, fuoriusciva l'acqua spinta a pressione che precipitava nella vasca sottostante. Molto apprezzati e scenografici erano anche i modelli “a emiciclo”, in cui l'esedra, chiusa o a cielo aperto, conteneva una vasca circolare o ellittica, che poteva anche essere circondata da nicchie e magari dotata di una serie di gradini concentrici o a parete da cui l'acqua scendeva “a cascata”.
Un particolare tipo di fontana, realizzata però senza uno specifico modello che la caratterizzasse, era la “mostra” terminale degli acquedotti: si trattava di fontane poste al termine del condotto principale o in corrispondenza dell'inizio delle diramazioni secondarie o del “castello” di distribuzione.
Le citazioni dell'epoca fanno intendere diverse altre varianti e modelli, dalle fontane “a facciata”, addossate a pareti e sviluppate nel senso della larghezza, fino ad arrivare, nel III secolo d.C., a una sorta di veri edifici con apposite, specifiche caratteristiche architettoniche che li rendevano utilizzabili anche come luoghi di ritrovo e di soggiorno, adatti per feste e riunioni in ambienti freschi e ombrosi: i “nymphaea”, il cui intento era di richiamare, con un ritorno alle origini, le grotte e i boschi abitati dalle “ninfe”. Dei 15 ninfei esistenti a Roma nel IV secolo, solo di 4 si conosce il nome: “Nymphaeum Iovis”, “Nymphaea tria”, “Nymphaeum Flavi Philippi” e “Nymphaeum divi Alexandri”, l'unico del quale si conosce anche con esattezza la dislocazione, in quanto è stato identificato con i ruderi presenti in Piazza Vittorio  e noti come “Trofei di Mario”.
I ninfei rappresentarono il punto più alto dell'evoluzione delle fontane, ma occorre ricordare che una buona parte delle fontane esistenti in città (in aggiunta ai numeri citati) era a uso privato. La grande disponibilità di acque consentiva infatti la distribuzione idrica sia nelle case e ville private, dove all'aspetto utilitaristico si aggiungeva quello ornamentale, con fontane che quindi richiamavano, in parte, le caratteristiche illustrate, sia in molte insulae popolari, in cui una “fontanella” dislocata generalmente nel cortile del fabbricato serviva per il rifornimento d'acqua di tutto il “condominio”.
Grazie all'apporto degli acquedotti, la disponibilità di acqua in Roma divenne tale che a metà del IV secolo i Cataloghi regionari dell'epoca censivano dalle 1.204 alle 1.352 (secondo la versione) fontane pubbliche (dalle “fontanelle” di strada a quelle monumentali), senza contare dunque quelle, numerosissime, presenti nelle case private e i 15 ninfei, le piscine e le terme, che costituivano categorie a parte.

## La gestione delle acque nell'antica Roma
Fino all'epoca imperiale, competente per la cura aquarum (acquedotti, fontane, terme, ecc.) era il censore, cioè il magistrato responsabile delle opere pubbliche, affiancato di solito da un edile curule che era invece responsabile, più genericamente, del demanio, e dai questori, che curavano l'aspetto economico, dal finanziamento per la realizzazione dell'opera (quando, ovviamente, si trattava di un'opera pubblica) alle spese di manutenzione e di retribuzione delle maestranze.
Dopo un periodo, dal 33 al 12 a.C., in cui Agrippa, con il consenso di Augusto, monopolizzò il controllo di tutto l'apparato idrico della città, alla sua morte la gestione passò nelle mani dell'imperatore, che la affidò a un'équipe di tre senatori che poi trasformò in un vero e proprio ufficio, in cui uno dei tre, di livello consolare, assumeva la carica di curator aquarum.
Il rango di questo funzionario era tale da consentirgli il controllo assoluto della gestione delle risorse idriche cittadine: manutenzione degli impianti, interventi, regolarità e distribuzione del flusso. Alle sue dipendenze aveva un organico molto ampio, composto da tecnici, architetti e ingegneri, da amministrativi e dai 240 schiavi di Agrippa, che Augusto trasformò in “schiavi pubblici”, mantenuti dallo Stato, con mansioni varie, a cui se ne aggiunsero, all'epoca di Claudio, altri 460 mantenuti direttamente dalle finanze imperiali. Un tale impegno di risorse umane era ovviamente giustificato non tanto dalla gestione delle fontane, quanto piuttosto da quella, molto più impegnativa, degli acquedotti.
La magistratura rimase in vigore per oltre tre secoli, finché, prima con Diocleziano e poi con i suoi successori, il controllo dell'approvvigionamento idrico venne affidato al preafectus urbi.

## Le fontane antiche
Diversamente da quanto accade per molti altri monumenti di Roma antica, in cui i resti archeologici e le fonti consentono identificazioni certe, le conoscenze riguardo alle fontane sono di tre tipi: a) coincidenza di reperti archeologici e citazioni dell'epoca; b) monumenti noti solo grazie alle citazioni ma di cui non si conosce la localizzazione o non si sono trovati resti; c) reperti archeologici ai quali non è possibile attribuire alcuna citazione che consenta un'identificazione certa.
Tipologia a) coincidenza di reperti archeologici e citazioni delle fonti dell'epoca:

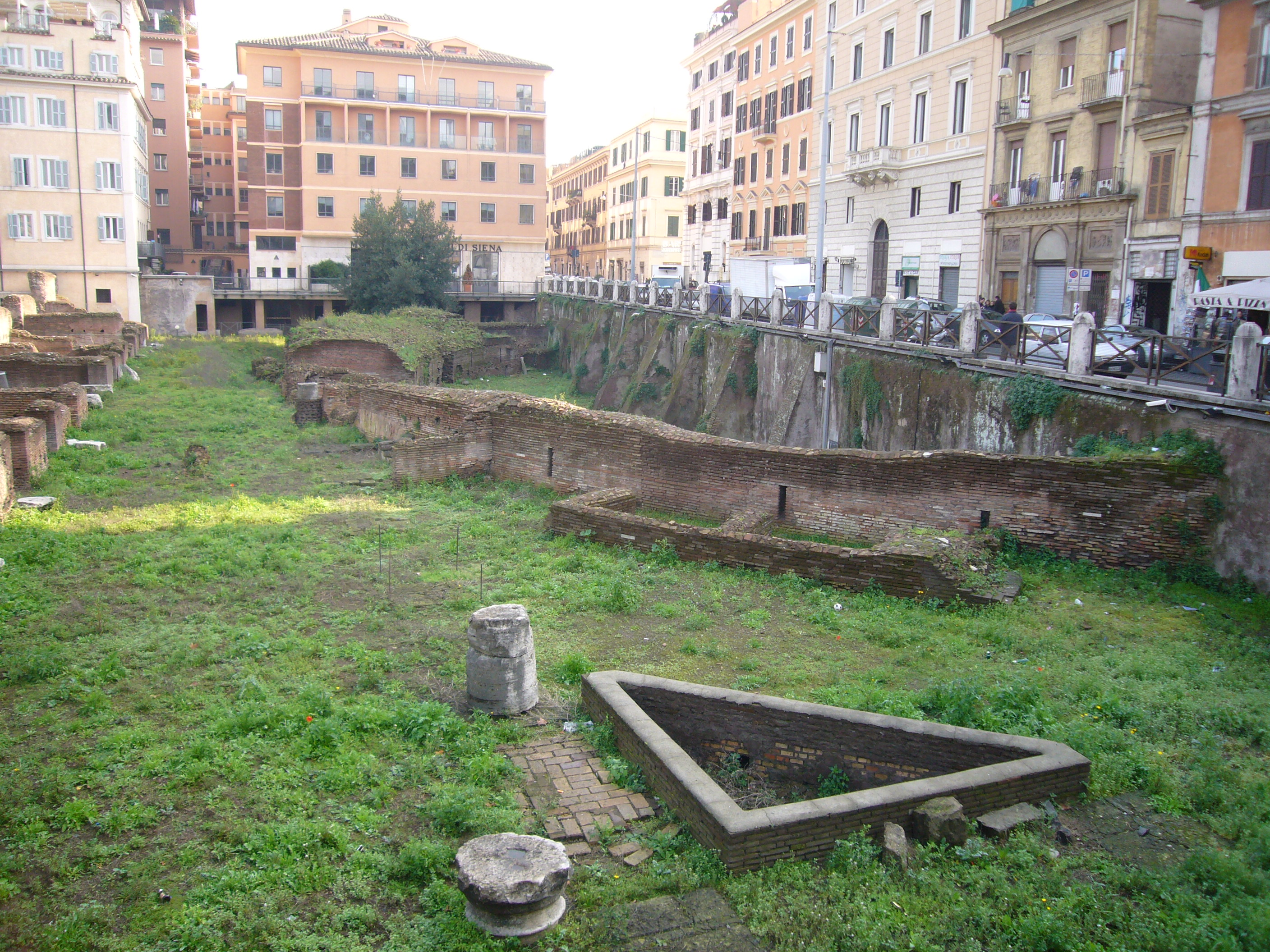
La fontana triangolare subito fuori dell'arena del “Ludus Magnus”

- “Fontana del Ludus Magnus”: è una piccola fontana triangolare, posta in corrispondenza della curva nord-occidentale del “Ludus Magnus”, il piccolo anfiteatro per le esercitazioni dei gladiatori fatto costruire da Domiziano nei pressi del Colosseo. È l'unica rimasta delle probabili quattro esistenti intorno alla struttura, ed è testimoniata in un frammento della ”Forma Urbis Severiana”, la pianta marmorea della città risalente al III secolo;

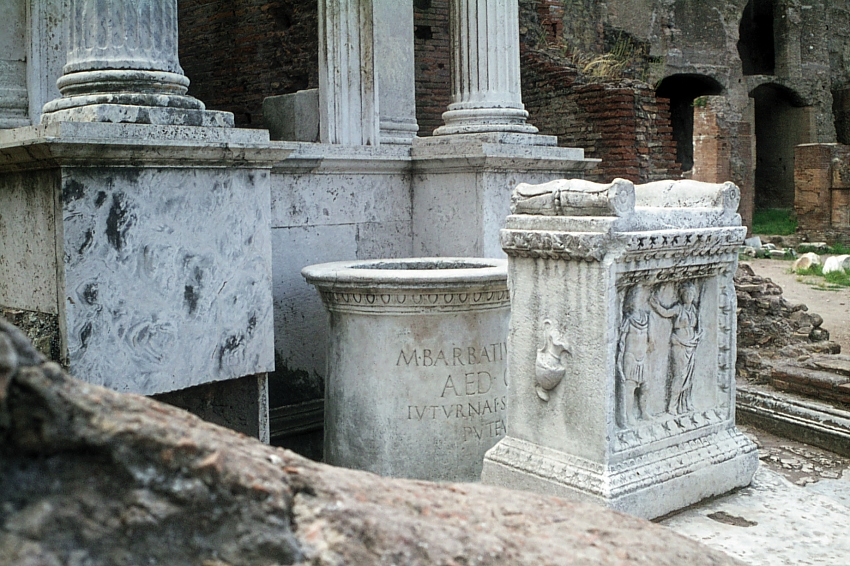
I resti della “Fonte di Giuturna”

- “Fons (Lacus) Iuturnae”: la “Fontana di Giuturna”, dedicata alla sorella di Turno, re dei Rutuli, venne edificata dopo il 168 a.C. forse da Lucio Emilio Paolo Macedonico sfruttando direttamente l'alimentazione fornita da un'acqua che sgorgava alla base del lato nord del Palatino. Era una grande vasca quadrata con una più piccola, rettangolare, al centro;

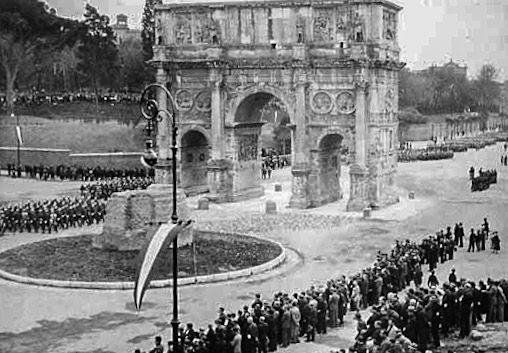
I resti della “Meta Sudans”, ancora visibili in una foto del 1933

- “Meta Sudans”: nei pressi dell'Arco di Costantino, tra il Celio e il Palatino, nel punto in cui il corteo trionfale svoltava per imboccare la Via Sacra. Costruita da Domiziano verso la fine del I secolo, forse su una fontana preesistente, venne distrutta nel 1936 per i problemi viari connessi con l'apertura di via dell'Impero (un disco in pietra ne segna oggi la posizione). Attualmente sono visibili solo alcuni resti delle fondazioni, riesumati tra il 1981 e il 1989. Si trattava di una struttura conica (somigliante alle “metae” poste alle estremità della pista dei circhi) da cui l'acqua, anziché zampillare, stillava direttamente dalla pietra porosa, come se questa “sudasse”;

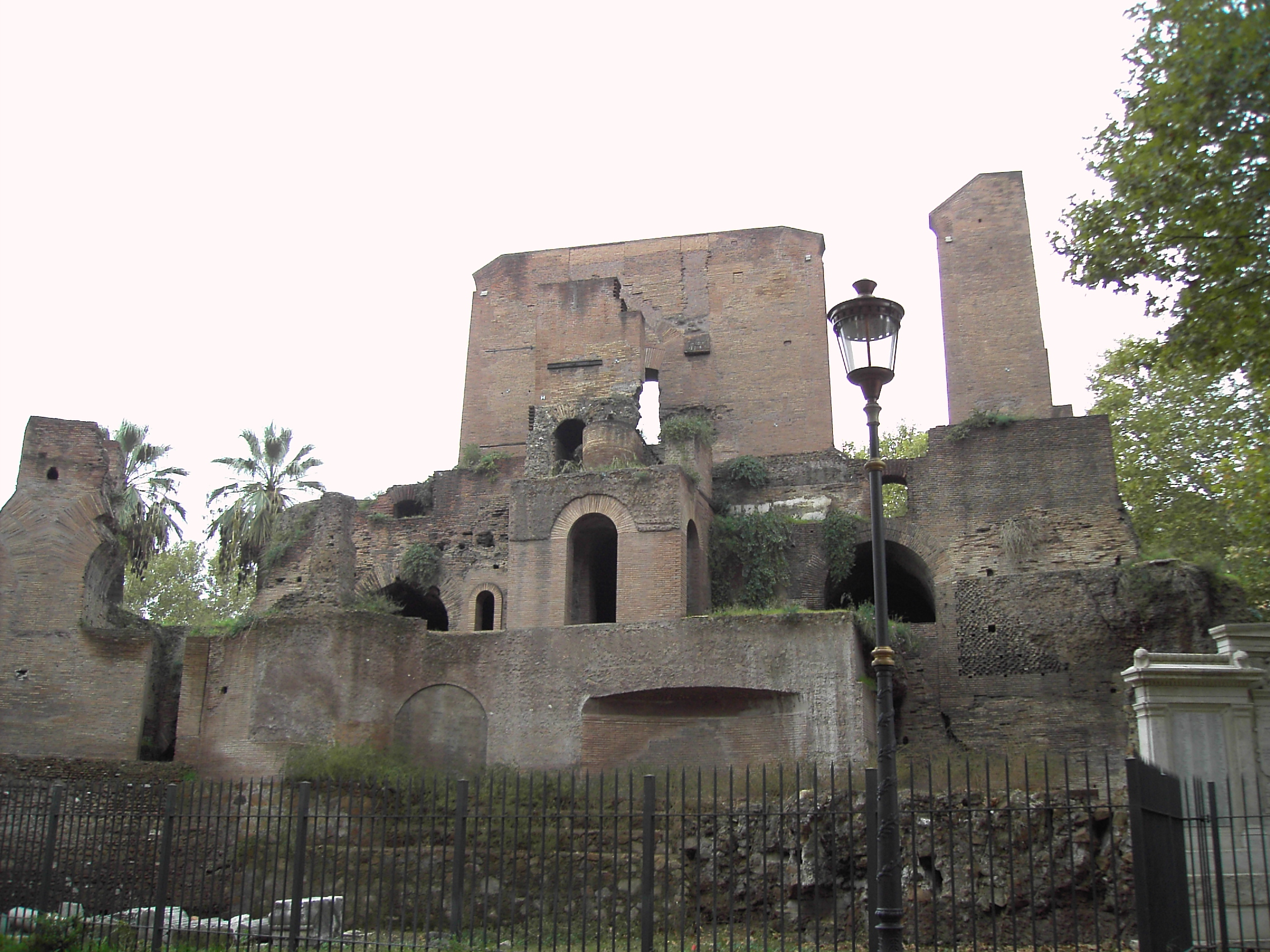
I resti del “Ninfeo di Alessandro Severo”, in piazza Vittorio, noti come i “Trofei di Mario”

- ”Nymphaeum Divi Alexandri”: costruito dall'imperatore Alessandro Severo entro il 226, i resti sono ancora visibili nell'angolo nord-occidentale dei giardini dell'attuale Piazza Vittorio . Concepita come “mostra” di una diramazione secondaria dell'acquedotto Claudio e Anio novus, era una struttura di 20 m di altezza (su tre piani) per 25 di larghezza e 15 di profondità. Papa Sisto V, nel 1589, provvide ad asportare cospicue parti del monumento per la realizzazione di altre opere;

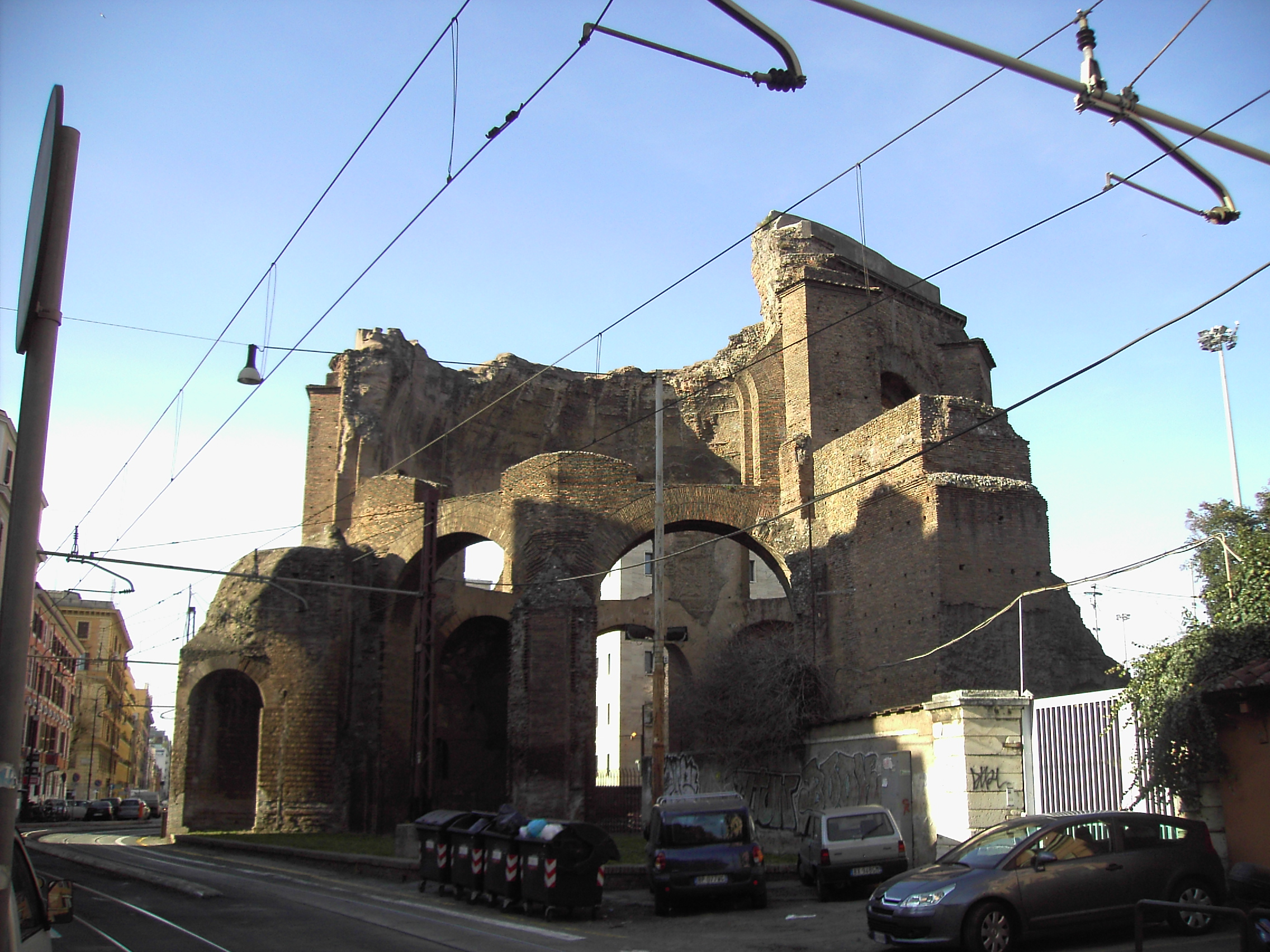
Il “Ninfeo dei Licinii”, noto come “Tempio di Minerva Medica”

- ”Ninfeo dei Licinii”: erroneamente noto come “Tempio di Minerva Medica”, è un ambiente circolare, risalente al IV secolo, coperto da una cupola, con una vasca centrale in cui l'acqua zampillava da varie statue circostanti. Era inserito negli “Horti Liciniani”, la villa che la Gens Licinia possedeva nell'area tra Porta Maggiore e l'attuale sede ferroviaria della stazione Termini;

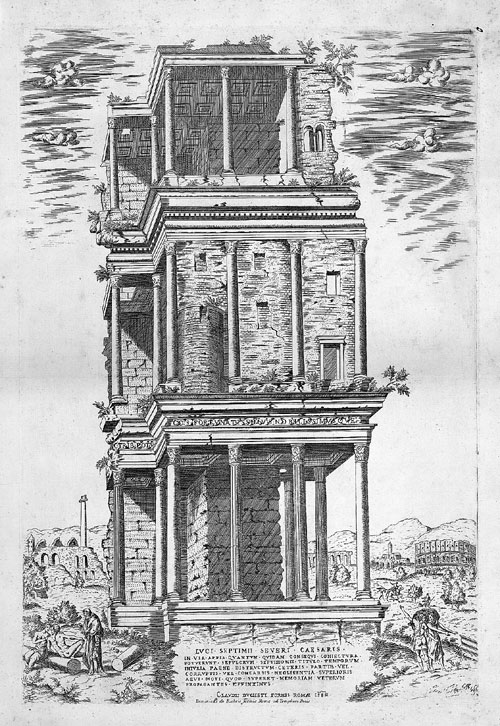
I resti del “Settizonio”, in una stampa del 1582

- ” Septizodium”: eretto da Settimio Severo all'inizio del III secolo, forse su una struttura risalente al 40, era una fontana monumentale “a facciata”, lunga circa 90 m, posta alla base sud-orientale del Palatino, sotto i palazzi imperiali. Si trattava di un'imponente struttura, verosimilmente di tre piani colonnati, dedicata alle sette divinità planetarie. Già in rovina nel VII secolo, fu definitivamente demolito nel 1588 da papa Sisto V per la riutilizzazione dei materiali pregiati rimasti;

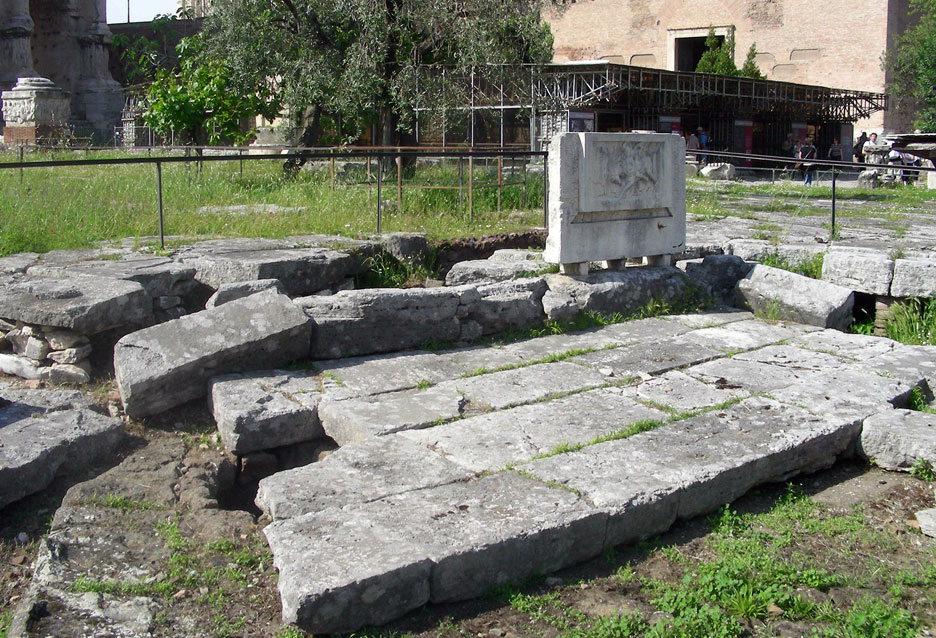
I resti del “'’Lacus Curtius”'’

- ”Lacus Curtius”: più che di una vera e propria fontana, si tratta di un'area, posta al centro del Foro Romano, caratterizzata originariamente dalla presenza di acque stagnanti che, a seguito di un evento riportato in tre diverse versioni dalle fonti storico-leggendarie, è stato monumentalizzato nel 184 a.C. (e in tre interventi successivi) con la recinzione delle acque in una sorta di vasca circolare.

Tipologia b) fontane note solo grazie alle citazioni ma di cui non si conosce la localizzazione o non si sono trovati resti:
- “Lacus Aretis”: nota solo da un'iscrizione funeraria che non ne consente la localizzazione, potrebbe riferirsi ad Arete, madre di Nausicaa e moglie di Alcinoo;
- ”Lacus cuniculi”: anche in questo caso è nota per una citazione su un'iscrizione funebre; è localizzabile in un'area indefinita di Campo Marzio e potrebbe trattarsi di una delle fontane realizzate in occasione della costruzione dell'acquedotto dell'Aqua Virgo, circostanza anche richiamata dallo stesso nome della fontana;
- ”Lacus Fundani”: citata da Tacito e in alcune iscrizioni, doveva trovarsi nell'area ora occupata dalla chiesa di San Silvestro al Quirinale. Il nome potrebbe derivare dal patronimico del costruttore;
- ”Lacus Ganymedis”: citata nei Cataloghi regionari, doveva trovarsi nei pressi dell'attuale basilica dei Santi XII Apostoli; in quella zona l'architetto Pirro Ligorio, nel XVI secolo, riferisce infatti di aver visto una grande vasca con una statua di Ganimede al centro;
- ”Lacus Orphaei”: citata nei Cataloghi, forse la “mostra” di un acquedotto (l'”Anio vetus”?) doveva trovarsi nell'attuale piazza di San Martino ai Monti, la cui omonima chiesa, tra l'altro, aveva in precedenza il nome di “San Silvestro in Orpheo”;
- ”Lacus pastoris” (o “pastorum”): anche questa fontana è citata nei Cataloghi; si trovava alla base del Colle Oppio, probabilmente nei pressi dell'attuale basilica di San Clemente al Laterano;
- ”Lacus Promethei”: ancora citata nei Cataloghi, si trovava alla base del Celio, nei pressi dell'antica Porta Capena, lungo l'attuale viale della Passeggiata Archeologica;
- ”Lacus Servilius”: era situata nel Foro Romano, alle pendici del Campidoglio, lungo l'ancora esistente “Vico Iugario”; il nome le deriva probabilmente dal costruttore, il censore Gneo Servilio Cepione che la edificò nel 125 a.C. in occasione della realizzazione dell'acquedotto dell'”Aqua Tepula” che probabilmente la alimentava. Si sa che nei pressi della fontana furono esposte le teste mozzate dei senatori vittime delle proscrizioni sillane;
- ”Nymphaeum Philippi”: localizzabile probabilmente tra le attuali Salita del Grillo e via Sant'Agata dei Goti, alle pendici del Quirinale, è citato in tre iscrizioni relative a lavori di restauro effettuati verso la fine del IV secolo.

Tipologia c) reperti archeologici ai quali non è possibile attribuire alcuna citazione che consenta un'identificazione certa:
- ”Fontana di via Capo d'Africa”: situata all'incrocio tra via Capo d'Africa e via dei SS. Quattro Coronati, alle pendici nord-occidentali del Celio, era un'esedra semicircolare con una vasca esterna. È documentata in un disegno del XVI secolo di Baldassarre Peruzzi. Attualmente non v'è alcuna traccia;
- ”Fontana di via San Basilio”: scoperta e subito distrutta durante i lavori di costruzione di un palazzo per uffici, della fontana, databile alla seconda metà del III secolo, rimaneva solo la base di un'esedra con una vasca all'interno collegata a un'altra vasca laterale. Faceva forse parte del complesso degli “Horti Sallustiani”;
- ”Fontana di via del Teatro di Marcello”: la fontana, del III secolo, venne inserita in un ambiente preesistente di almeno un secolo. Situata nei pressi dell'attuale chiesa di Santa Rita da Cascia in Campitelli, alle pendici occidentali del Campidoglio, non ve n'è più traccia;
- ”Fontana dell'ex Vigna Bettini”: alle pendici meridionali del Celio, nelle vicinanze della “Fonte Egeria”, da cui era probabilmente alimentata, venne interrata per la costruzione di un convento. Si trattava di una camera rettangolare (preceduta da un'altra), con un'abside in fondo;
- ”Ninfeo della Basilica di Sant'Anastasia al Palatino”: databile all'epoca dell'imperatore Commodo (fine II secolo), è una struttura su due piani sul lato posteriore della Basilica;
- ”Ninfeo del Clivo Argentario”: risalente alla prima metà del II secolo, è una struttura a ferro di cavallo sul lato dell'antica strada;
- ”Ninfeo del Tempio di Claudio”: è un muro di circa 200 m di lunghezza, articolato in nicchie ed esedre circolari e rettangolari, addossato al lato orientale del Tempio del Divo Claudio, riutilizzato come fontana monumentale da Nerone per la “Domus Aurea” e riportato alla luce nel 1880 in occasione dell'apertura della via Claudia, alle pendici occidentali del Celio;
- ”Ninfeo di via degli Annibaldi”: i resti dell'ampia struttura semicircolare, di cui rimane solo la parte terminale di destra, sono stati ritrovati nel 1894, in occasione dell'apertura della strada di cui porta il nome. Si tratta di un monumento, forse inserito in una struttura privata, risalente alla fine della Repubblica, già distrutto e interrato forse a seguito dell'incendio del 64 e poi inglobato nelle fondazioni della "Domus Aurea";
- ”Ninfeo di via della Consolazione”: situato nei pressi dell'abside della chiesa di Santa Maria della Consolazione, alle pendici sud-occidentali del Campidoglio, la struttura, rettangolare con tre ambienti sui lati, risaliva al IV secolo. Fu scoperto nel 1943 e successivamente smantellato per l'ampliamento della strada;
- ”Ninfeo di via Giovanni Lanza”: scoperto nel 1884 e subito distrutto per lavori di viabilità, era un'esedra con nicchie e due ambienti ai lati, con statue di putti e teste di pantera da cui usciva l'acqua, affiancata da un'altra esedra laterale. Databile all'inizio del IV secolo, doveva forse trattarsi di un ninfeo all'interno di una struttura privata;
- ”Ninfeo di Porta San Lorenzo”: risalente al I secolo, venne poi inglobato nelle Mura aureliane nei pressi della Porta. Si trattava di una “parete” in cui si aprivano delle nicchie, una delle quali ancora parzialmente visibile, ritrovata nel 1884 in occasione della demolizione di un tratto delle mura per l'ampliamento della porta stessa. L'alimentazione era assicurata dagli acquedotti dell'Aqua Marcia, dell'Aqua Iulia o dell'Aqua Tepula i cui condotti passavano sopra l'arco della Porta.

A completamento dell'elenco delle fontane antiche vanno aggiunti tutti quegli ambienti (ninfei, vasche, piscine, ecc.) inseriti nelle 11 terme imperiali. Anche in questo caso si poteva trattare di strutture semplici o variamente complesse e monumentali, a seconda dell'utilizzo e del gusto per la grandiosità di cui si voleva far sfoggio.
Solo un accenno per rammentare i laghetti artificiali: lo “Stagnum Agrippae” e lo “Stagnum Neronis” all'interno della “Domus Aurea”; la “Piscina publica”, dove oggi si trova il Palazzo della F.A.O.; le ”naumachie”: quella di Cesare in Campo Marzio, quella di Augusto in Trastevere, quella di Domiziano sul colle Vaticano (probabilmente mai portata a termine) e quella di Traiano, nell'area dell'attuale via della Conciliazione.

## Il Medioevo
Durante le guerre gotiche del VI secolo i pochi acquedotti che nel frattempo non erano stati abbandonati all'incuria vennero tagliati sia dagli Ostrogoti di Vitige sia dallo stesso difensore di Roma Belisario. Le fontane vennero private di alimentazione e, in un periodo in cui c'era ben poco interesse per fontane e ville, si dovette tornare all'antico uso delle fonti: del Tevere (le cui acque erano ancora potabili), e di qualche pozzo, per lo più privato, che raccoglieva l'acqua piovana o sfruttava qualche vena sotterranea ancora esistente, in una città immiserita e vittima di un pesantissimo crollo demografico, dovuto anche alle precarie condizioni igieniche. La decadenza medioevale di Roma portò poi allo smantellamento definitivo delle fontane monumentali per il recupero dei materiali, mentre vasche e bacini vennero riutilizzati a fini agricoli e come abbeveratoi per il bestiame.
L'unico acquedotto abbastanza funzionante era quello dell'”Aqua Virgo”, oltre a pochi altri ripristinati saltuariamente e per brevi periodi. Pozzi vennero scavati nei pressi di ospedali, conventi e chiese, per assicurare nel primo caso un minimo livello igienico, nel secondo l'irrigazione degli orti e giardini curati dai religiosi e nell'ultimo per gli usi connessi alle pratiche cristiane del Battesimo e dell'abluzione all'ingresso delle chiese. In questo caso non poteva essere un semplice pozzo, ma una struttura presente in ogni luogo di culto per l'uso dei fedeli: il “càntaro”, sorta di fontana sacra con vasca molto bassa costruita, per lo più, utilizzando i reperti antichi facilmente reperibili in una città piena di ruderi.
Posti di solito al di fuori delle chiese, ne sopravvivono rarissimi esemplari trasferiti all'interno e ampiamente rimaneggiati, tranne quello posto nel cortile della basilica di Santa Cecilia in Trastevere, peraltro ancora funzionante. Il più noto è però quello dell'antica basilica di San Pietro in Vaticano, contemporaneo all'edificazione della prima basilica, composto da un tempietto colonnato contenente una vasca quadrata al cui centro era posizionata (ma solo dalla fine dell'VIII secolo) la “pigna” bronzea, quella stessa posta oggi nel “Cortile del Belvedere”, all'interno della Città del Vaticano, dopo lo smantellamento seguito, nel XVI secolo, alla completa riedificazione della basilica.
Ma sebbene rare, nel tardo Medioevo sono attestate alcune fontane importanti, frutto di una nuova spinta all'ingegneria e all'architettura idraulica che si ebbe nell'epoca dei papi (dopo la parentesi avignonese), alcuni dei quali tornarono a occuparsi degli acquedotti, delle terme e delle fontane, con risultati di gran pregio sia in senso utilitaristico sia in senso artistico.
Il punto terminale dell'”Aqua Virgo”, una delle principali risorse idriche medievali di Roma, si trovava sul lato orientale del Quirinale, nei pressi di un trivio (“Treio”, nella lingua dell'epoca). Al centro dell'incrocio venne realizzata una fontana con tre bocche che riversavano acqua in tre distinte vasche affiancate; risale al 1410 la prima documentazione grafica della “Fontana del Treio” (o “di Trevi”), così rappresentata. Poco tempo dopo, nel 1453, papa Niccolò V sostituì le tre vasche con un unico lungo bacino rettangolare, apponendo sulla parete una lapide a memoria dell'intervento:
POST ILLVSTRATAM INSI-

GNIBVS MONUMEN. VRBEM

DVCTVM AQVAE VIRGINIS

Databile attorno alla metà del XV secolo è la fontana di piazza Santa Maria in Trastevere, che era probabilmente un rifacimento di una precedente fontana romana alimentata, fino al IV secolo, dall'acquedotto dell'”Aqua Alsietina”. A base inizialmente quadrata con due catini circolari sovrapposti, riceveva acqua da canalizzazioni derivanti da sorgenti sul Gianicolo, ma a causa della bassa pressione si dovette modificare l'aspetto della fontana, con l'eliminazione del catino più alto. L'aspetto attuale è dovuto a vari restauri, nonché a uno spostamento all'interno della piazza e al passaggio dell'alimentazione all'“Acqua Felice”.
Probabilmente del 1490 è la fontana di destra (guardando la basilica) di Piazza San Pietro. Definitivamente inutilizzabile l'Acquedotto Traiano, il Colle Vaticano sfruttava acqua di sorgenti del colle stesso e del Gianicolo (le stesse che alimentavano anche la fontana di piazza Santa Maria in Trastevere), incanalate in condutture vecchie di circa 1.000 anni. La struttura originaria era composta da una base circolare con tre gradini sulla quale erano posti due catini di diversa dimensione, che ricevevano acqua da un elemento centrale decorato.
Già in pieno periodo rinascimentale, ma precedente alle grandi opere di ripristino degli antichi acquedotti, e alimentata inizialmente da una sorgente sotterranea, è la Fontana di Papa Giulio III, all'incrocio tra la via Flaminia e via di Valle Giulia. La fontana odierna mantiene solo pochi elementi della struttura originaria, anche dal punto di vista del disegno generale. Si componeva di una vasca di granito posta tra due colonne corinzie che sorreggevano un timpano, ai cui lati due nicchie contenevano le statue della “Felicità” e dell'”Abbondanza”, il tutto sormontato dalle statue della dea Roma e di Minerva, con al centro, separato da piramidi ornamentali, un Nettuno. Sotto il timpano, in posizione centrale, lo stemma pontificio con un'iscrizione celebrativa del papa Giulio III. Dalla bocca di un'antica testa romana di Apollo l'acqua si gettava nella vasca sottostante. Tutto il complesso era racchiuso in un porticato. Due radicali interventi hanno stravolto nel tempo l'aspetto del monumento, che ora si presenta addossato all'angolo smussato di un palazzo, privo di tutte le statue e del porticato, con un'iscrizione del tutto diversa, lo stemma di un altro pontefice (Benedetto XIV) e una composizione comprendente un mascherone, una mostra d'armi e due delfini al posto della testa di Apollo.

## Il Rinascimento
Le fontane rinascimentali si inseriscono in un più ampio quadro di rinnovamento urbanistico: per spezzare una fila monotona di palazzi, per ridurre l'ampiezza di una piazza ponendo al suo interno un elemento artistico, ecc. I nobili, i personaggi più in vista, i papi e la curia richiedevano fontane per i loro palazzi e giardini, e le commissionavano ad architetti che dovettero sviluppare nuove conoscenze e tecniche idrauliche, fondendo nello stesso tempo gli aspetti scientifici con quelli artistici. In seguito, con Giacomo Della Porta, Carlo Maderno e Gian Lorenzo Bernini, la fontana diventa un'opera d'arte a sé stante, una sorta d'invenzione architettonica, che culmina nelle realizzazioni grandiose del XVIII secolo. Le fontane romane costruite in questa epoca, ben trenta, hanno una notevole rilevanza storica e artistica, oltre a dimensioni nettamente superiori alle altre, tanto da essere definite monumentali.

### L'Acqua Vergine
Il ripristino dell'acquedotto Vergine, che era stato avviato già da papa Niccolò V e proseguito da Pio IV, concluso nel 1570 per opera di Pio V, fu l'inizio di un radicale mutamento della situazione, grazie al quale ancora oggi il numero delle fontane a Roma si conta a migliaia, tra fontane monumentali, mostre d'acqua, fontane ornamentali e fontanelle.
Subito dopo il restauro del 1570 furono incominciati i lavori per una ramificazione sotterranea dell'”Aqua Virgo”, in modo da raggiungere l'area dell'antico Campo Marzio, tra le zone più popolose di Roma, e venne di conseguenza progettata l'edificazione di un certo numero di fontane, sebbene fossero previste anche delle utenze di una certa importanza, come ad esempio gli ospedali. Il progetto non tenne però conto di alcuni problemi tecnici (bassa pressione dell'acqua, spazi angusti, terreno non adatto, ecc.), per cui alcune delle fontane previste non vennero mai costruite. Si riuscirono invece a realizzare:

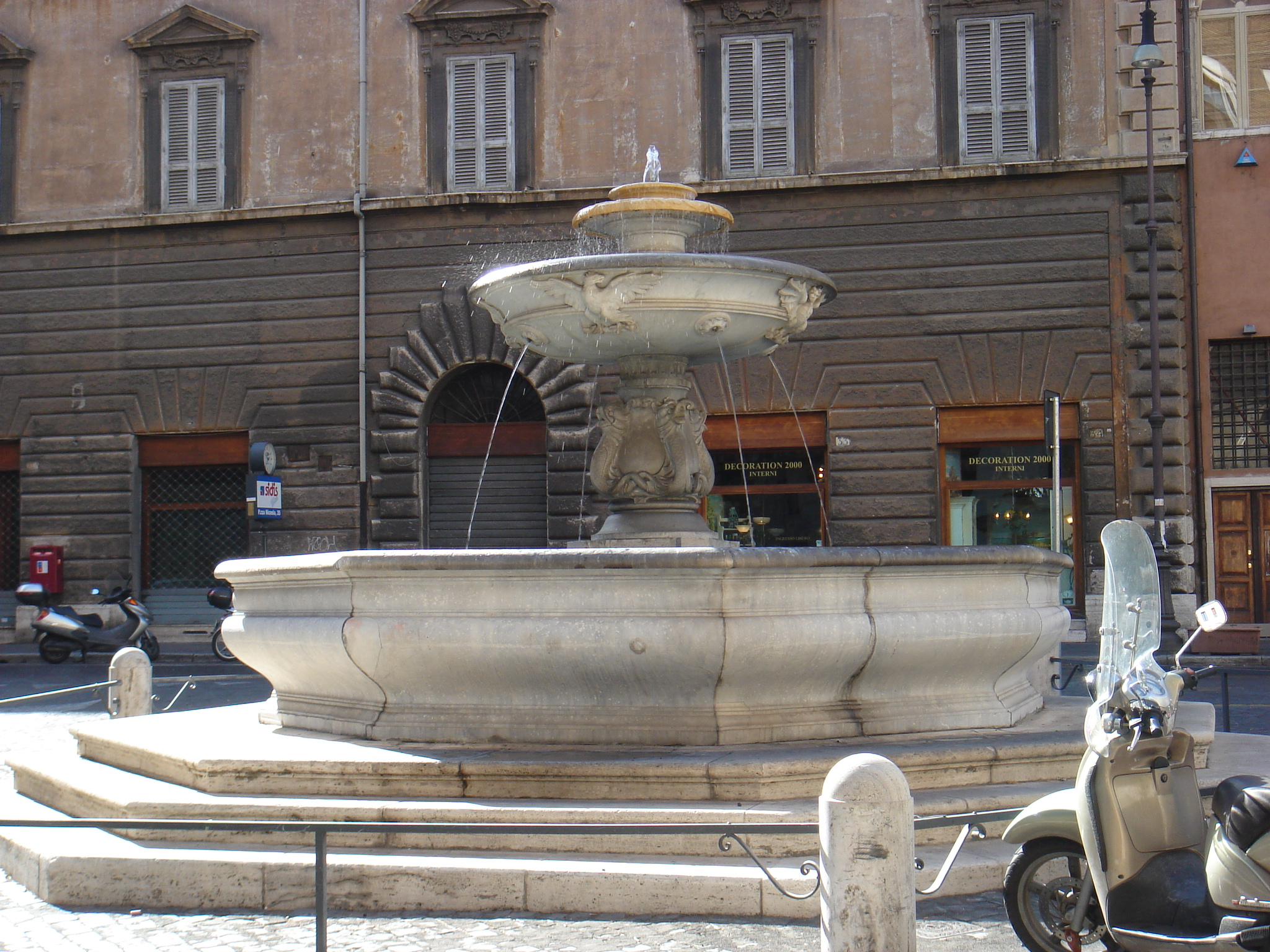
La Fontana del Trullo

- ”Fontana del Trullo”: in occasione della sistemazione urbanistica dell'antica piazza del Popolo, nel 1572, venne commissionata a Giacomo Della Porta la realizzazione di una fontana al centro della piazza, di spalle alla Porta del Popolo. Erano due catini di diverso diametro da cui l'acqua cadeva in una vasca ottagonale su tre gradini, anch'essi ottagonali, ma poiché la struttura risultava troppo piccola per l'ampiezza della piazza, nel 1589 venne spostata all'inizio di via del Corso, dove rimase fino al 1818, quando Giuseppe Valadier ristrutturò l'intera piazza ed eliminò la fontana. Nel 1849 fu sistemata davanti alla chiesa di San Pietro in Montorio, sul Gianicolo, dove però rimase solo una ventina d'anni, prima di essere smontata e immagazzinata. Nel 1940 furono ricostruiti i due catini che nel frattempo erano andati perduti e nel 1950 venne sistemata in piazza Nicosia, dove si trova attualmente;

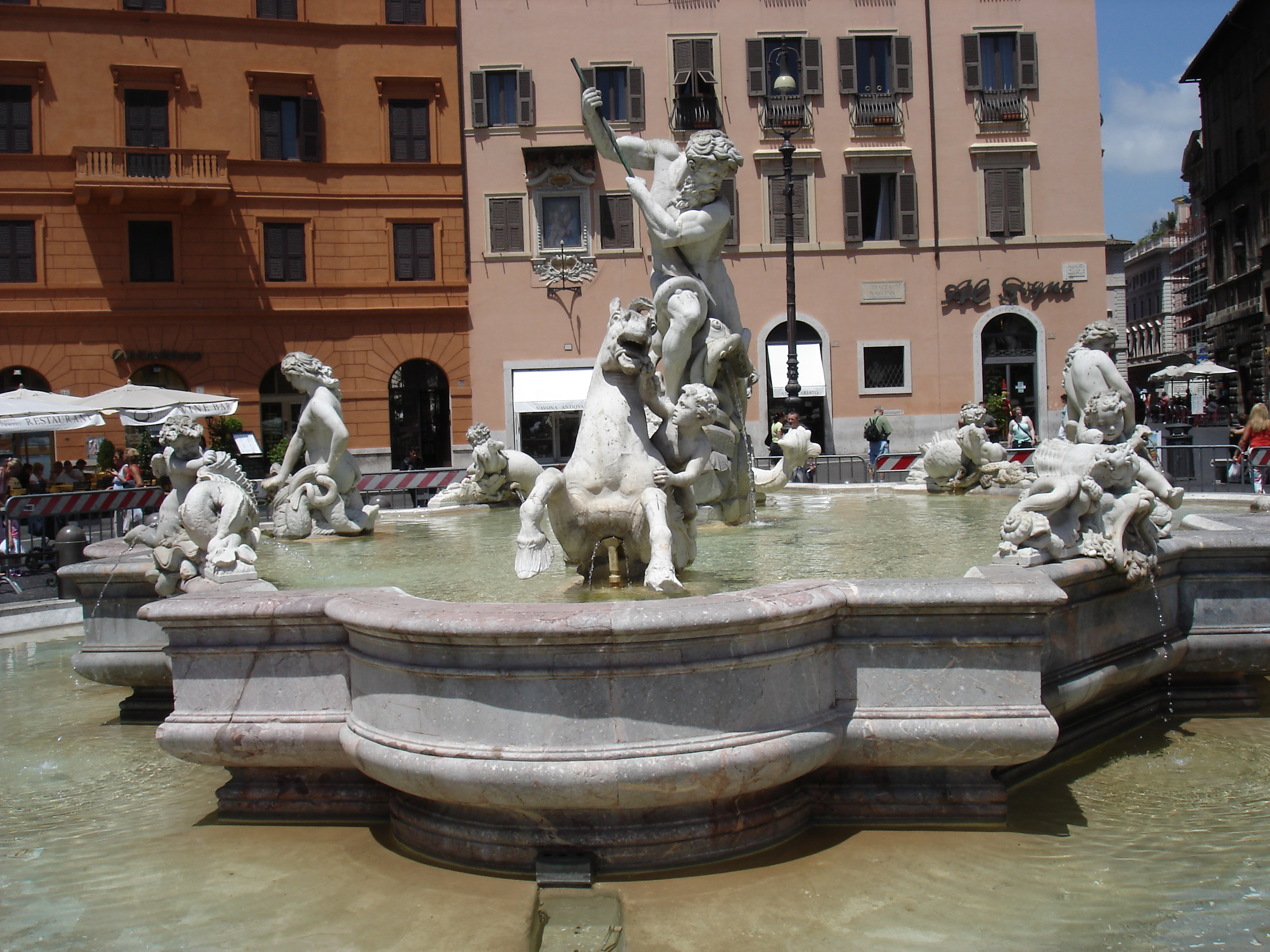
La Fontana del Nettuno

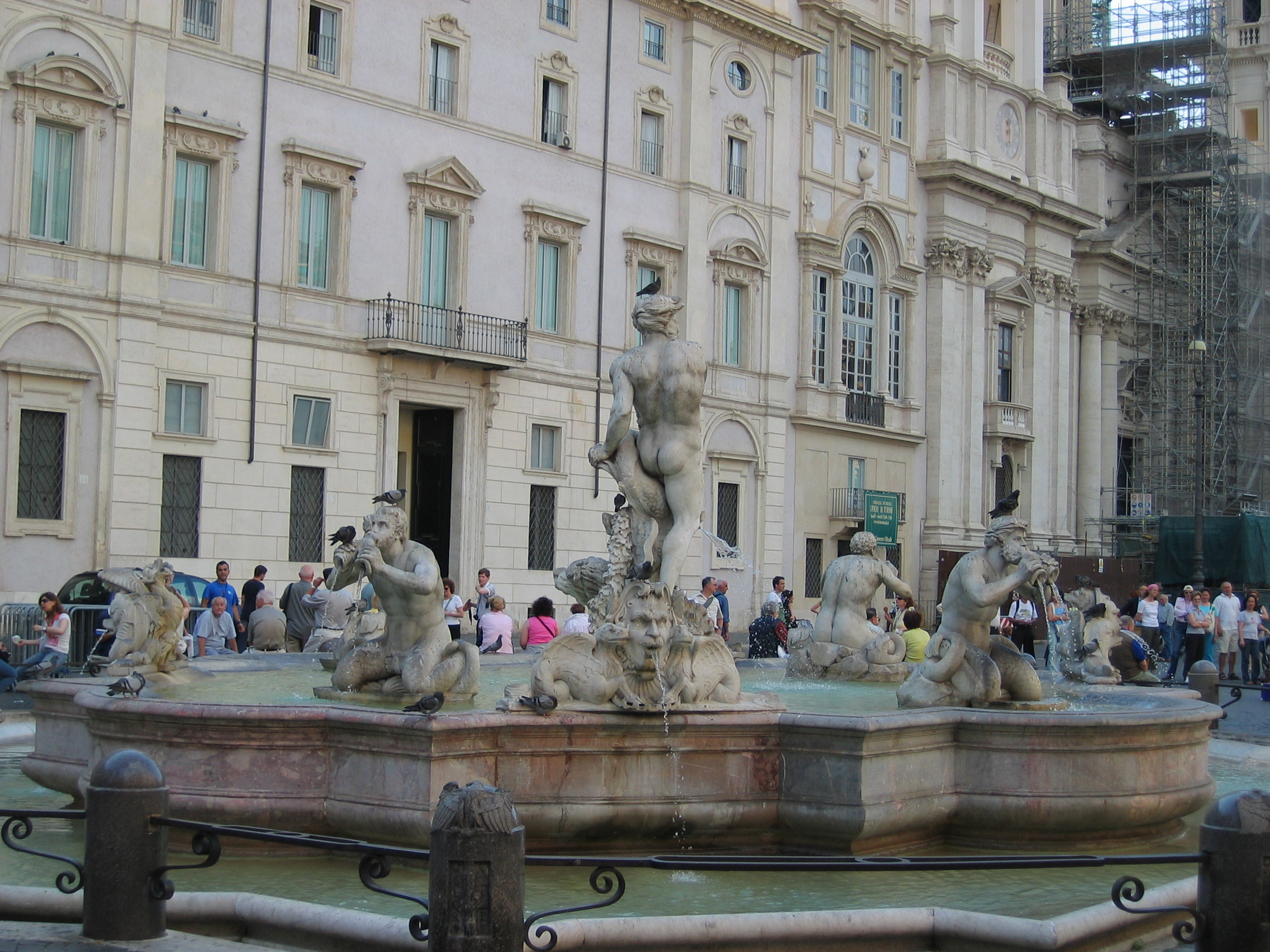
La Fontana del Moro

- ”Fontana del Nettuno” e “Fontana del Moro”: commissionate nel 1574 a Giacomo Della Porta per le estremità settentrionale e meridionale di piazza Navona. Inizialmente uguali, progettate come vasche a pianta mistilinea poggianti su tre gradini e poi circondate da una cancellata, ben presto quella meridionale fu ornata di quattro tritoni e altre figure e poi, nel 1651, ampliata dal Bernini con l'aggiunta di una vasca al posto dei gradini e, successivamente, di una figura barbuta centrale denominata “il Moro”. Anche alla fontana settentrionale venne aggiunta una vasca più grande, ma solo nel 1873 furono realizzati il gruppo del “Nettuno” circondato da cavalli, putti e naiadi;

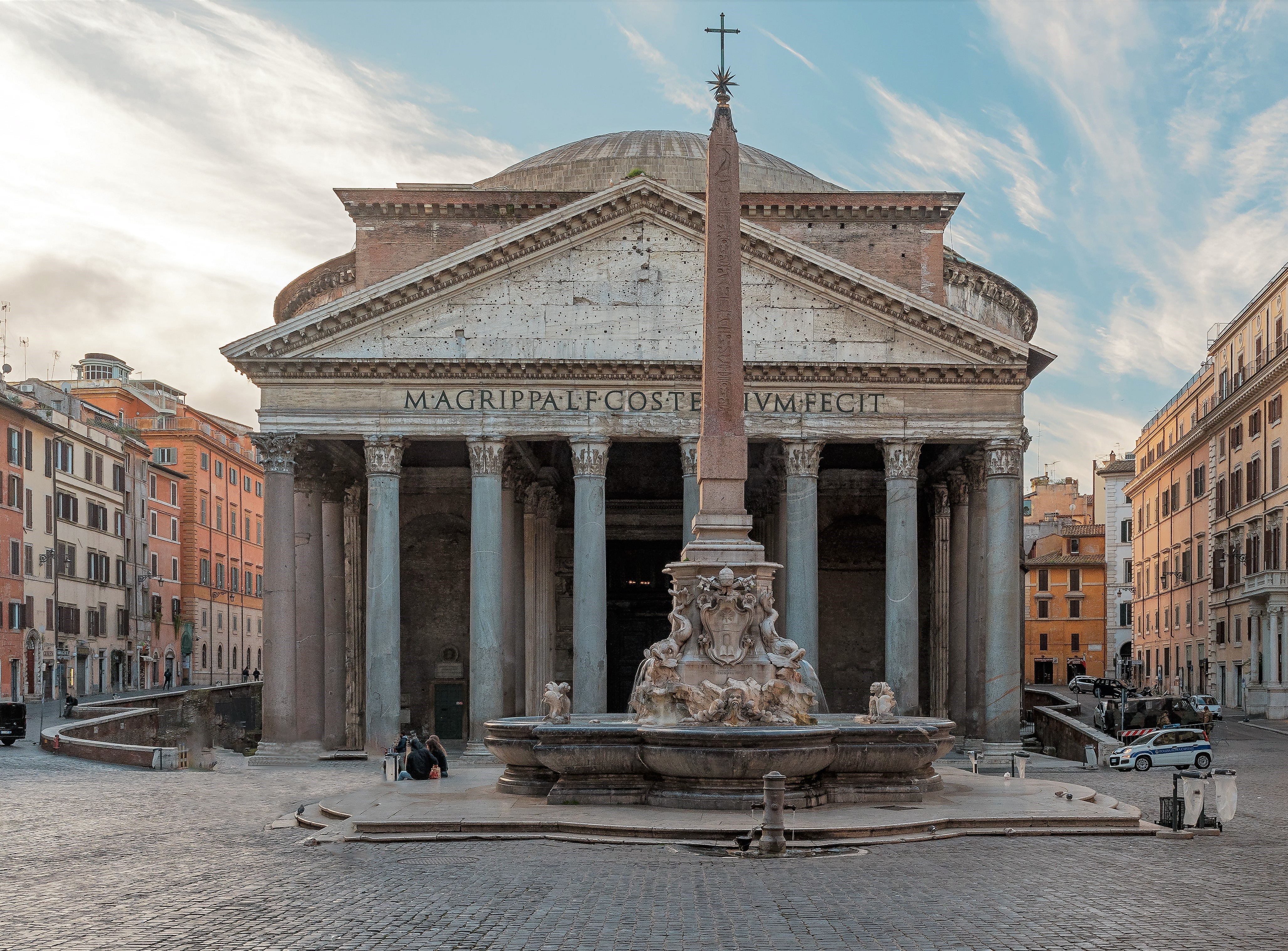
La Fontana di piazza della Rotonda

- Fontana di piazza della Rotonda: ancora un'opera di Giacomo Della Porta, iniziatasi nel 1575: una vasca quadrata con i lati lobati posta su una pedana a tre gradini; l'acqua proveniva da una vasca centrale e quattro mascheroni ai lati. All'inizio del XVIII secolo papa Clemente XI la volle dotare di un piccolo obelisco poggiato su rocce, al posto della vasca centrale, e innalzò, allargandola, la pedana alla base;

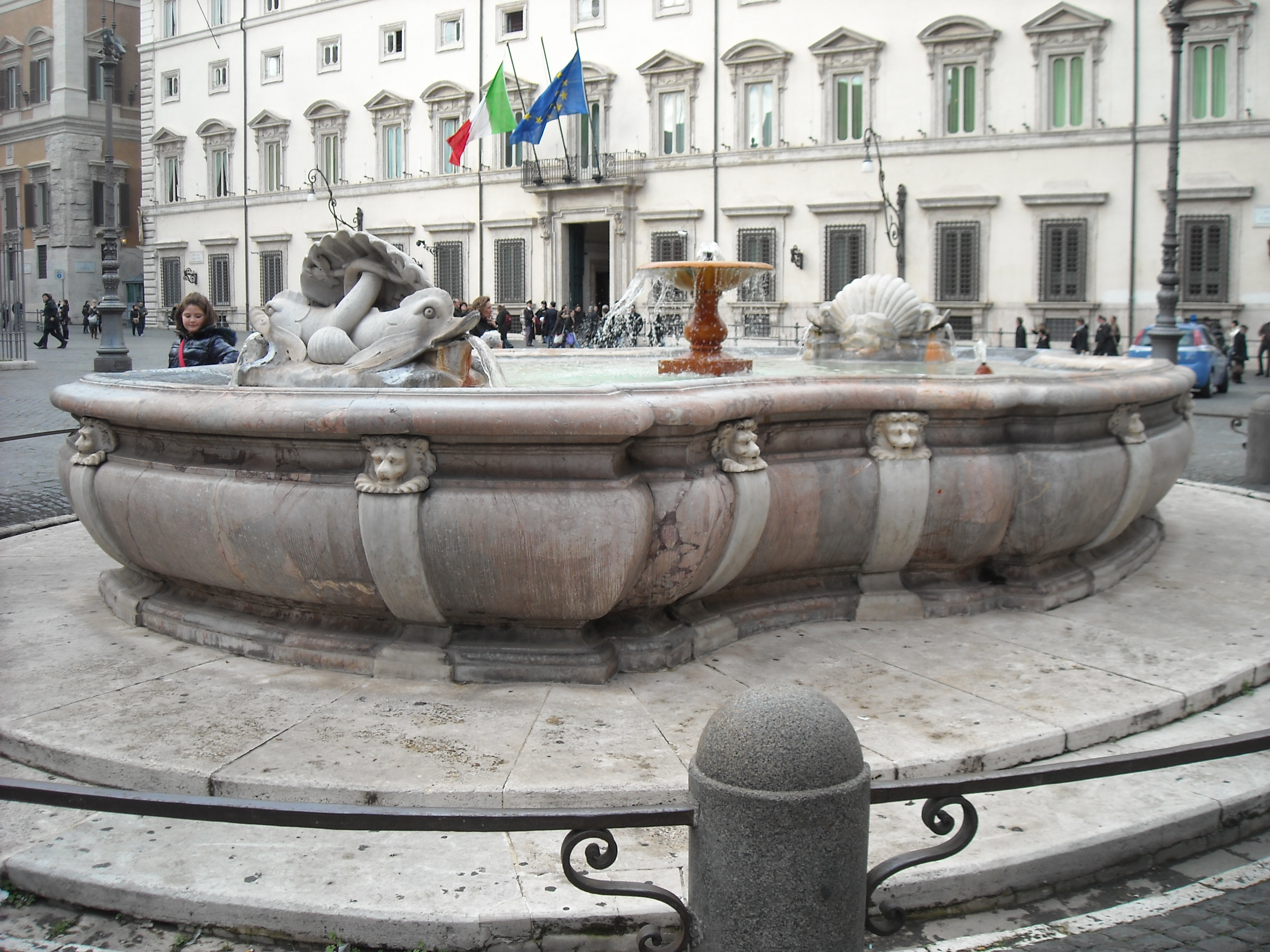
La Fontana di piazza Colonna

- Fontana di piazza Colonna: costruita da Giacomo Della Porta nel 1576, poco dopo la realizzazione della piazza che ospitava la Colonna di Marco Aurelio. Di forma ovale-ottagonale, con i lati curvi alternativamente concavi e convessi, presenta sedici bande verticali, terminanti ciascuna con una testa leonina a rappresentare le zampe della vasca. Inizialmente poggiava su una pedana di cinque gradini, ora scomparsa per l'innalzamento del livello stradale. Nel 1830 venne sostituito il catino centrale con uno più grande e furono aggiunti due gruppi scultorei di delfini e conchiglie alle estremità;

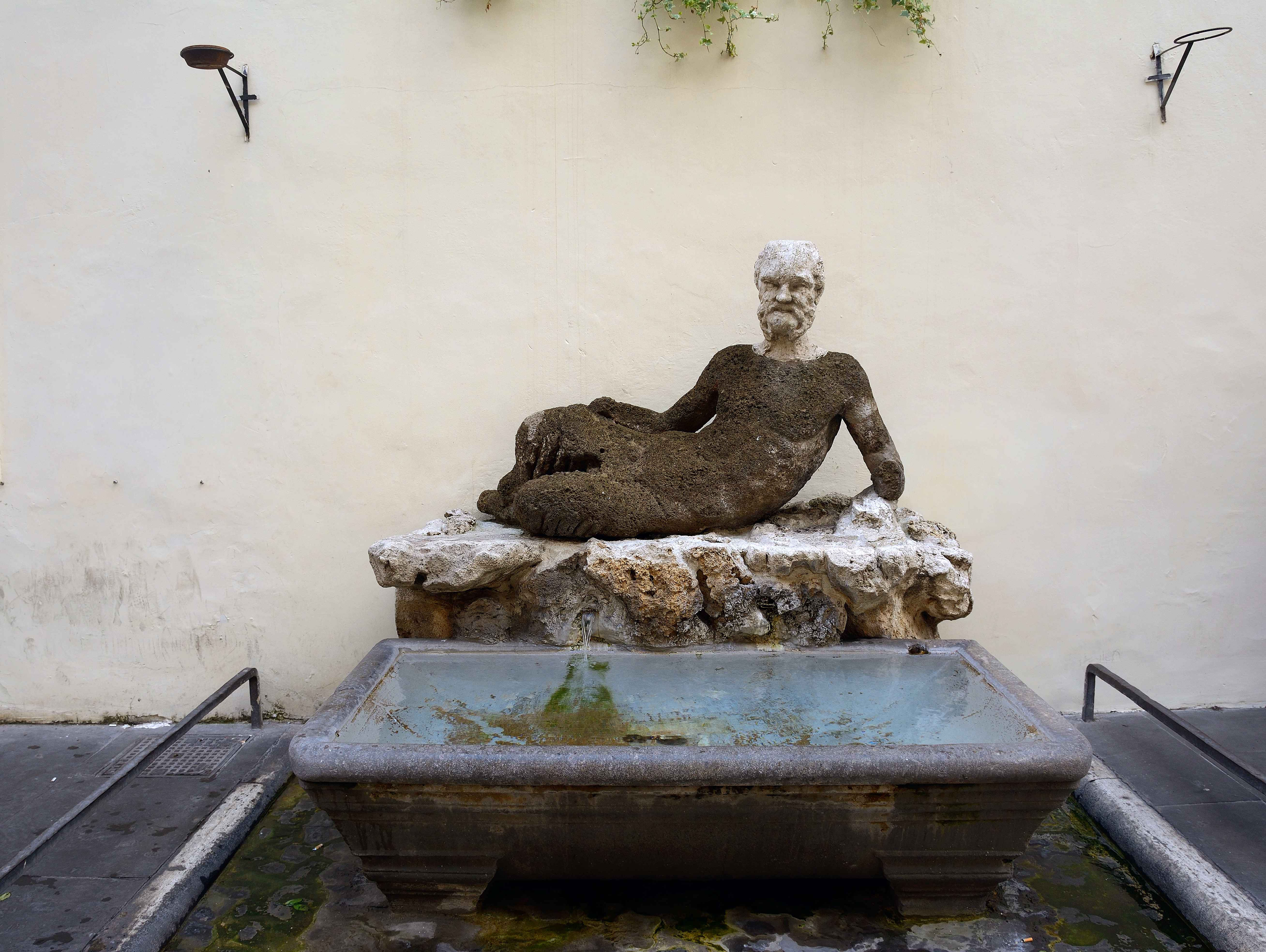
La Fontana del Babuino

- "Fontana del Babuino": realizzata nel 1576 con parti recuperate da antichità romane (una statua di sileno giacente, il “babbuino” appunto, e una vasca quadrangolare di origine termale), venne inizialmente posta sulla facciata del palazzo di proprietà della famiglia del papa Gregorio XIII, in quella che all'epoca era via Paolina. La bruttezza del soggetto e la sua particolarità, oltre a comportare il cambiamento del toponimo (da via Paolina a via del Babuino), fecero annoverare il sileno tra le “statue parlanti” di Roma. Smembrata nel 1877, solo nel 1957 l'intera composizione fu ricomposta e riposizionata su un lato della chiesa di Sant'Atanasio dei Greci, sempre in via del Babuino;

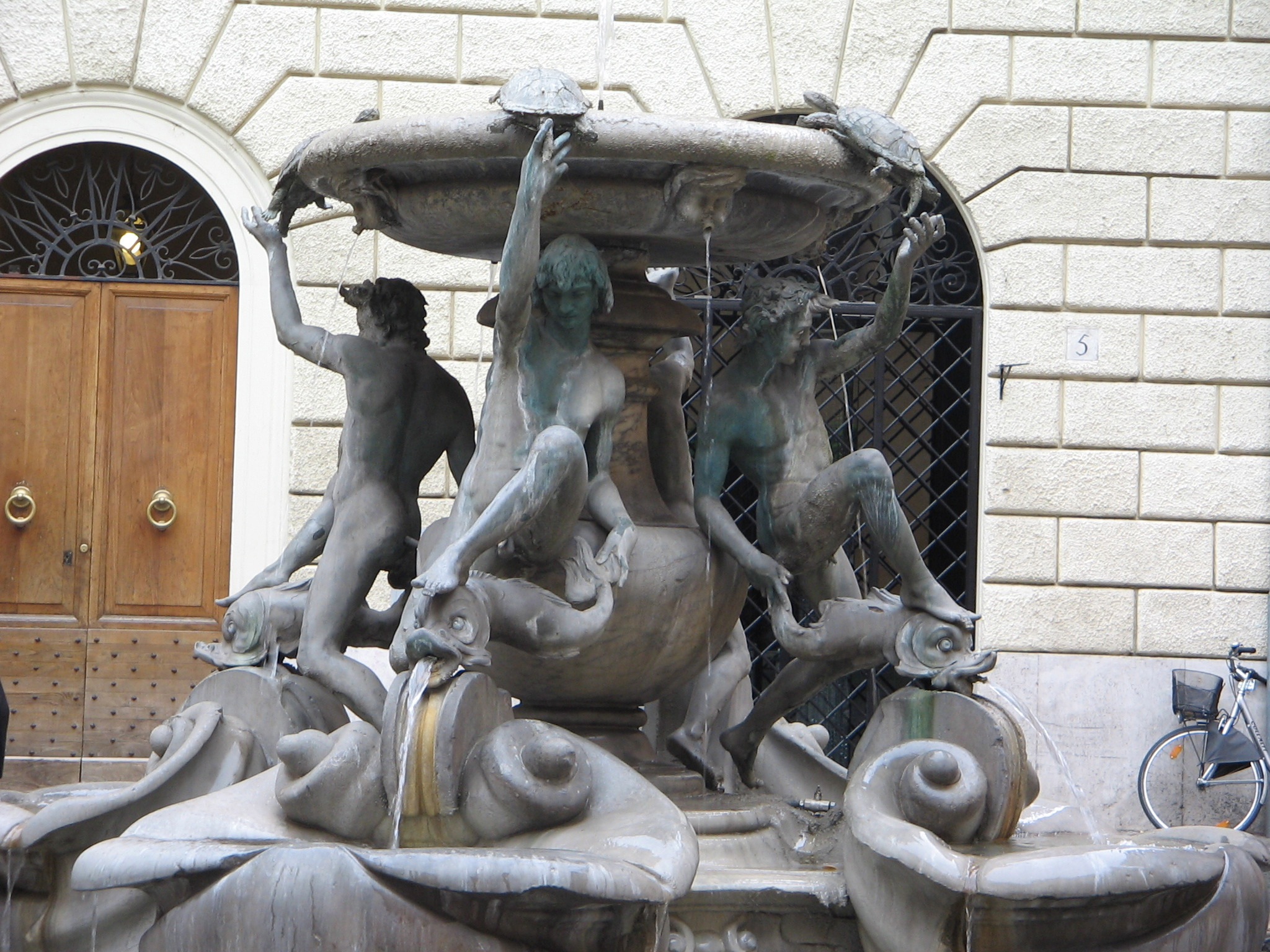
La Fontana delle Tartarughe

- "Fontana delle Tartarughe": realizzata da Taddeo Landini tra il 1581 e il 1588, probabilmente su progetto di Giacomo Della Porta. Si trova in piazza Mattei ed è un'elegantissima fontana composta da una vasca quadrata con una struttura centrale in cui 4 efebi in bronzo tengono per la coda delfini che riversano acqua in altrettante conchiglie, mentre con l'altra mano spingono nel catino centrale più elevato quattro tartarughe;
- Fontana di piazza San Marco: realizzata da Giacomo Della Porta intorno al 1590, dopo un primo tentativo di circa 10 anni prima abbandonato per motivi tecnici. Si trovava in quella che oggi è piazza Venezia, di fronte all'omonimo palazzo, e si trattava di una vasca esagonale già esistente in loco inserita in una più grande interrata. La fontana non ebbe fortuna, presto si seccò e venne smantellata nella prima metà del XIX secolo, con trasferimento sul Pincio, dove si trova attualmente;

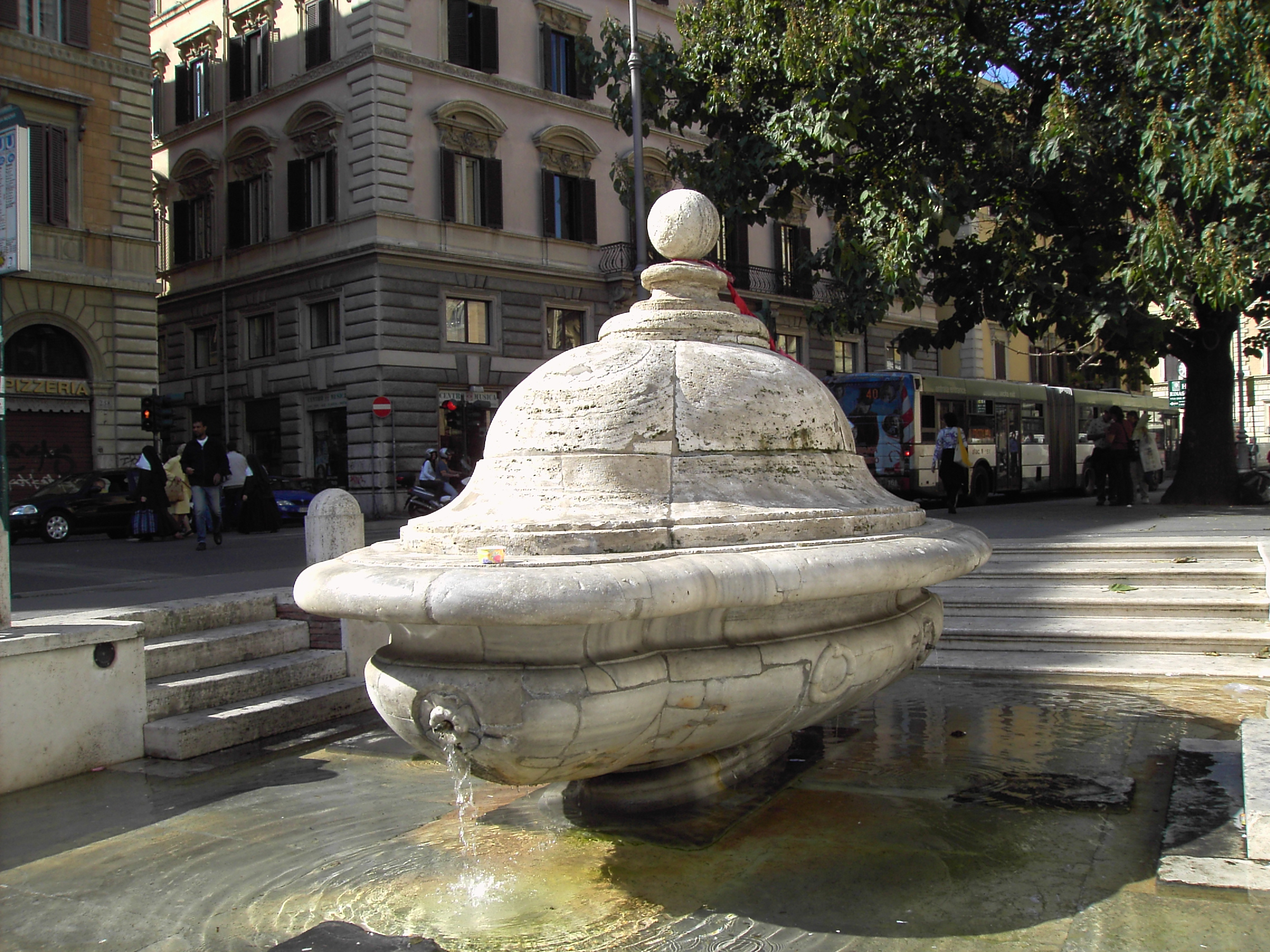
La Fontana della Terrina

- "Fontana della Terrina": anch'essa realizzata da Giacomo Della Porta nel 1590, venne posta originariamente al centro di piazza Campo de' Fiori. Era costituita da una elegante vasca ovale in marmo da cui quattro delfini in bronzo riversavano acqua in una più grande vasca sottostante. Nel 1622 furono eliminati i delfini e venne posto un “coperchio” che la fece somigliare a una “zuppiera” (la “terrina”). Asportata nel 1899 per far posto al monumento a Giordano Bruno e sostituita più tardi, su un lato della piazza, con una copia senza “coperchio”, l'originale venne poi posizionato davanti alla Chiesa Nuova.

### L'Acqua Felice
Dopo meno di 15 anni papa Gregorio XIII, che aveva curato la realizzazione delle fontane dell'acquedotto Vergine, propose anche il restauro del vecchio Acquedotto Alessandrino, che però fu fermato ancora in fase di progettazione a causa della morte del pontefice. Il successore Sisto V, prima ancora che venisse terminata l'opera, tuttora in corso, di costruzione delle fontane alimentate dalla ramificazione secondaria dell'acquedotto Vergine, modificò il progetto dell'Acquedotto Alessandrino e ne avviò la realizzazione in modo che il “nuovo acquedotto” (di cui furono effettivamente ricostruiti interi tratti e che da lui, al secolo Felice Peretti, prese il nome di “Acqua Felice”) servisse per l'approvvigionamento idrico delle zone dei colli Viminale e Quirinale. Verosimilmente l'intenzione primaria era però quella di rifornire d'acqua soprattutto l'immensa villa papale, che si estendeva su entrambi i colli.
Il restauro fu portato a termine nel 1587 e, come già per l'”Aqua Virgo”, si provvide a una ramificazione secondaria sotterranea che raggiungesse il Campidoglio, l'area di fronte all'Isola Tiberina e poi, ma solo qualche anno più tardi, le zone della Basilica di San Giovanni in Laterano e, dall'altro lato, il Pincio. Ancora una volta, approfittando del nuovo acquedotto, fu progettata e realizzata una serie di fontane (di cui alcune mai realizzate e altre aggiunte in seguito) che però il papa, a causa di contrasti personali e con il pontefice precedente che lo aveva protetto, non volle affidare al più rinomato “fontaniere” dell'epoca, quel Giacomo Della Porta che era tuttora impegnato nel precedente progetto e che fu però nuovamente utilizzato come progettista dai successivi pontefici.
Ma la loro realizzazione era indubbiamente dispendiosa, e papa Sisto V ricorse, molto presto, a un espediente che anche in futuro riscosse un certo favore: affidarsi, almeno in parte, alla munificenza dei privati per coprire le spese di realizzazione di alcune delle opere previste, in modo che ci fossero anche fontane “semipubbliche” (come dire, a partecipazione privata):

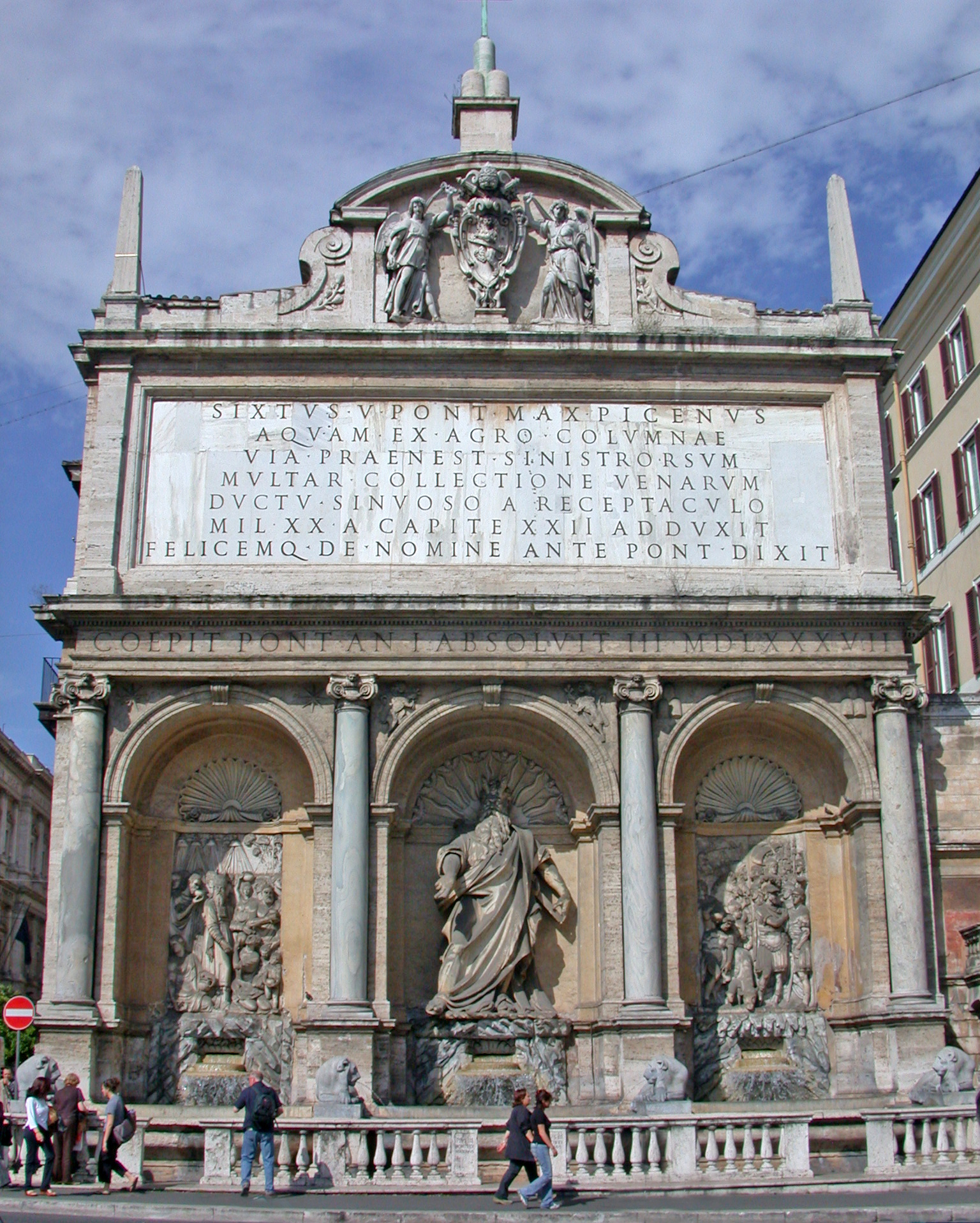
Fontana dell'Acqua Felice

- "Fontana del Mosè": (la “mostra” terminale dell'acquedotto principale) realizzata da Giovanni Fontana nel 1587. Situata nell'attuale piazza San Bernardo, si tratta di un enorme monumento “a facciata”, composto da tre nicchie divise da colonne, alla cui base quattro leoni gettano acqua in tre vasche rettangolari adiacenti, sormontate da un'imponente iscrizione autocelebrativa del papa, a sua volta sormontata dallo stemma del pontefice e da due piccoli obelischi. Il tutto racchiuso da una balaustra di marmo. Le due nicchie laterali ospitano altrettanti altorilievi raffiguranti avvenimenti di ispirazione biblica connessi con l'acqua, mentre quella centrale ospita una discussa e discutibile statua di Mosè (soprannominata, per la sua bruttezza, il “Mosè ridicolo”) nell'atto di far sgorgare acqua dalle rocce;

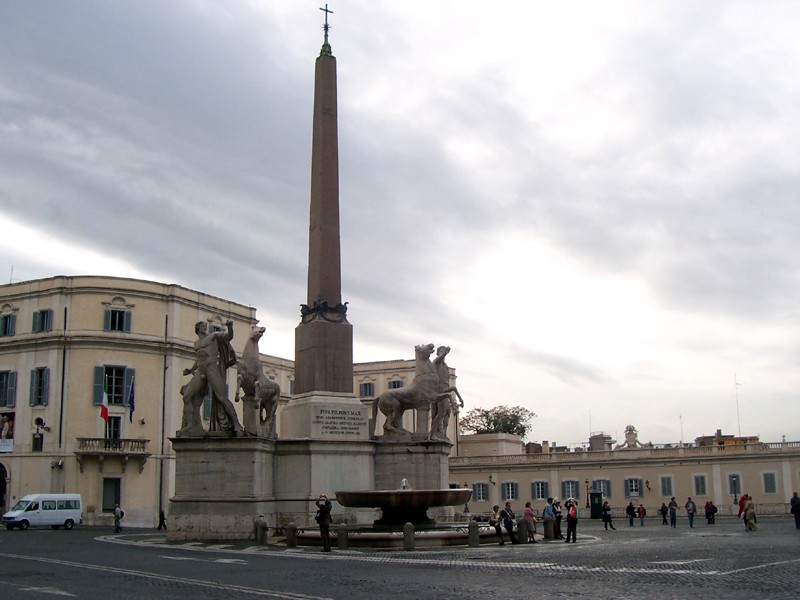
La Fontana dei Dioscuri

- "Fontana dei Dioscuri", in piazza del Quirinale. Realizzata da Domenico Fontana nel 1590, era una vasca quadrilobata con al centro un elemento che sorreggeva un catino più piccolo, il tutto sollevato di tre gradini. La struttura era addossata alle imponenti statue dei Dioscuri che già si trovavano in loco, e che vennero spostate e girate verso il palazzo. Nel 1782 il gruppo dei Dioscuri venne separato, in mezzo fu posto un obelisco e la fontana originale fu smantellata (e andò perduta) per essere sostituita da una struttura simile alla precedente, ma in cui il catino centrale sommitale era costituito da una vasca in granito che dal 1578 si trovava, inizialmente come abbeveratoio, in Campo Vaccino. I lavori e la sistemazione definitiva vennero ultimati solo nel 1818 per opera dell'architetto Raffaele Stern;
- "Fontana della dea Roma", in piazza del Campidoglio: due vasche uguali, rettangolari col lato lungo lobato, inserite una nell'altra, addossate alla facciata del Palazzo Senatorio, sotto al nicchione contenente la (troppo piccola) statua allegorica della dea Roma. Realizzata nel 1587 da Matteo Bertolani;

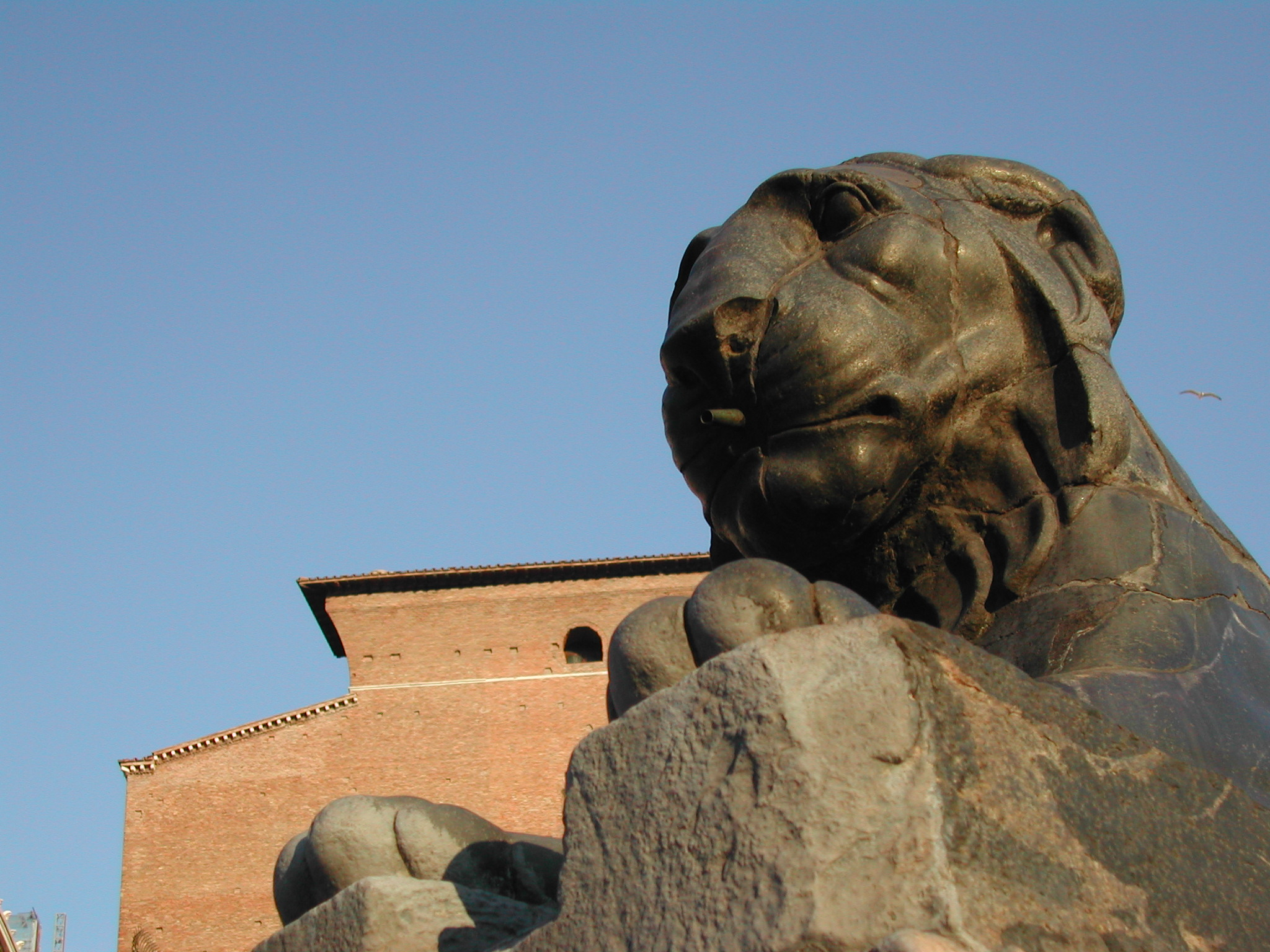
Leone egizio - fontana (Cordonata a Campidoglio)

- "Fontane dei Leoni", ai due lati della base della Cordonata di accesso alla piazza del Campidoglio. Sono due leoni egizi in basalto, che gettano acqua dalla bocca in due grossi vasi di pietra. Opera realizzata nel 1588 da Giacomo Della Porta;

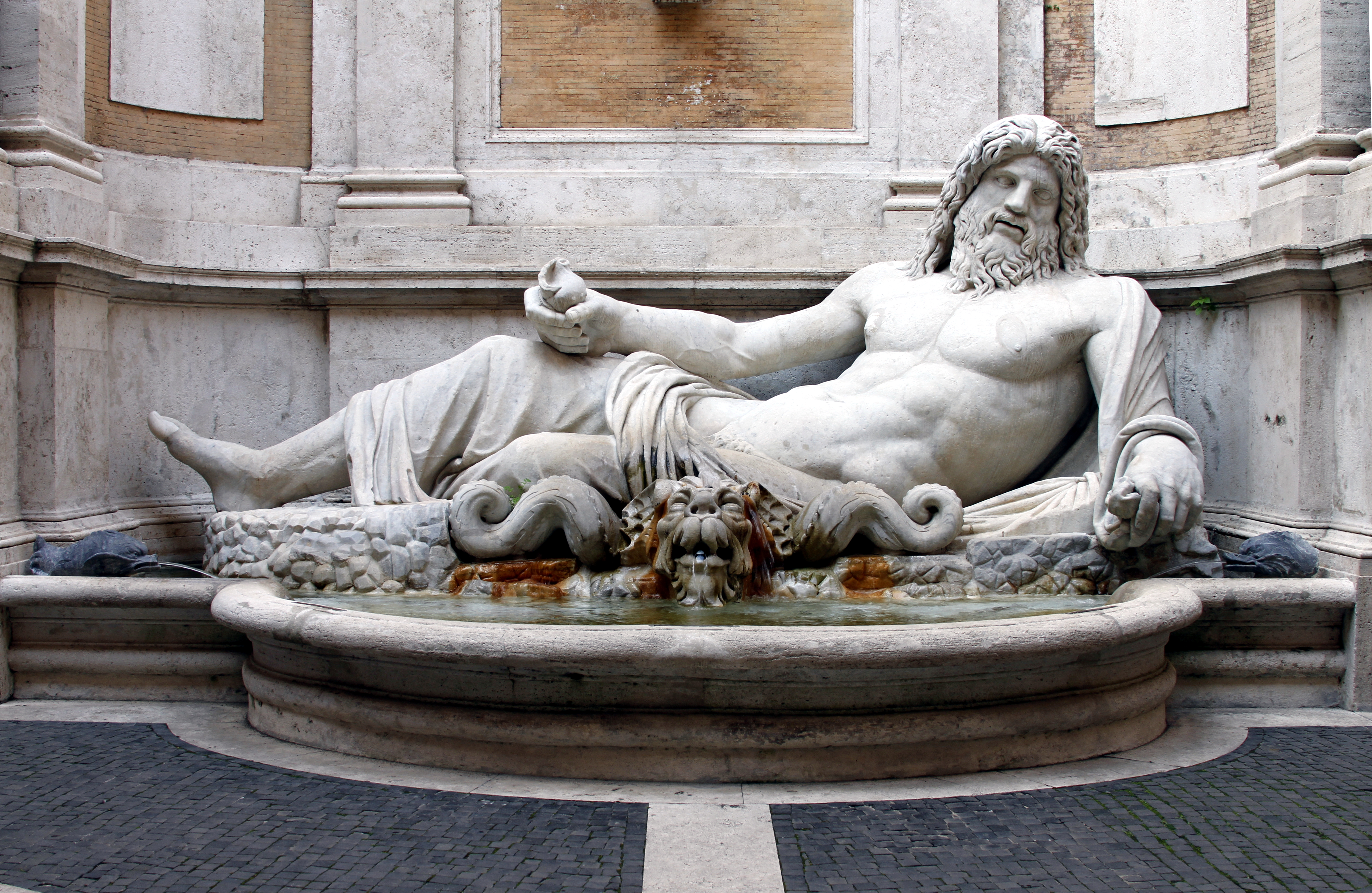
La statua di Marforio

- "Fontana di Marforio": si tratta di una vasca uguale a quelle della “fontana della dea Roma”, all'interno della quale è stato posto l'imponente gruppo marmoreo del Marforio. Si trova sulla piazza del Campidoglio, nel cortile del Palazzo Nuovo, ed è stata l'ultima opera realizzata, nel 1594, da Giacomo Della Porta;
- "Quattro Fontane": ricavate negli spigoli dei palazzi ai quattro angoli dell'omonima piazza, rappresentano due figure maschili, allegorie del Tevere e dell'Arno, e due femminili, Diana e Giunone, ciascuna inserita in un'ambientazione differente. Sebbene i disegni delle quattro opere potrebbero forse essere attribuiti a Domenico Fontana e (solo per Diana) a Pietro da Cortona, le realizzazioni, di scarso valore artistico, furono certamente affidate a mediocri scultori, che le completarono tra il 1588 e il 1593;

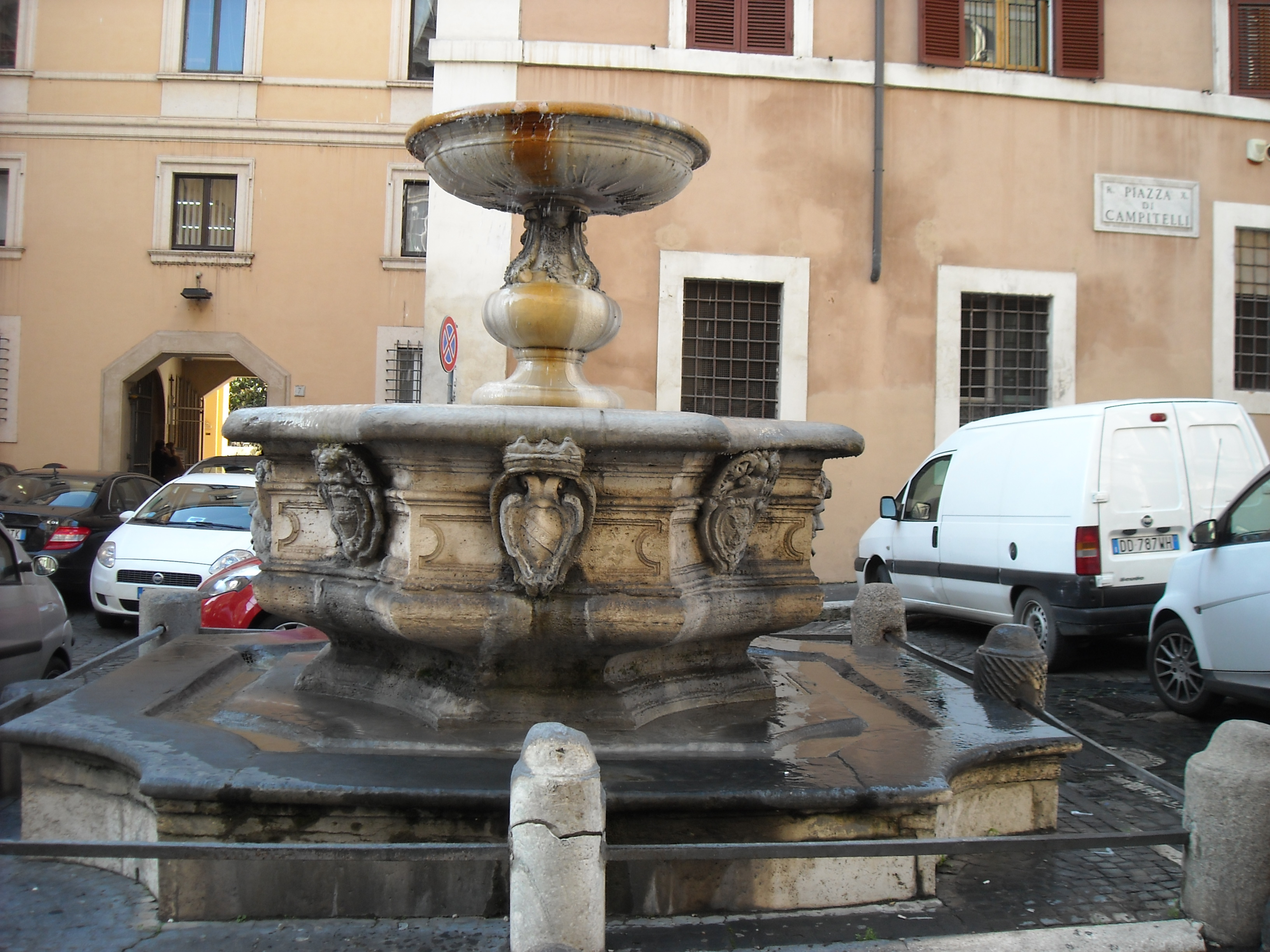
La Fontana di piazza Campitelli

- Fontana di piazza Campitelli: progettata da Giacomo Della Porta, fu realizzata nel 1589 a spese delle quattro famiglie nobili proprietarie dei palazzi che affacciavano sulla piazza. Si tratta di una base ottagonale con i lati alternativamente rettilinei e concavi in cui è inserita una vasca della stessa forma che sorregge un catino circolare. L'acqua sgorga dal catino nella vasca e da qui, tramite due mascheroni, precipita nella base;

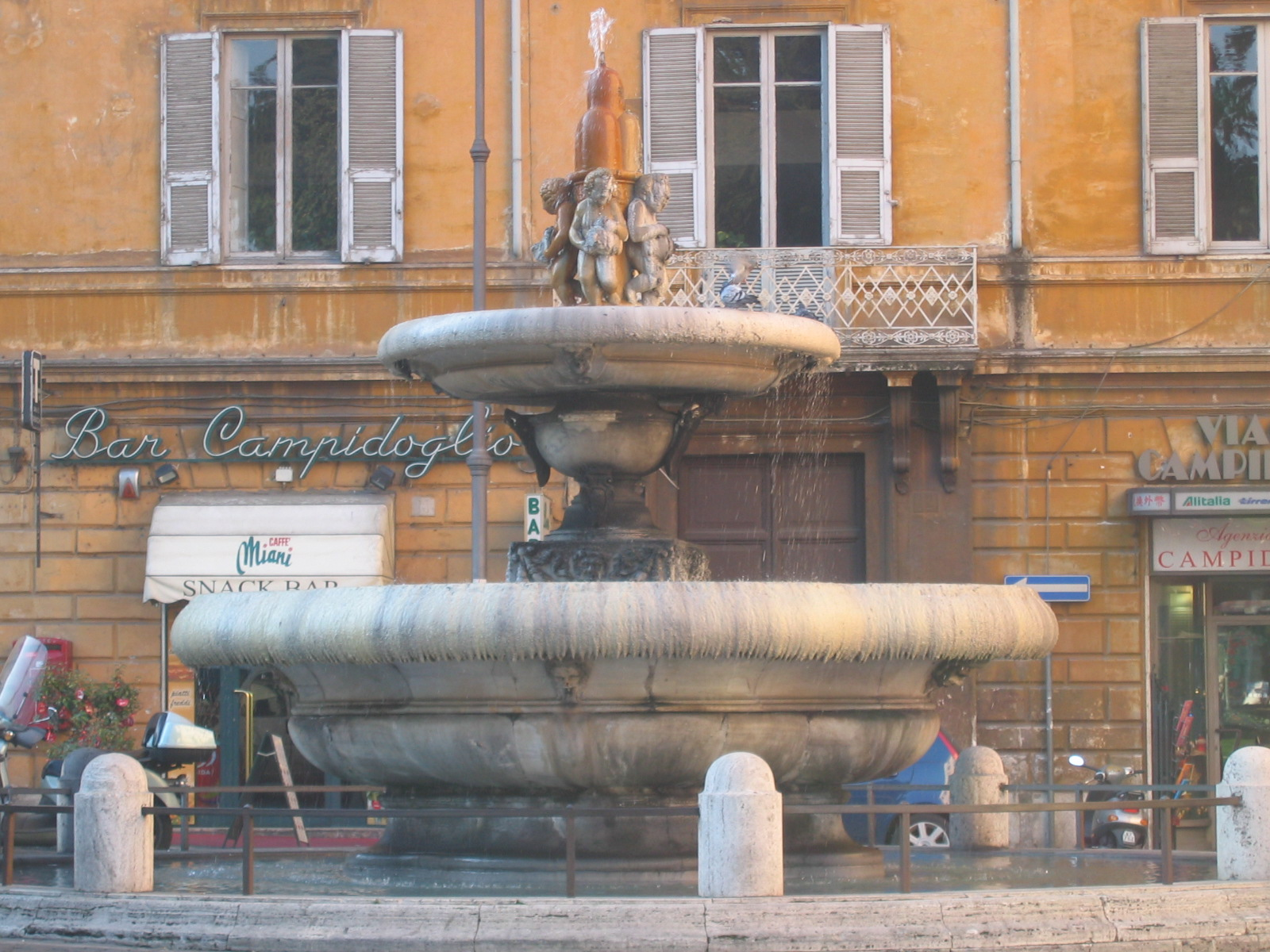
La Fontana di piazza dell'Aracoeli

- Fontana di piazza dell'Aracoeli: anche questa progettata da Giacomo Della Porta e realizzata nel 1589: è una vasca ovaleggiante contenente un balaustro a forma di calice che sorregge una seconda vasca circolare più piccola con al centro quattro putti che a loro volta sorreggono il trimonzio, da cui zampilla l'acqua. Inizialmente la vasca più grande poggiava su tre gradini della stessa forma, ma nel XIX secolo furono sostituiti da una piscina circolare per la raccolta dell'acqua;

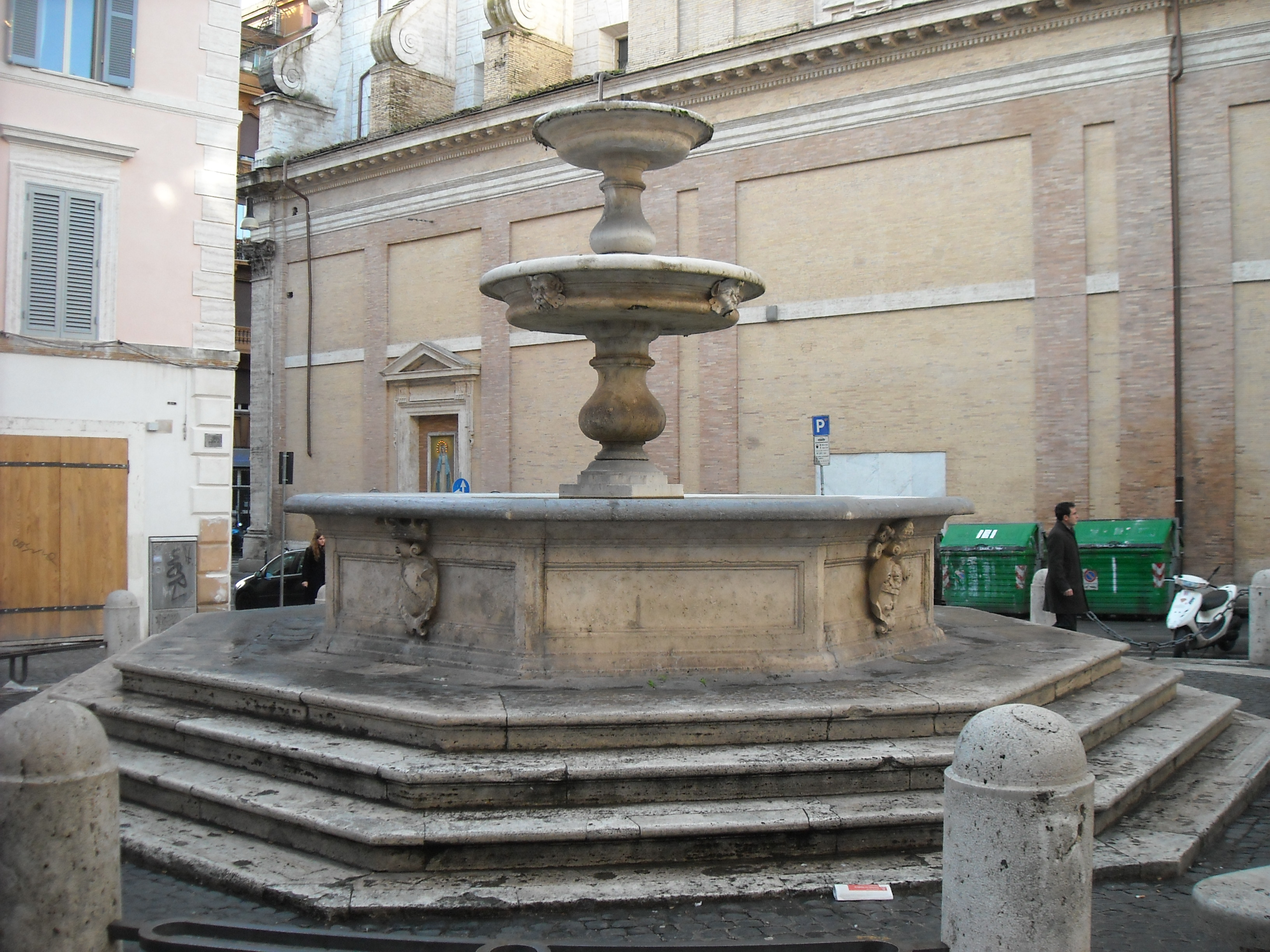
La Fontana di piazza della Madonna dei Monti

- Fontana di piazza della Madonna dei Monti: anche questa progettata da Giacomo Della Porta e realizzata nel 1589. È una vasca ottagonale, poggiata su quattro gradini della stessa forma, contenente un catino circolare al cui centro l'acqua zampillava da un vaso contenente il trimonzio. Verso la fine del XVII secolo il vaso fu sostituito da un catino circolare più piccolo;

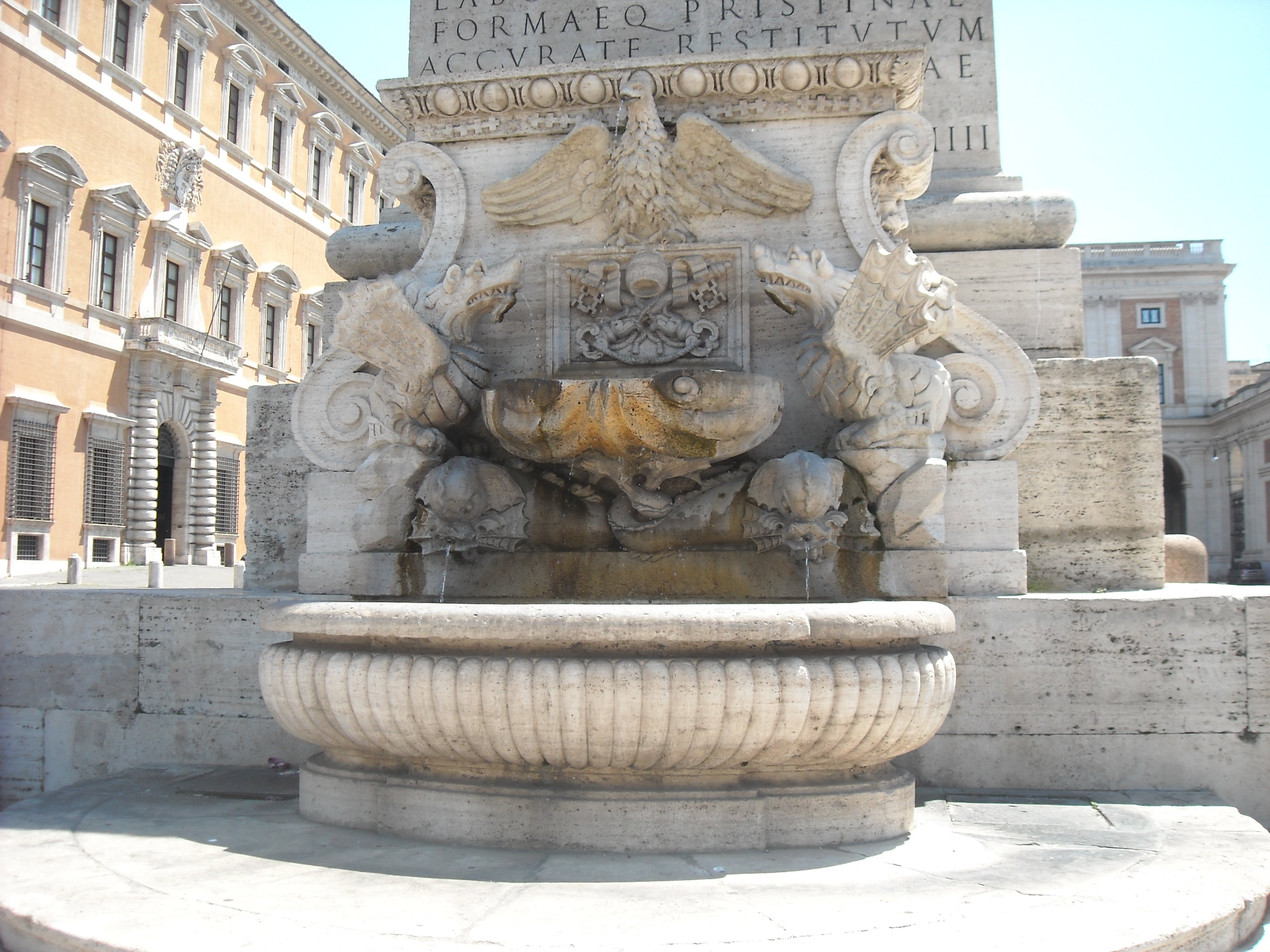
La fontana dell'obelisco Lateranense

- "Fontana dell'obelisco Lateranense": incerto il progettista e l'autore, fu completata nel 1607, dopo 4-5 anni di lavori e modifiche. È addossata al lato settentrionale dell'omonimo obelisco, al cui piedistallo è appoggiato un prospetto decorato che sorregge due vasche semicircolari di diverse dimensioni. Forse nel 1605 il prospetto fu sormontato da una statua bronzea di san Giovanni affiancato dai gigli araldici di papa Leone XI, e poco dopo vennero aggiunti anche i draghi araldici di papa Paolo V. Statua e gigli vennero rimossi nel XVIII secolo;

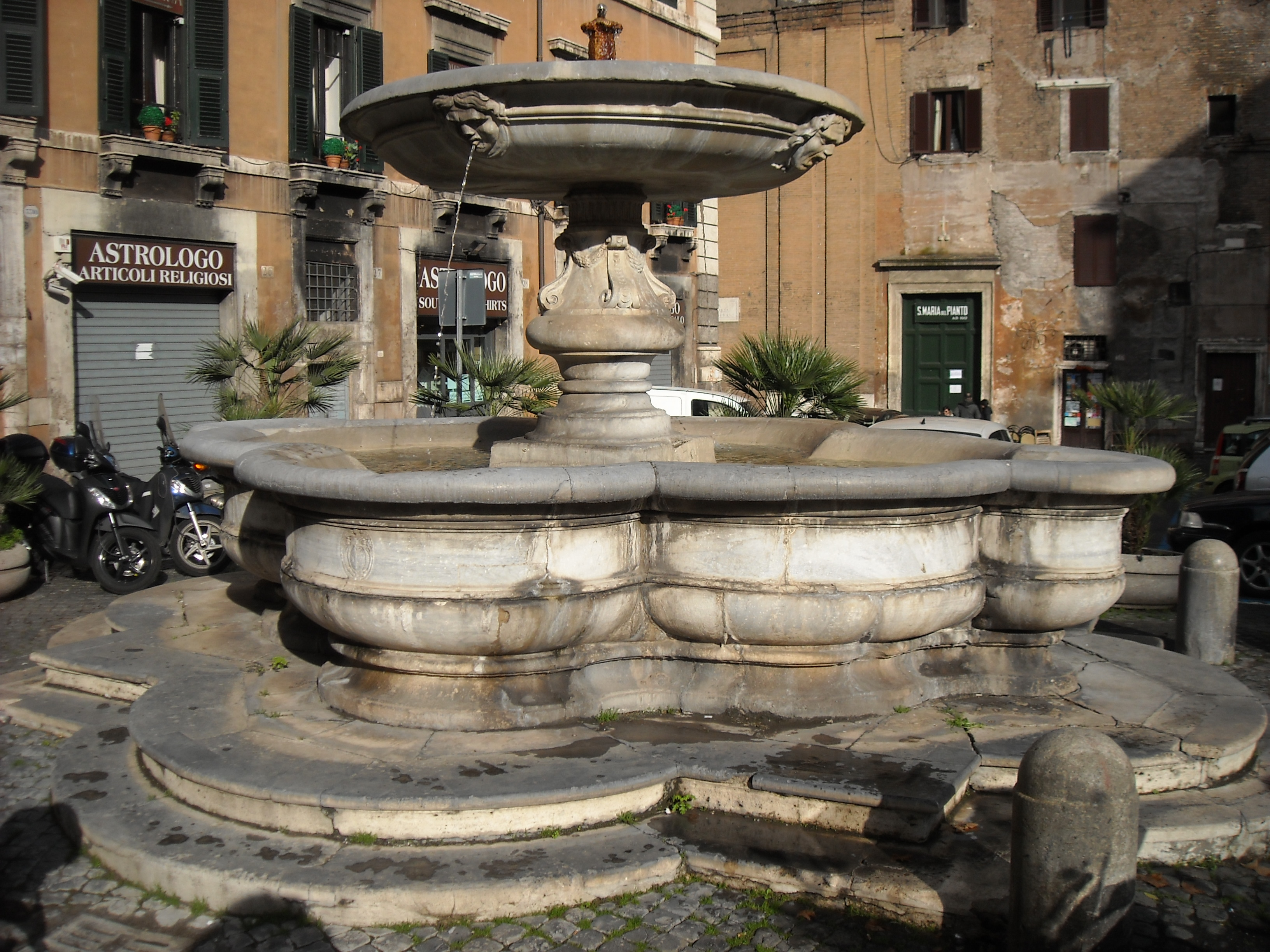
La Fontana di piazza delle Cinque Scole

- Fontana di piazza delle Cinque Scole: progettata da Giacomo Della Porta nel 1591 per l'approvvigionamento idrico del Ghetto ebraico di Roma, era collocata inizialmente in piazza Giudia. Si tratta di una vasca bombata vagamente romboidale con gli spigoli a semicerchio, sormontata da un catino circolare e poggiata su due gradini con disegno approssimativamente simile a quello della vasca principale;

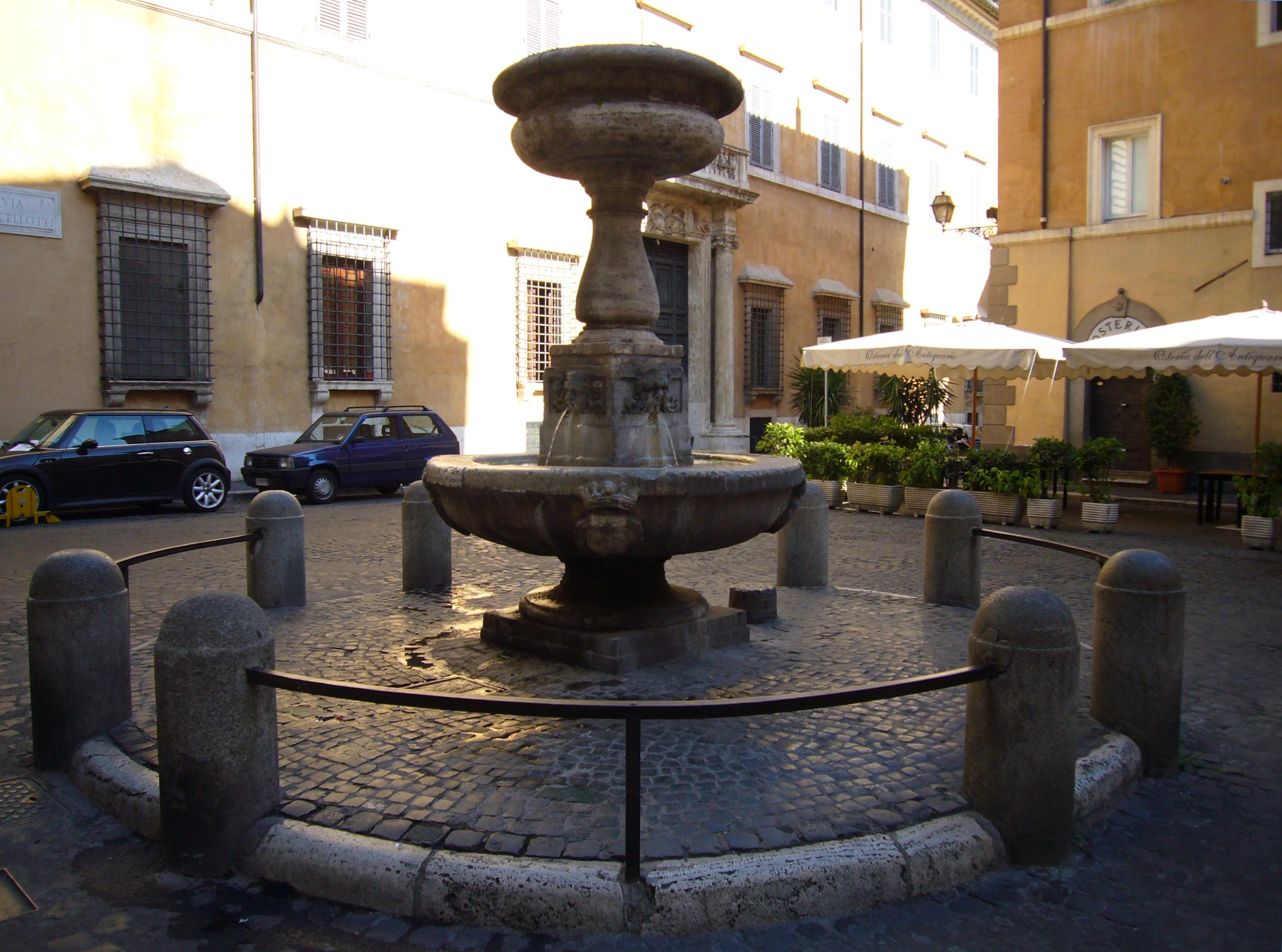
La Fontana di piazza San Simeone

- Fontana di piazza San Simeone: piccola fontana disegnata da Giacomo Della Porta nel 1589. Le dimensioni, il progetto minimale e la forma semplicemente circolare dell'unico catino centrale indicano che si trattava di un'opera a carattere “popolare”. Inizialmente sistemata nella scomparsa piazza Montanara, nel 1696 le fu aggiunto un catino più piccolo su un balaustro, e nel 1829 fu sostituito il catino maggiore e furono apposti gli stemmi dei quattro magistrati in carica (tre conservatori più il priore dei capo rioni). Nel 1932, con la scomparsa della piazza, fu sistemata nel “Giardino degli Aranci” e nel 1973 trovò la sua sistemazione attuale;

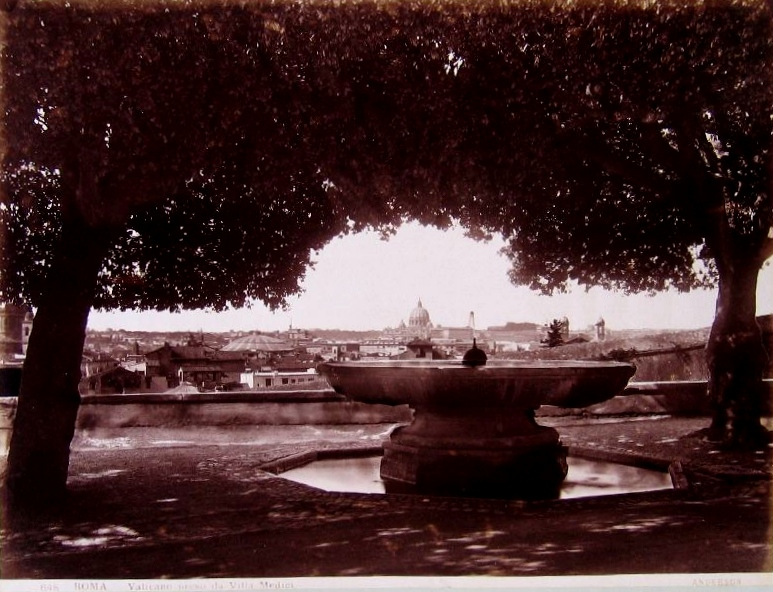
La fontana davanti a Villa Medici

- Fontana davanti a Villa Medici, su piazza della Trinità de' Monti: è una fontana dal disegno e dalle dimensioni quasi insignificanti, ma proprio la semplicità del progetto, insieme con la posizione in cui si trova, la rendono degna di nota. Si tratta di una vasca ottagonale a livello stradale, al cui centro un robusto pilastro sorregge una tazza circolare di granito rosso a forma di coppa dai bordi arrotondati, al centro della quale l'acqua zampilla da una palla marmorea, sulla cui origine si è sviluppata una curiosa leggenda popolare[7]. Realizzata su incarico del cardinale Ferdinando de' Medici, sovrintendente alla costruzione dell'acquedotto nonché proprietario della villa, la fontana, del 1589, è probabilmente da attribuire ad Annibale Lippi, che progettò il palazzo e le fontane interne (peraltro, molto più riccamente ornate);

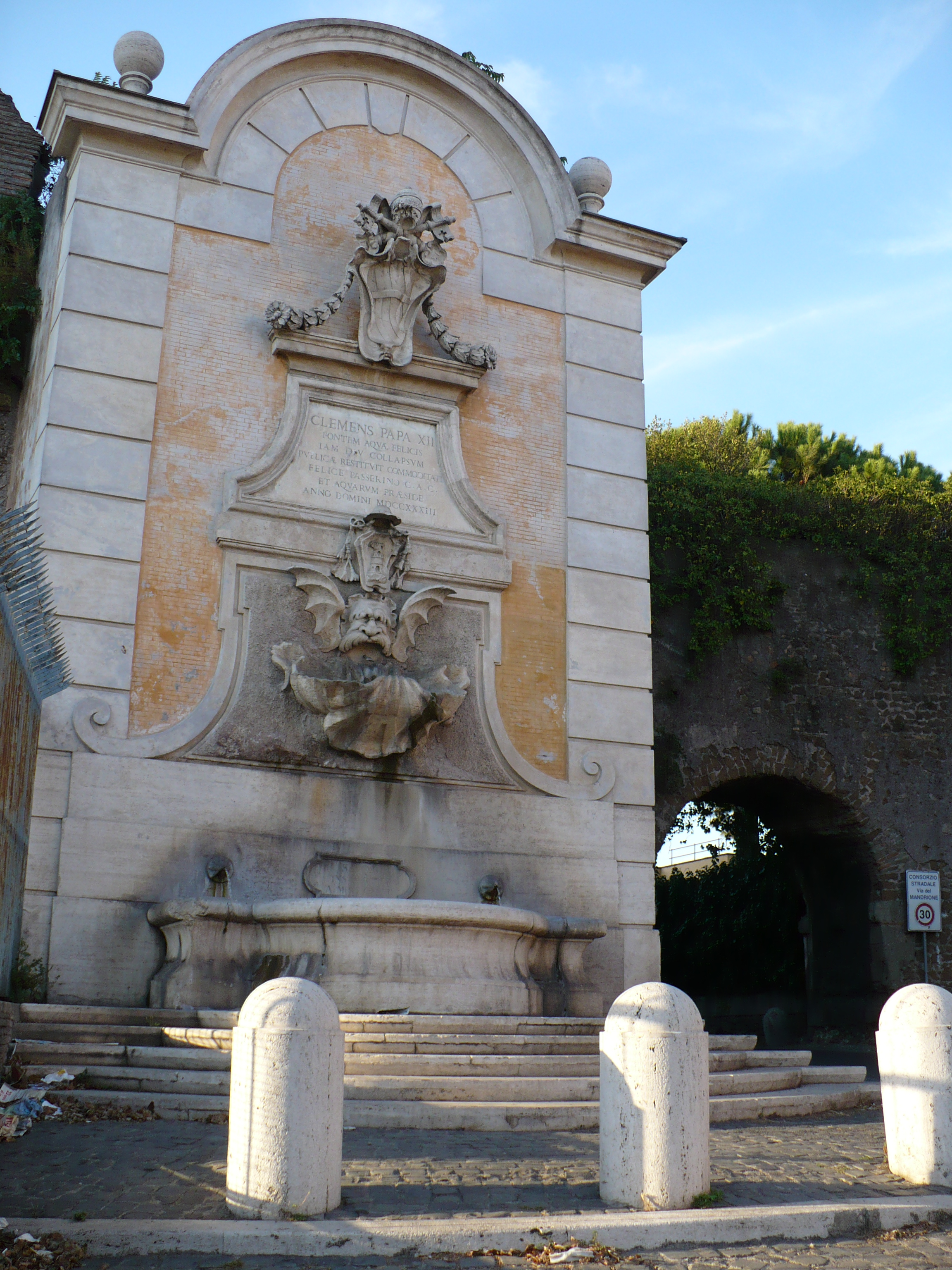
La fontana di Porta Furba

- Fontana di Porta Furba: edificata accanto alla porta in contemporanea alla realizzazione dell'Acqua Felice, ha l'aspetto di una "mostra" in travertino con un mascherone alato che versa acqua in una conchiglia dalla quale cade in una grande vasca posta su cinque gradini. Restaurata e ampliata nel 1733 per opera forse di Luigi Vanvitelli su commissione di Clemente XII, fu di nuovo restaurata nel 1897 dal Comune di Roma;

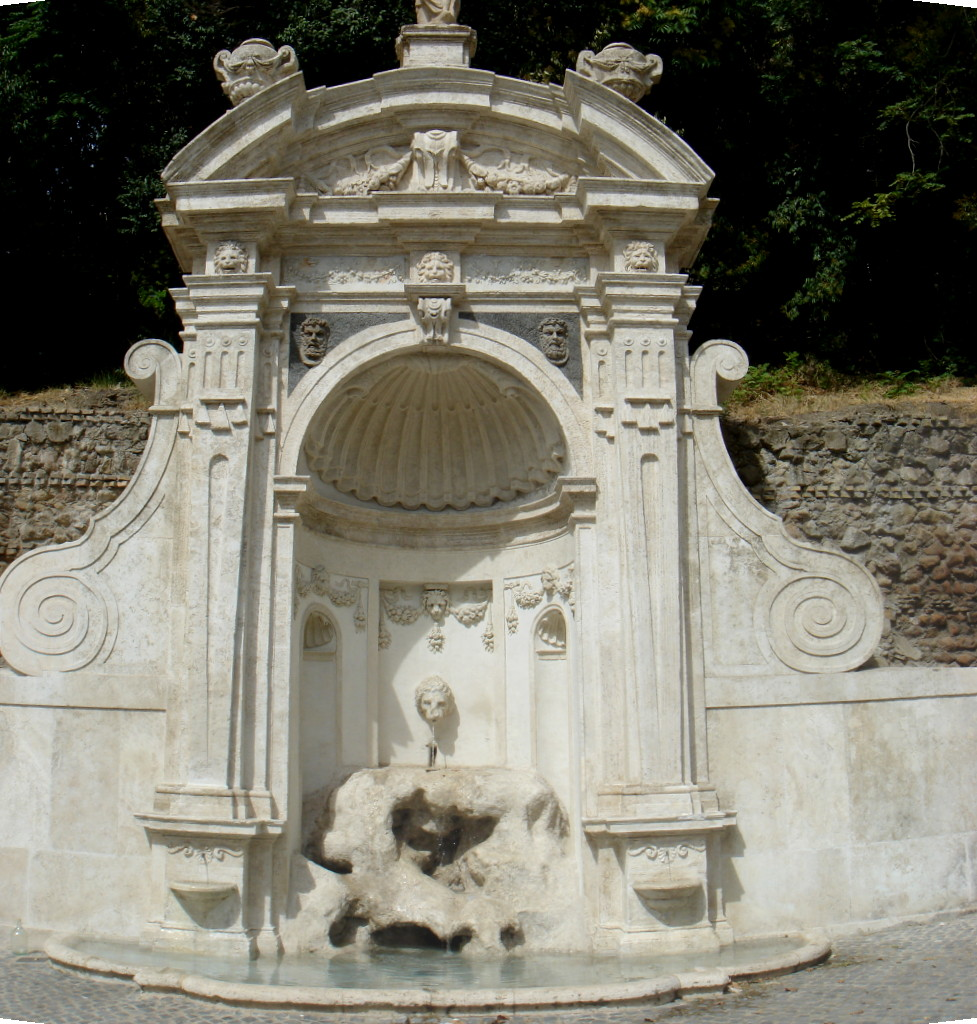
La Fontana del Prigione

- "Fontana del Prigione", originariamente commissionata a Domenico Fontana da papa Sisto V per la sua villa sull'Esquilino, fu realizzata tra il 1587 e il 1590. Quando nel 1895 fu distrutta la villa per motivi urbanistici, venne trasferita in via Genova. Di nuovo spostata nel 1923 per la costruzione del palazzo del Viminale, fu sistemata all'incrocio tra via G. Mameli e via L. Manara, dove attualmente si trova. È strutturata in un nicchione centrale delimitato da due lesene che sorreggono un frontone decorato. L'acqua sgorga in due piccole vasche alla base delle lesene e, da una testa di leone, in una piscina centrale a livello stradale. Nella nicchia originariamente era posto un gruppo marmoreo, definitivamente perduto, raffigurante un prigioniero, insieme con Apollo e Venere.

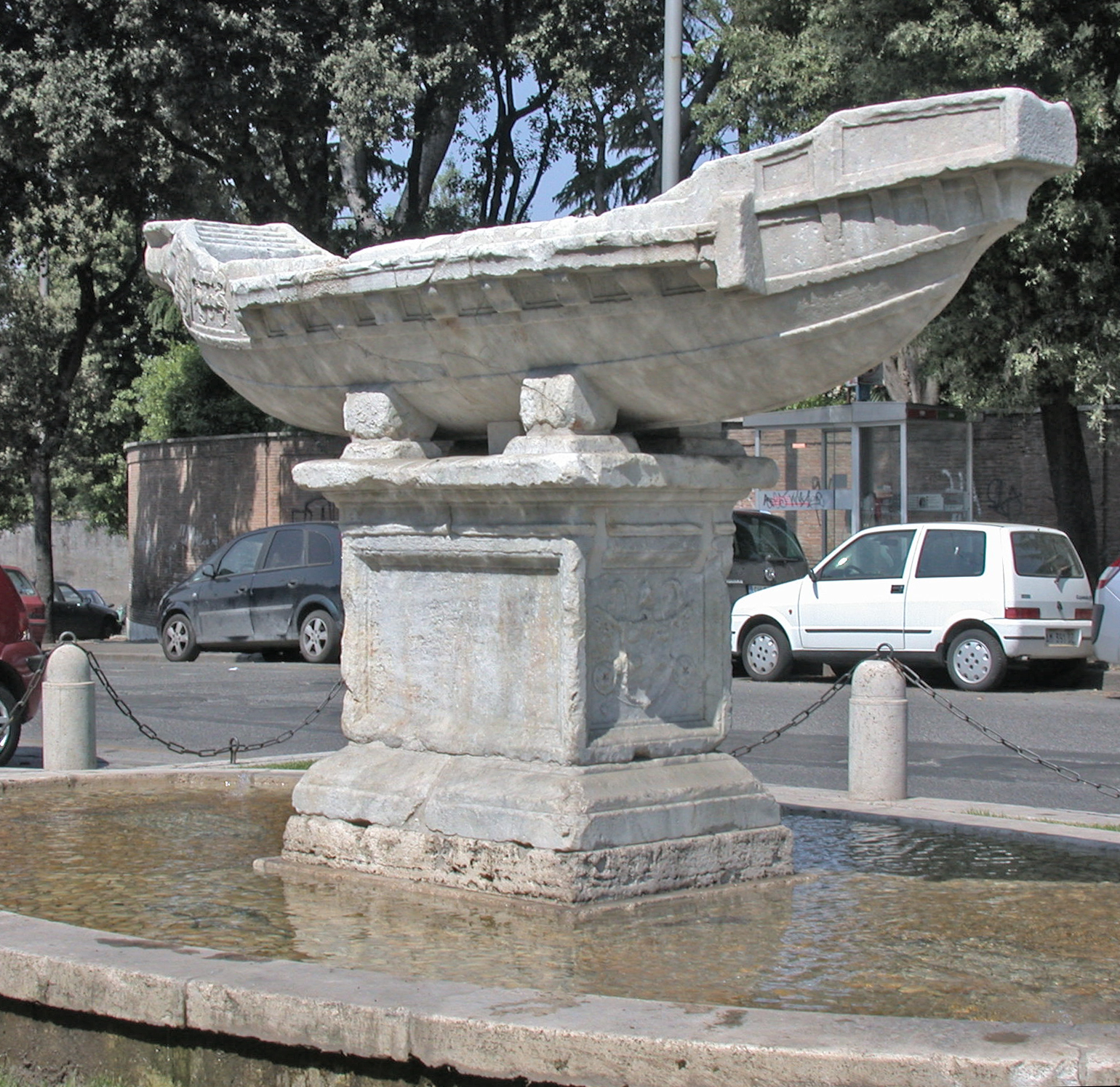
La Fontana della Navicella

Sebbene non prevista nel progetto iniziale, un'altra caratteristica fontana degna di nota, servita dall'“Acqua Felice” è quella della "Navicella", trasformata in fontana solo nel 1931. Nata come semplice abbellimento della piazza antistante la Basilica di Santa Maria in Domnica, sul colle Celio, si tratta della copia (realizzata da Andrea Sansovino nel 1513) di una scultura di epoca romana. Solo nel 1931, quando ormai tutta la città era servita dagli acquedotti, un ramo dell'“Acqua Felice” che raggiungeva il Celio consentì la trasformazione dell'opera in una fontana, con l'aggiunta di una piscina.
L'acqua che finalmente, dopo i secoli del Medioevo, tornava a servire le fontane della città, generò un notevole impulso allo sviluppo dei rioni del centro cittadino, ma le zone sulla riva destra del fiume (Trastevere, Borgo e il Vaticano) erano ancora dipendenti dall'esigua quantità di acqua fornita dal colle Gianicolo, che ne limitava la crescita. Nel 1592 fu approvato un progetto finalizzato alla prosecuzione dell'“Acqua Felice” fino alla zona di Trastevere: il condotto secondario già previsto per l'approvvigionamento idrico dell'area del ghetto venne dunque prolungato fino all'imbocco di quello che all'epoca era chiamato “Ponte Santa Maria” (oggi “Ponte Rotto”). L'eccessiva lentezza dei lavori, gestiti dal Comune, convinse però il nobile Galeazzo Riario (che aveva un palazzo in Trastevere, oggi Palazzo Corsini alla Lungara, e che quindi era direttamente interessato all'opera) ad acquistare la conduttura. Anche la famiglia Farnese, proprietaria della vicina Villa Farnesina, acquistò un condotto secondario, ma il Comune, temendo che l'immissione di acqua nel nuovo percorso indebolisse la pressione nella conduttura preesistente, con ripercussioni sulle altre fontane cittadine, impedì l'erogazione, sebbene i lavori fossero stati terminati e pagati. Con la distruzione del ponte a causa della disastrosa alluvione del 24 dicembre 1598, fu necessario rielaborare il progetto, e le condutture furono fatte passare poco più a monte, sui due ponti dell'isola Tiberina. Nel 1604 l'acqua giunse finalmente a Trastevere.

## Il Barocco

### L'Acqua Paola
L'acqua che da poco aveva attraversato il Tevere non riusciva però a risolvere da sola il problema di approvvigionamento idrico dei quartieri di Trastevere e di Borgo, al centro dei quali la zona della Basilica di San Pietro in Vaticano manteneva una certa autonomia grazie alle vene sotterranee all'epoca ancora esistenti sotto il colle Vaticano. E così uno dei primi problemi che si pose papa Paolo V, appena eletto, fu di provvedere al rifornimento d'acqua delle zone alla destra del fiume, coinvolgendo, per sostenere le enormi spese, anche lo stesso Comune, che accettò di contribuire al progetto. In realtà, come già per alcuni dei suoi recenti predecessori, il fine ultimo del pontefice era di poter disporre di una cospicua riserva d'acqua corrente per i giardini della sua residenza vaticana.
Come aveva già fatto papa Sisto V con l'Acquedotto Alessandrino, anche Paolo V ordinò il restauro dell'antico acquedotto Traiano, che, in epoca romana, riceveva acque dal lago di Bracciano. La famiglia Orsini, proprietaria del lago e dei terreni circostanti, fu ben lieta di vendere una parte della sua acqua. Per ridurre i tempi di costruzione l'intero percorso di circa 75 km fu suddiviso in sezioni più piccole, affidate ciascuna a un diverso architetto, tra cui Carlo Maderno, Giovanni Fontana in qualità di supervisore e altri, che lavoravano in contemporanea. Iniziatisi i lavori nel 1608, nel 1610 l'acqua raggiunse la sommità del Gianicolo. Il test del flusso fu un disastro: la pressione era talmente forte che ruppe i “rubinetti” e inondò il Gianicolo, producendo diversi danni. Ripristinata la normalità l'abbondanza d'acqua fu utilizzata anche come forza motrice per l'alimentazione di alcuni mulini, come già era stato all'epoca dell'acquedotto Traiano. Un ramo secondario fu deviato in direzione del Vaticano, per i giardini e per l'alimentazione delle fontane di piazza San Pietro e, più oltre, per la zona di Borgo. Un secondo ramo, appoggiandosi su Ponte Sisto, fu portato sul lato sinistro del Tevere e da lì verso nord, parallelamente al fiume, in modo da soddisfare le necessità dei rioni Regola e Ponte, non sufficientemente serviti dagli altri acquedotti. Un altro ramo attraversava l'isola Tiberina (servendo finalmente anche l'ospedale che vi si trova tuttora) e giungeva fino al Campidoglio, per incrementare il flusso idrico della zona.
Anche nel caso dell'”Acqua Paola” fu realizzata una serie di fontane, a cominciare dalla “mostra” dell'acquedotto:

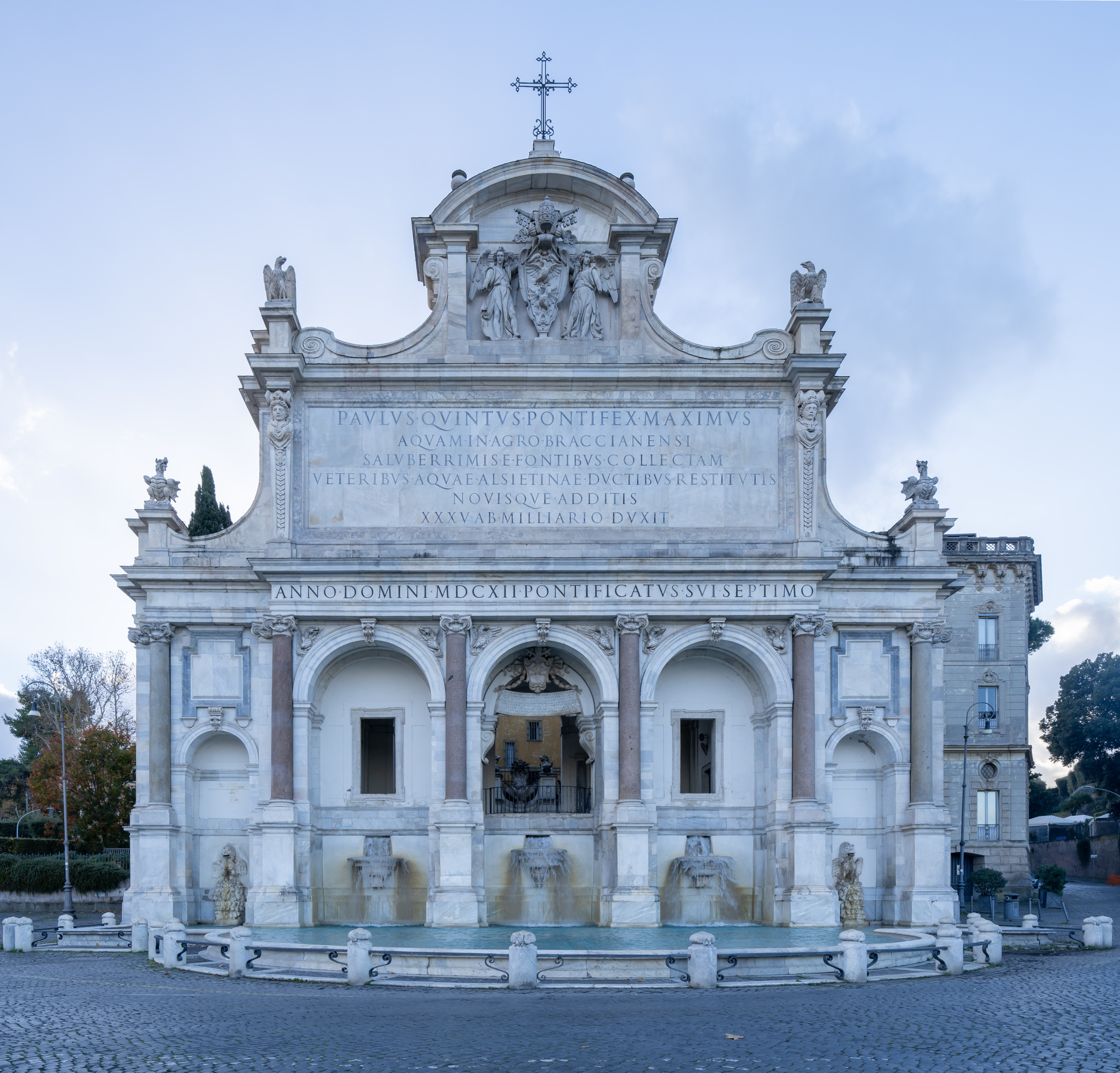
La fontana dell'Acqua Paola

- Fontana dell'Acqua Paola (popolarmente noto anche come "Fontanone del Gianicolo"): la “mostra” terminale dell'acquedotto principale si trova sulla sommità del Gianicolo, lungo la via Garibaldi. Realizzata da Giovanni Fontana e Flaminio Ponzio nel 1612, si tratta di un enorme monumento “a facciata”, composto da cinque grandi nicchie divise da colonne, di cui le tre centrali più grandi, alla cui base l'acqua si raccoglieva in altrettante vasche. Le arcate sono sormontate da un'imponente iscrizione autocelebrativa del papa, a sua volta sormontata dallo stemma del pontefice retto da angeli e dalle rappresentazioni dei suoi simboli araldici. I tre archi centrali contengono un ampio finestrone rettangolare aperto. Nel 1690 Carlo Fontana realizzò alcuni interventi, tra cui l'apertura del piazzale antistante la fontana e un'ampia piscina alla base. È il "fontanone" a cui fa riferimento Antonello Venditti nella canzone "Roma Capoccia" (1972);

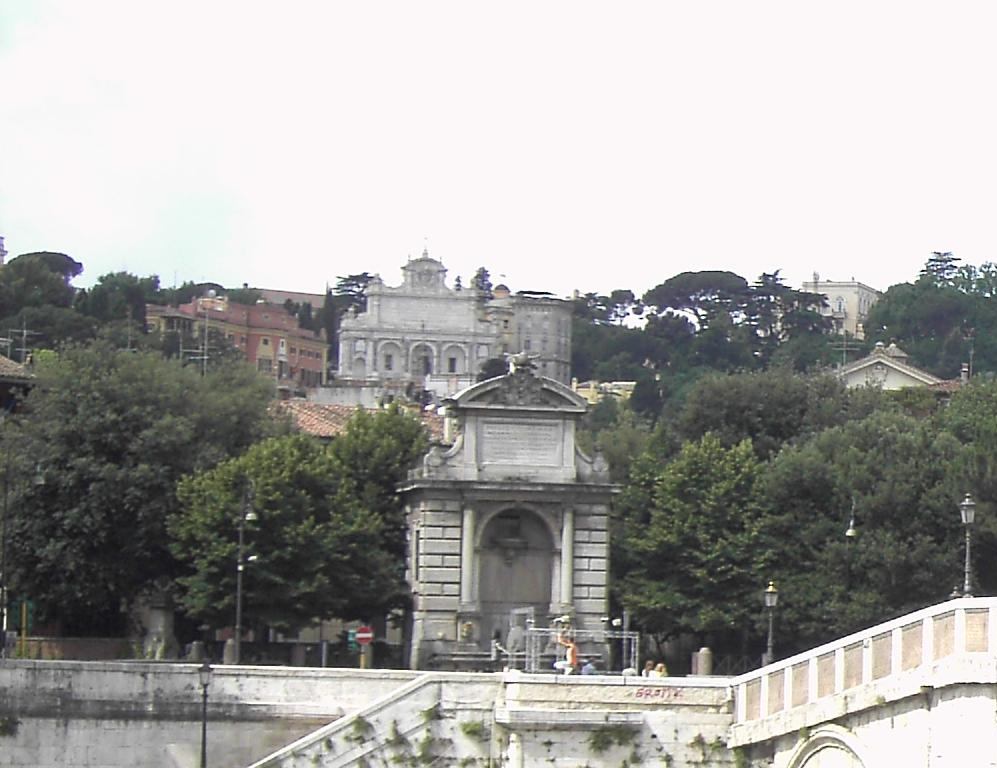
Fontanoni dell'Acqua Paola al Gianicolo e a Ponte Sisto

- Fontana di Ponte Sisto. Edificata da Giovanni Vasanzio nel 1613 per rifornire d'acqua l'”Ospizio dei cento preti”, sullo sbocco sinistro del ponte (e per ciò detto "Fontanone dei cento preti"), nel 1898 fu trasferita dall'altro lato dello stesso ponte, in piazza Trilussa, a causa delle demolizioni per la costruzione dei muraglioni del Tevere[9]. Si tratta di un nicchione, delimitato da due colonne in marmo appoggiate su una parete bugnata, in cima alla quale si trova l'iscrizione commemorativa, sormontata dallo stemma pontificio. Nella nicchia l'acqua si versava in un piccolo catino, dal quale tracimava nella vasca sottostante, che riceveva altra acqua da due draghi alati, alla base delle colonne, e da due teste di leone. Dopo il trasferimento la fontana riceve ormai una quantità d'acqua irrisoria;
- Fontana di San Pietro in Montorio: realizzata da Giovanni Fontana nei primi anni del XVII secolo di fronte alla omonima chiesa, forse su incarico di un membro della famiglia reale spagnola. Una torre di castello al centro, coronata, da cui zampillava l'acqua, con quattro leoni accucciati alla base, in una vasca ottagonale. Costruita in marmo e stucco, già nel XVIII secolo era molto deteriorata, e gli effetti delle battaglie del 1849 per la difesa di Roma completarono l'opera di distruzione. Non ne rimane traccia;

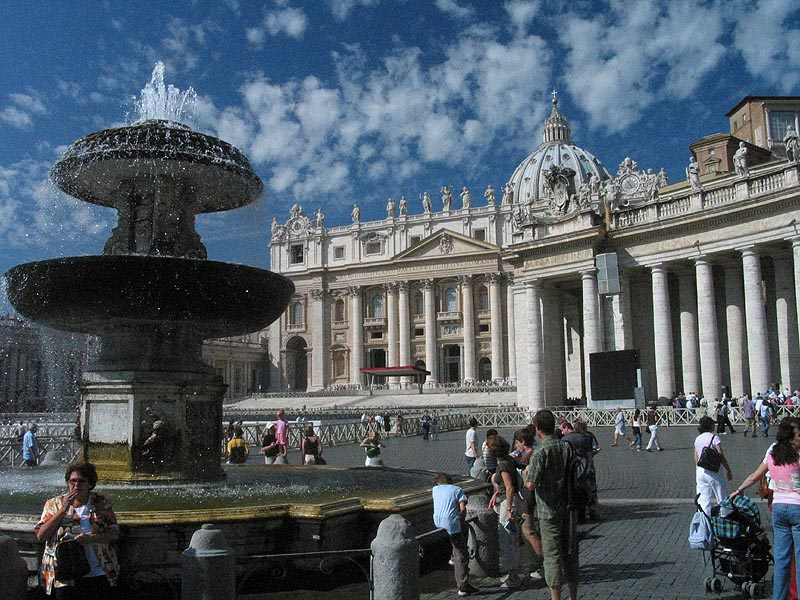
La fontana di destra in piazza San Pietro

- Fontane di piazza San Pietro. La più antica (quella sul lato del Palazzo Apostolico) risale al 1490, ma venne completamente ricostruita nel 1614 da Carlo Maderno, mentre la “gemella”, sul lato opposto della piazza, costruita da Carlo Fontana o da Gian Lorenzo Bernini, fu inaugurata nel 1677. In una grande vasca leggermente ellittica a bordo mistilineo è inserito un blocco ottagonale (su cui sono le insegne dei papi delle due epoche: Paolo V per la più antica e Clemente X per la più recente) che sorregge un grande catino, al centro del quale un pilastro con quattro volute sostiene una tazza rovesciata, lavorata con piccole tegole in rilievo che hanno la funzione di frantumare l'acqua che cade dai sette zampilli centrali in una miriade di piccole gocce che precipitano nel catino sottostante con un originale e scenografico effetto “velo”. La fortissima pressione idrica consentiva un getto di circa 8 metri d'altezza, ma un restauro risalente a papa Paolo VI ha ridotto di molto la pressione e il getto conseguente; con l'occasione fu installato un sistema di riciclo dell'acqua;

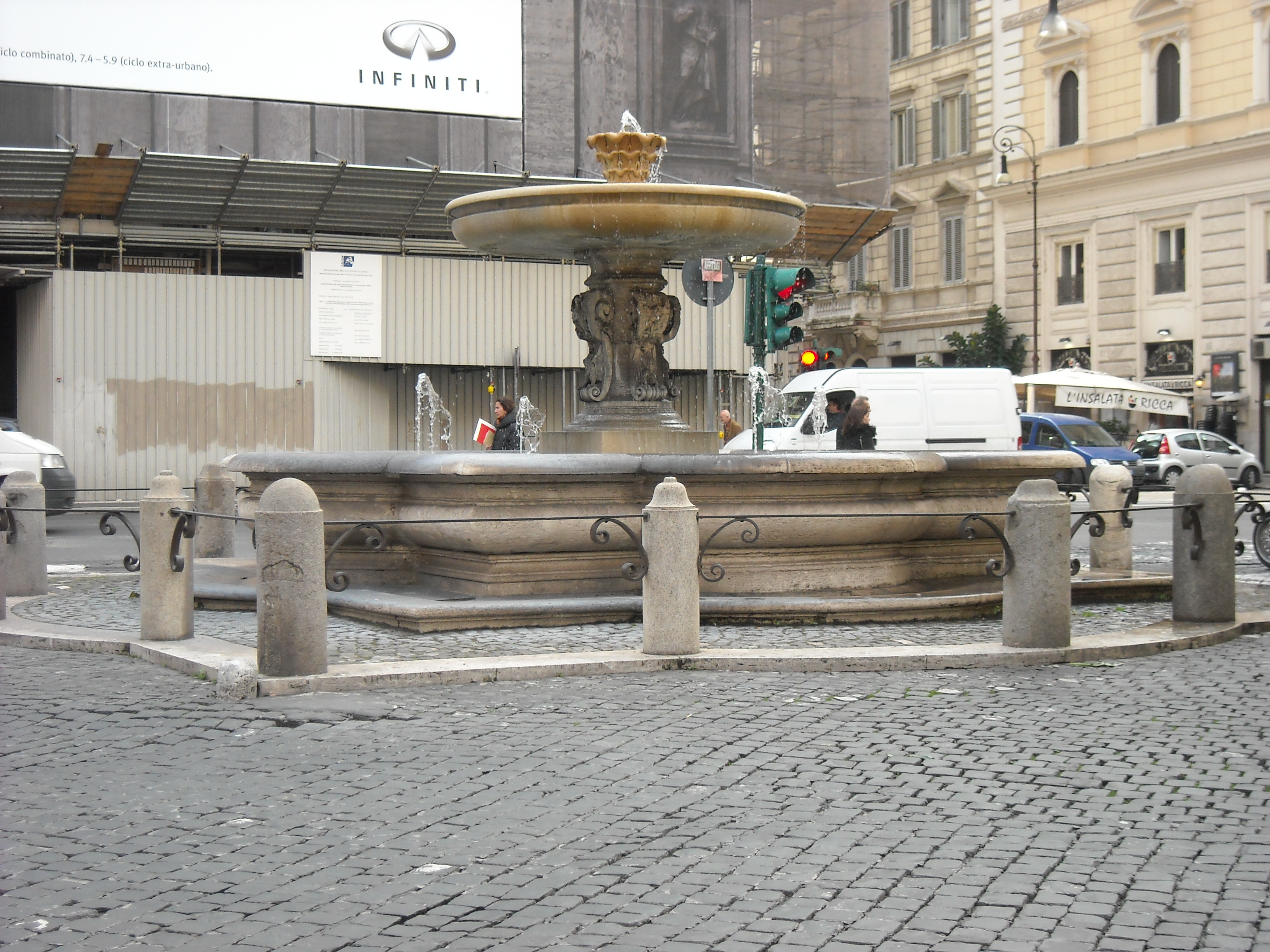
La Fontana di piazza Sant'Andrea della Valle

- Fontana di piazza Sant'Andrea della Valle. È la fontana che inizialmente Carlo Maderno (ma esiste qualche dubbio sulla paternità) realizzò, nel 1614, per piazza Scossacavalli, l'unica vera piazza del rione Borgo, cancellata negli anni a cavallo del 1935 per la costruzione di via della Conciliazione. È una larga vasca quadrata con i lati bombati contenente un elegante pilastro che sorregge una vasca più piccola e piatta, dal centro della quale l'acqua zampilla da un elemento a forma di capitello. Altri quattro zampilli fuoriescono direttamente dalla vasca maggiore;

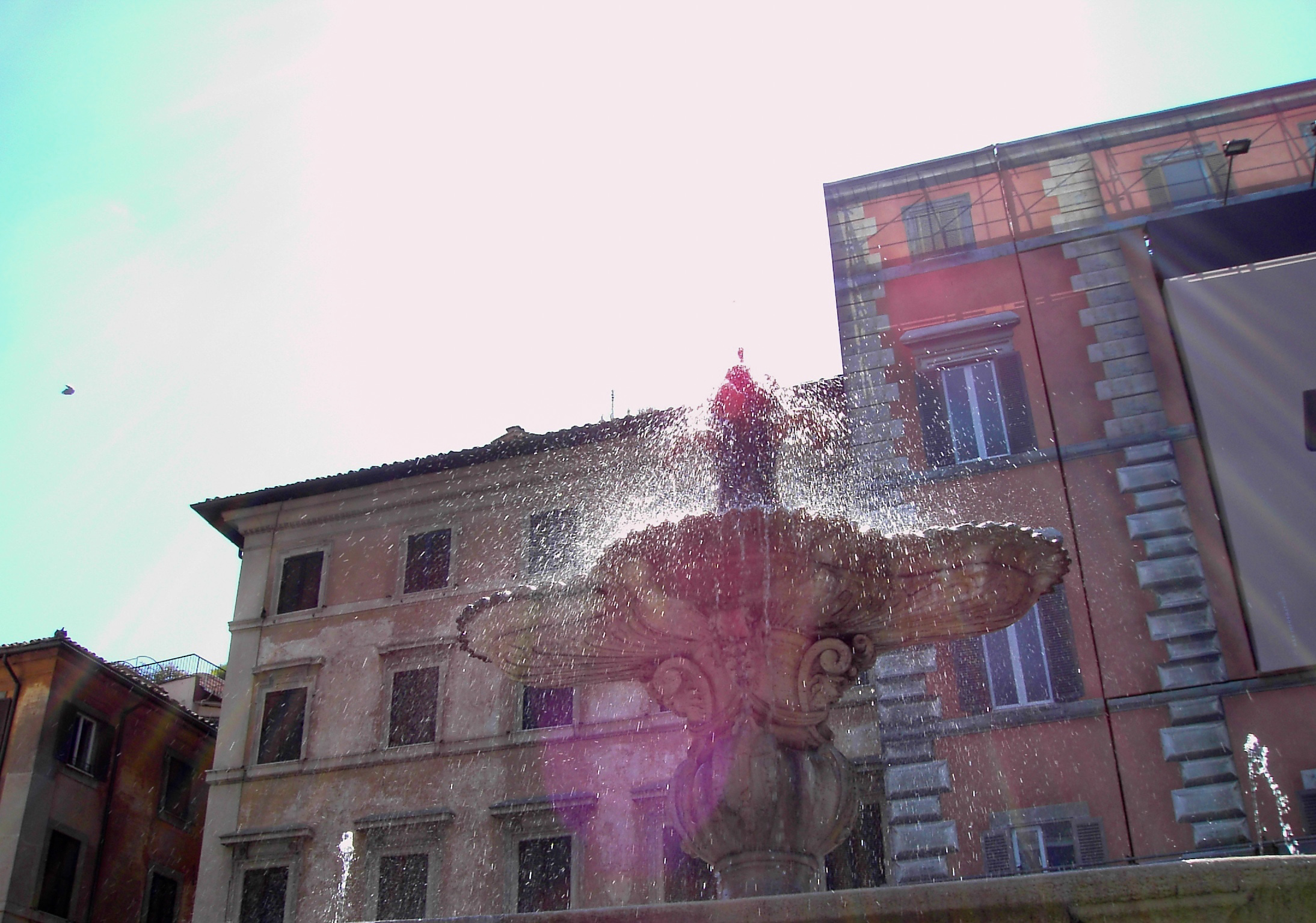
Una delle due fontane di piazza Farnese

- Fontane di piazza Farnese. Da due vasche di epoca romana prelevate probabilmente dalle Terme di Caracalla e posizionate nella piazza nell'ultima metà del XVI secolo, solo nel 1626 Girolamo Rainaldi realizzò altrettante fontane gemelle, approfittando del prolungamento dell'acquedotto sul lato sinistro del Tevere. Le due vasche, oblunghe, furono inserite in vasconi che imitavano la stessa forma; al centro di ogni vasca, un elegante balaustro sorreggeva un'ulteriore piccola vasca molto allungata. Ben sette i punti di fuoriuscita dell'acqua: oltre allo zampillo apicale, due nel reperto romano e quattro nella vasca a terra.

## Dal Barocco al Settecento
I tre acquedotti fornivano ormai alla città un buon approvvigionamento idrico, che consentiva l'utilizzo di acqua corrente non solo nei palazzi signorili, ma anche in molte case private. E dove le abitazioni non erano servite, le fontane pubbliche o semipubbliche erano in grado di supplire abbastanza bene ai bisogni della popolazione. Oltre che rivestire un ruolo indispensabile per la distribuzione d'acqua in città, le fontane erano però divenute anche un vezzo per nobili e clero altolocato e una moda architettonica, e la realizzazione dell'”Acqua Paola” non aveva fatto passare in secondo piano gli altri due acquedotti e la possibilità di innalzare, sulle loro diramazioni, altre fontane.
Raggiunti però i più alti livelli di creatività artistica, la moda delle fontane cominciò a declinare, e relativamente poche, anche se di altissimo livello, furono le creazioni di opere monumentali dalla metà del XVII a tutto il XVIII secolo, anche per la progressiva scomparsa dei maggiori “fontanieri”. Un altro motivo era da ricercare nel fatto che il fabbisogno idrico della città era divenuto gradualmente sempre più che soddisfacente, e fontane si potevano ormai trovare non solo nelle vie, nelle piazze, nei cortili e nei giardini, ma anche in molte case private.

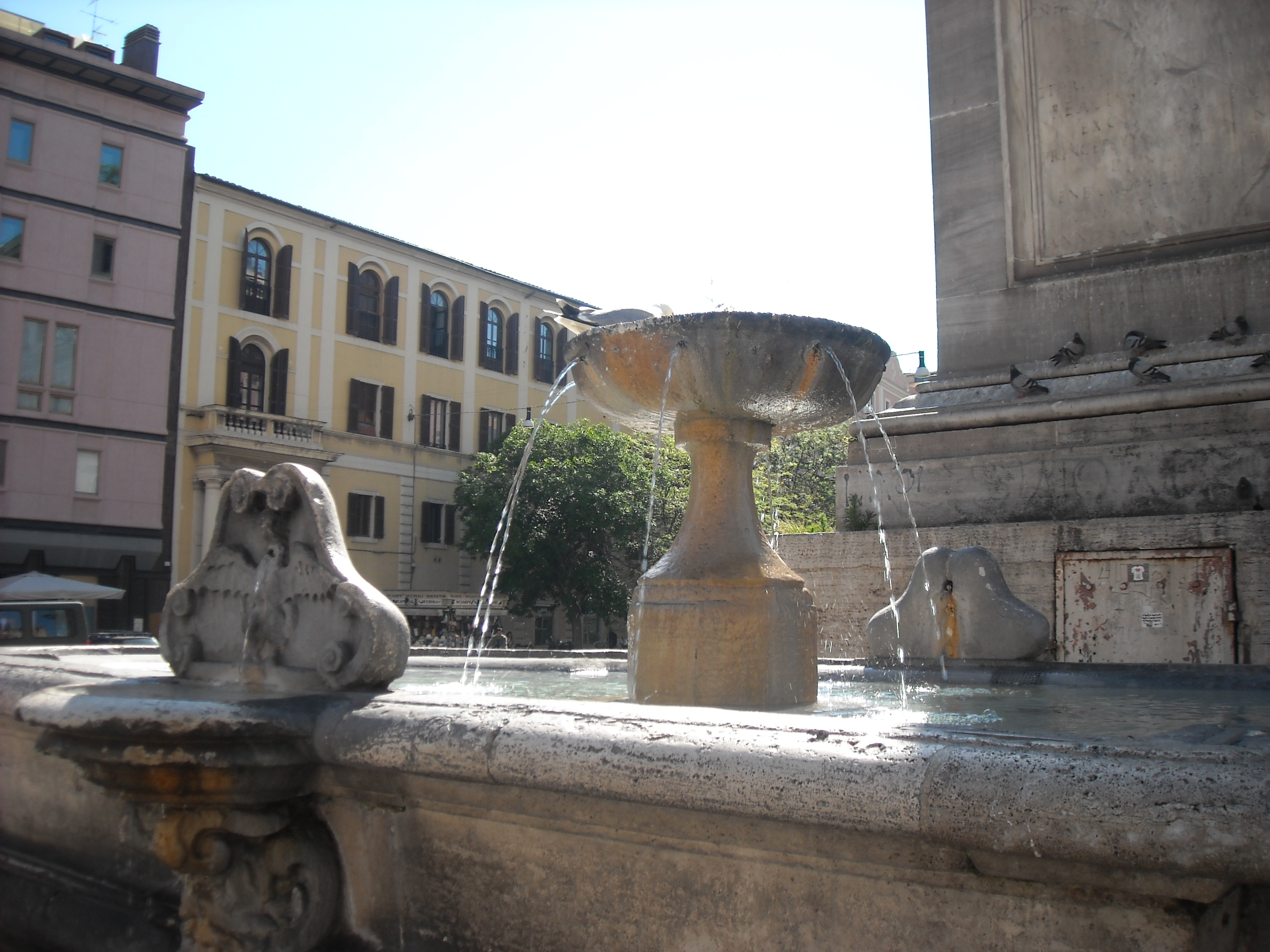
La fontana di piazza Santa Maria Maggiore

- Fontana di piazza Santa Maria Maggiore: realizzata nel 1615 da Carlo Maderno ai piedi della colonna che lo stesso aveva innalzato, l'anno prima, nella piazza antistante la basilica. Alimentata dall'”Acqua Felice”, è una grande vasca rettangolare con i lati minori curvi e due piccole vasche sporgenti sui lati maggiori, nelle quali gettano acqua due aquile-draghi. Al centro un balaustro sorreggeva un catino circolare con uno zampillo; entrambi gli elementi furono sostituiti con altri più piccoli;

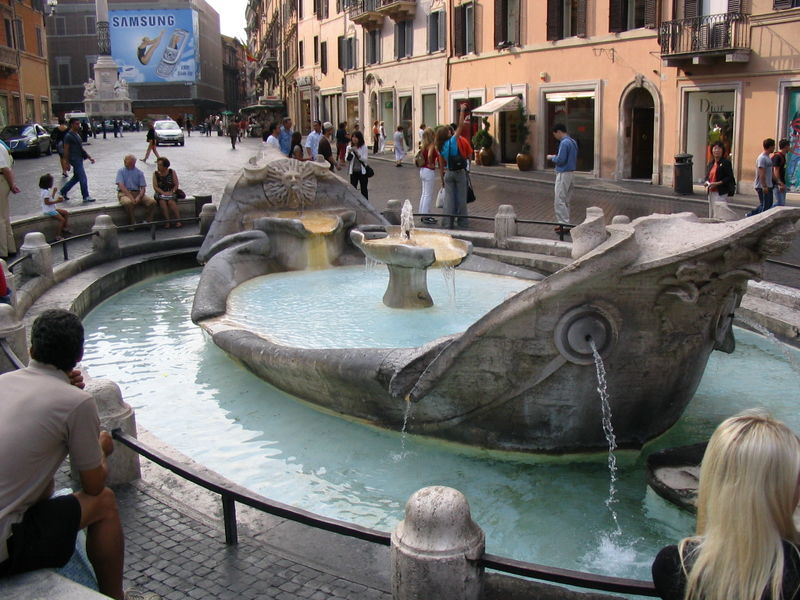
La Fontana della Barcaccia a Piazza di Spagna

- "Fontana della Barcaccia": si trova in Piazza di Spagna, ai piedi della Scalinata di Trinità dei Monti. Tra il 1627 e il 1629 Pietro Bernini, padre di Gian Lorenzo, costruì la fontana in forma di un barcone, forse per ricordare - come dice la tradizione - una barca che, a causa dell'esondazione del Tevere nel Natale del 1598, era stata qui ritrovata. In realtà l'artista risolse in questo modo un problema tecnico: la pressione idrica dell'"Acqua Vergine" era troppo debole per fare una fontana più alta. La barca, dalle estremità molto elevate rispetto alle fiancate, è immersa in una piscina ovale, e ha al centro un balaustro che sorregge una piccola vasca oblunga, da cui fuoriesce uno zampillo. Altra acqua sgorga internamente allo scafo da due soli (uno a poppa e uno a prua) ed esternamente da due coppie di finte bocche di cannone (sempre alle estremità) tra cui campeggiano gli stemmi pontifici. È il primo esempio di fontana concepita interamente come un'opera scultorea, lontana dai canoni della classica vasca dalle forme geometriche;

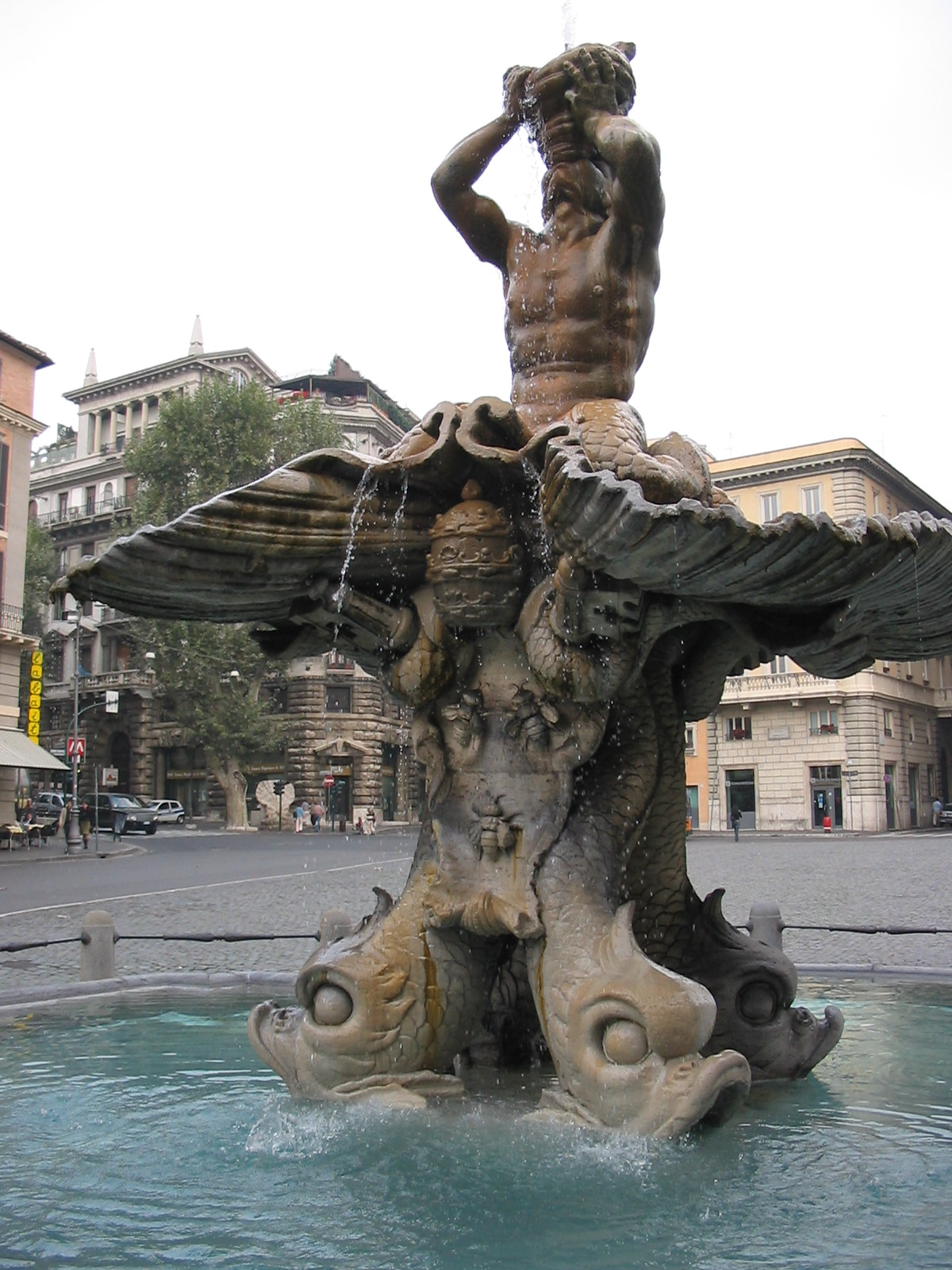
La Fontana del Tritone a Piazza Barberini

- "Fontana del Tritone": a Piazza Barberini, è uno dei lavori più noti di Gian Lorenzo Bernini, realizzato nel 1643. È una vasca dal profilo geometrico mistilineo al centro della quale quattro delfini sorreggono una enorme conchiglia bivalve spalancata, nella quale è inginocchiato un Tritone che soffia in un'altra grande conchiglia da cui zampilla l'acqua proveniente da un condotto secondario dell'”Acqua Felice”. Questa ridiscende poi nella conchiglia d'appoggio e, attraverso le sue scanalature, cade nella vasca con un bel gioco d'acqua circolare. Tra i delfini sono le insegne pontificie. Notevole l'innovazione della base del gruppo centrale che, anziché essere costituita da un pilastro, è cava, essendo formata dalle code intrecciate dei quattro delfini;

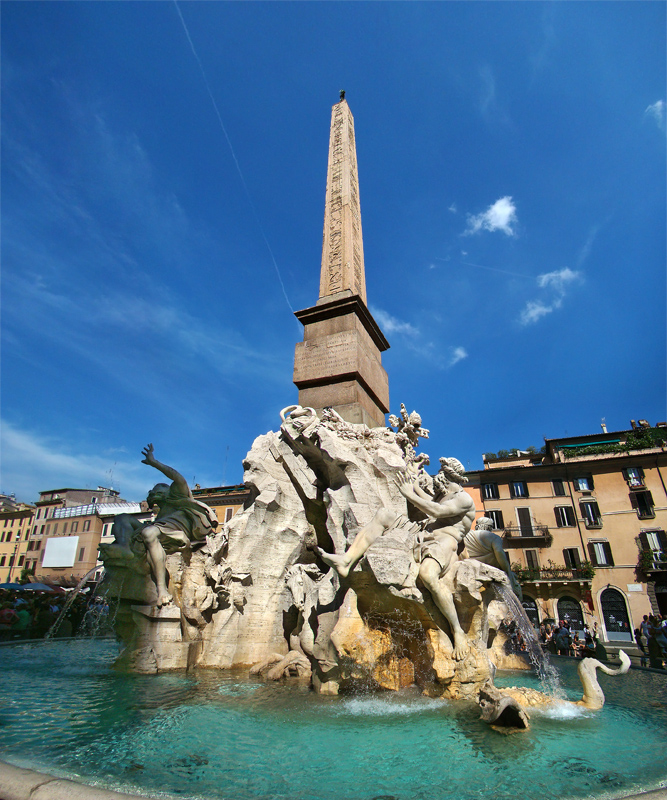
La Fontana dei Quattro Fiumi a piazza Navona

- "Fontana dei Quattro Fiumi". Piazza Navona ospita, al centro, la fontana eretta nel 1651 da Bernini su incarico di papa Innocenzo X. Fa da base a un obelisco di epoca romana e rappresenta i quattro continenti allora conosciuti attraverso la personificazione dei loro maggiori fiumi: il Danubio, il Nilo, il Gange e il Rio della Plata. Le gigantesche statue sono inserite in un'ambientazione floro-faunistica che richiama i continenti cui si riferiscono. È alimentata da un prolungamento dell'"Acqua Vergine", realizzato appositamente per la fontana;

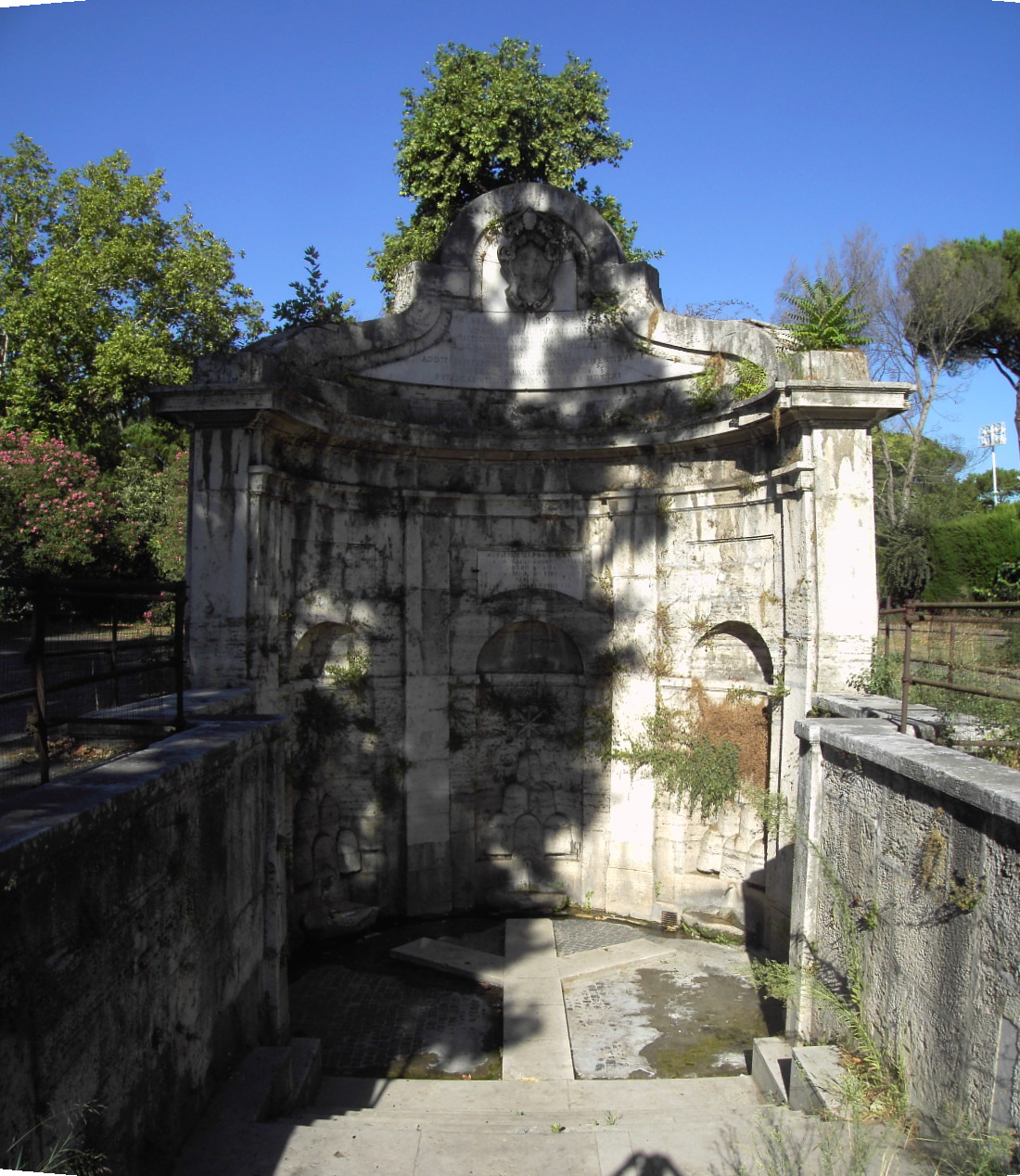
La fontana dell'Acqua Acetosa

- "Fontana dell'Acqua Acetosa", nell'omonima piazza. Edificata intorno al 1650 su una fontana che papa Paolo V aveva fatto erigere una quarantina d'anni prima su una sorgente di acqua acidulo-ferruginosa. Disegnata dal pittore Andrea Sacchi, fu realizzata dall'architetto Marco Antonio De' Rossi. È una fontana-ninfeo, composta da una struttura a esedra con tre nicchie (a cui si accede per una scalinata in discesa) in ciascuna delle quali si trova una bocchetta con la rispettiva vasca, sovrastata dallo stemma araldico della famiglia del papa Alessandro VII (i Chigi); il timpano concavo riporta l'epigrafe latina, dell'epoca di Paolo V, che magnifica le doti taumaturgiche dell'acqua. La falda risultò inquinata nel 1959 e in seguito la fontana fu collegata all'acquedotto cittadino;

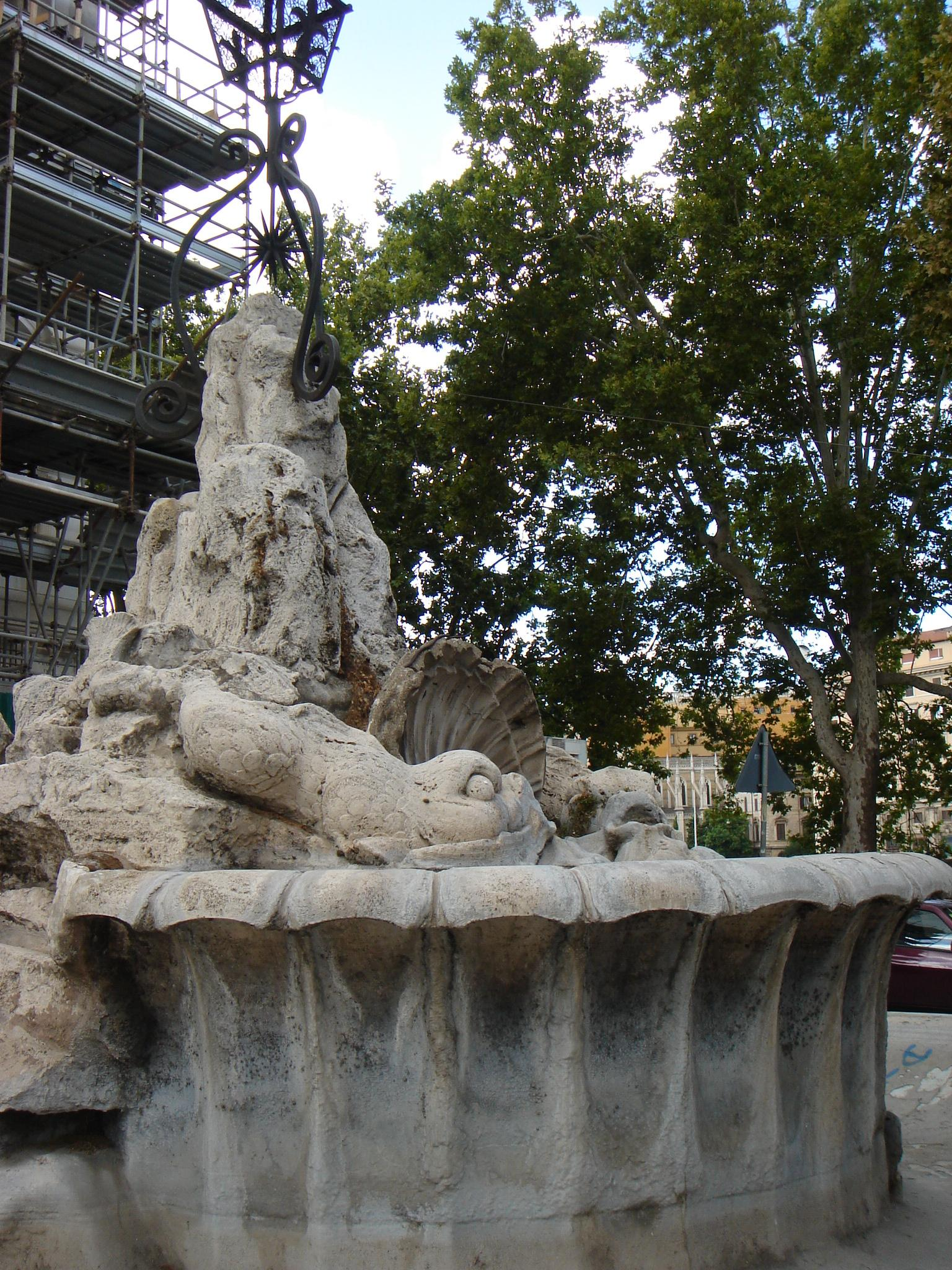
La fontana del porto di Ripetta

- "Fontana del porto di Ripetta". Costruita da Alessandro Specchi nel 1704 come abbeveratoio per gli animali da soma utilizzati nel porto di Ripetta, era composta da una vasca ovale al cui interno era posta una tazza semi-cilindrica svasata, contenente un gruppo roccioso dal quale sporgevano due delfini con le code incrociate, tra cui era posta una conchiglia; in cima, il trimonzio e la stella pontificia a nove punte e, qualche anno dopo, una lanterna in ferro battuto a far da faro per l'approdo notturno. L'approvvigionamento idrico era fornito da un ramo secondario dell'"Acqua Felice". Con l'allargamento degli argini del fiume, nel 1893 il porto fu smantellato e nel 1930 la fontana venne riassemblata nella vicina piazza del porto di Ripetta;

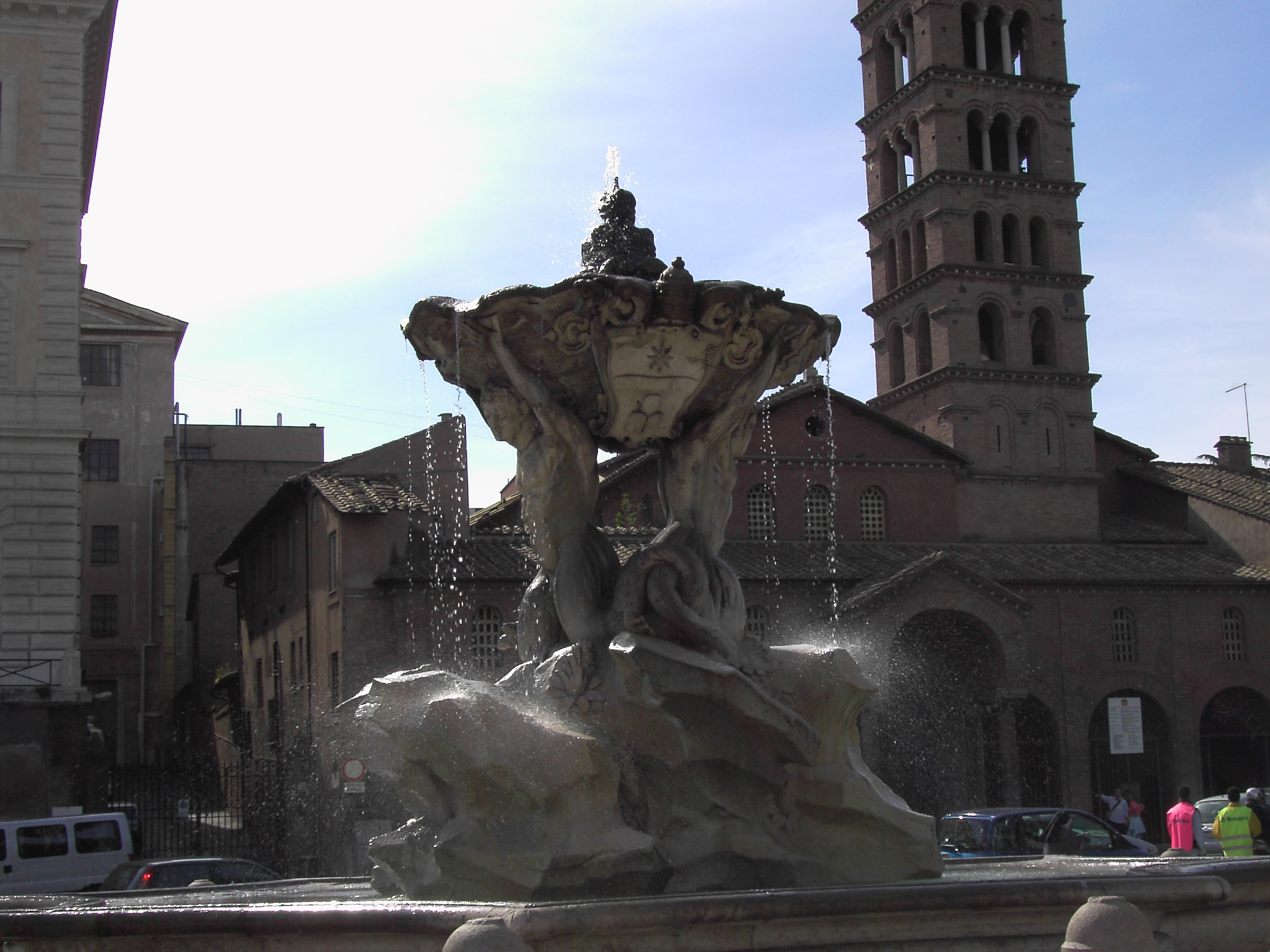
La Fontana dei Tritoni alla Bocca della Verità

- "Fontana dei Tritoni": in piazza Bocca della Verità, fu realizzata nel 1715 da Carlo Francesco Bizzaccheri. La vasca principale è un ottagono dai lati concavi, che richiama la stella a otto punte simbolo della famiglia di papa Clemente XI. Al centro un gruppo di rocce, su cui sono inginocchiati due tritoni che sorreggono una grossa valva di conchiglia contenente il trimonzio da cui zampilla l'acqua;

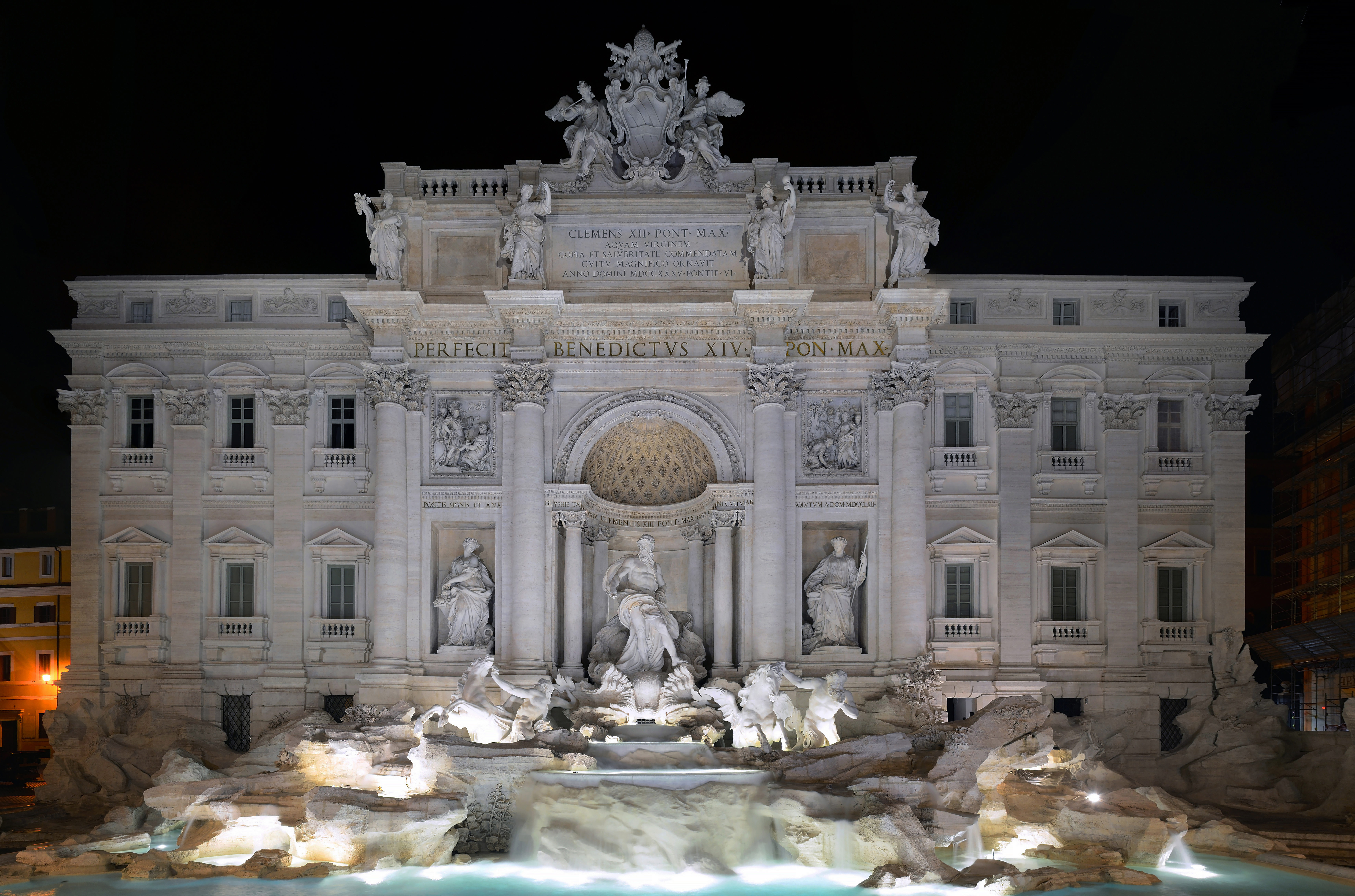
La Fontana di Trevi

- "Fontana di Trevi": è la mostra originaria dell'antico acquedotto dell'"Acqua Vergine". Dalle prime testimonianze del 1410, attraverso un primo intervento del 1453 di Leon Battista Alberti, poi nel 1640 di Gian Lorenzo Bernini, solo nel XVIII secolo si tentò di dare finalmente una soluzione definitiva alla realizzazione della fontana. L'aspetto odierno è dovuto a un progetto di Nicola Salvi, sostituito alla morte da Giuseppe Pannini, che tra il 1732 e il 1766, riuscì finalmente a completare l'opera. È una grande statua di Oceano che guida una conchiglia-cocchio trainata da due cavalli governati da tritoni, inserito in una scenografia rocciosa che occupa l'intera facciata inferiore del retrostante palazzo Poli. L'acqua sgorga in vari punti e si riversa in una grande piscina. Ai lati di Oceano, separati da colonne, le statue di “Salubrità” e “Abbondanza”, sopra le quali i bassorilievi di Marco Vipsanio Agrippa che approva la costruzione dell'acquedotto e la “virgo” che mostra ai soldati le fonti dell'acquedotto stesso. Il prospetto superiore, sorretto da quattro colonne corinzie contiene quattro statue allegoriche con una lapide commemorativa al centro, sovrastata dallo stemma di papa Clemente XII, il pontefice che, nel 1731, diede inizio all'ultima fase dei lavori;
- Fontana della Botticella: costruita nel 1774 a realizzazione di un progetto di due secoli prima, ottenne la definitiva sistemazione sulla facciata della chiesa di San Rocco all'Augusteo e poi in una nicchia nell'arco che collega questa con la vicina chiesa di San Girolamo dei Croati (o “degli Schiavoni"), di fronte all'antico porto di Ripetta. Qui attraccavano, tra le altre, anche le navi cariche di vino (fra le merci più gradite) provenienti dall'alto Lazio, e per questo la confraternita degli osti volle una fontana che raffigurasse un facchino portatore di vino, con un berretto sbilenco, che versa l'acqua (a rappresentare il vino) in una vasca ovale su un mucchio di pietre. La testa ridanciana del facchino è inserita in una valva di conchiglia.

## Il XIX secolo
I grandi eventi storici che caratterizzarono la fine del XVIII e tutto il XIX secolo non furono molto favorevoli alla realizzazione di opere che, esaurite le necessità di rifornimento idrico, avessero caratteristiche più marcatamente ornamentali: ben altri problemi presero il posto delle creazioni artistiche. I principali lavori riguardarono infatti la sistemazione di vecchie fontane o la ristrutturazione di piazze in cui già si trovavano delle fontane: è del 1818 l'assetto definitivo della fontana dei Dioscuri, in piazza del Quirinale, con il trasferimento dell'antica vasca ritrovata in Campo Vaccino; è del 1823 la ristrutturazione, per opera di Giuseppe Valadier, di piazza del Popolo, con la rimozione della fontana del Trullo che più tardi, nel 1849, venne posizionata sul Gianicolo e poi nuovamente rimossa dopo vent'anni; del 1878 la sistemazione definitiva, con la realizzazione dei gruppi statuari, della fontana del Nettuno a piazza Navona; e non molto di più.
Poche furono dunque le realizzazioni di una certa grandiosità, tra cui:

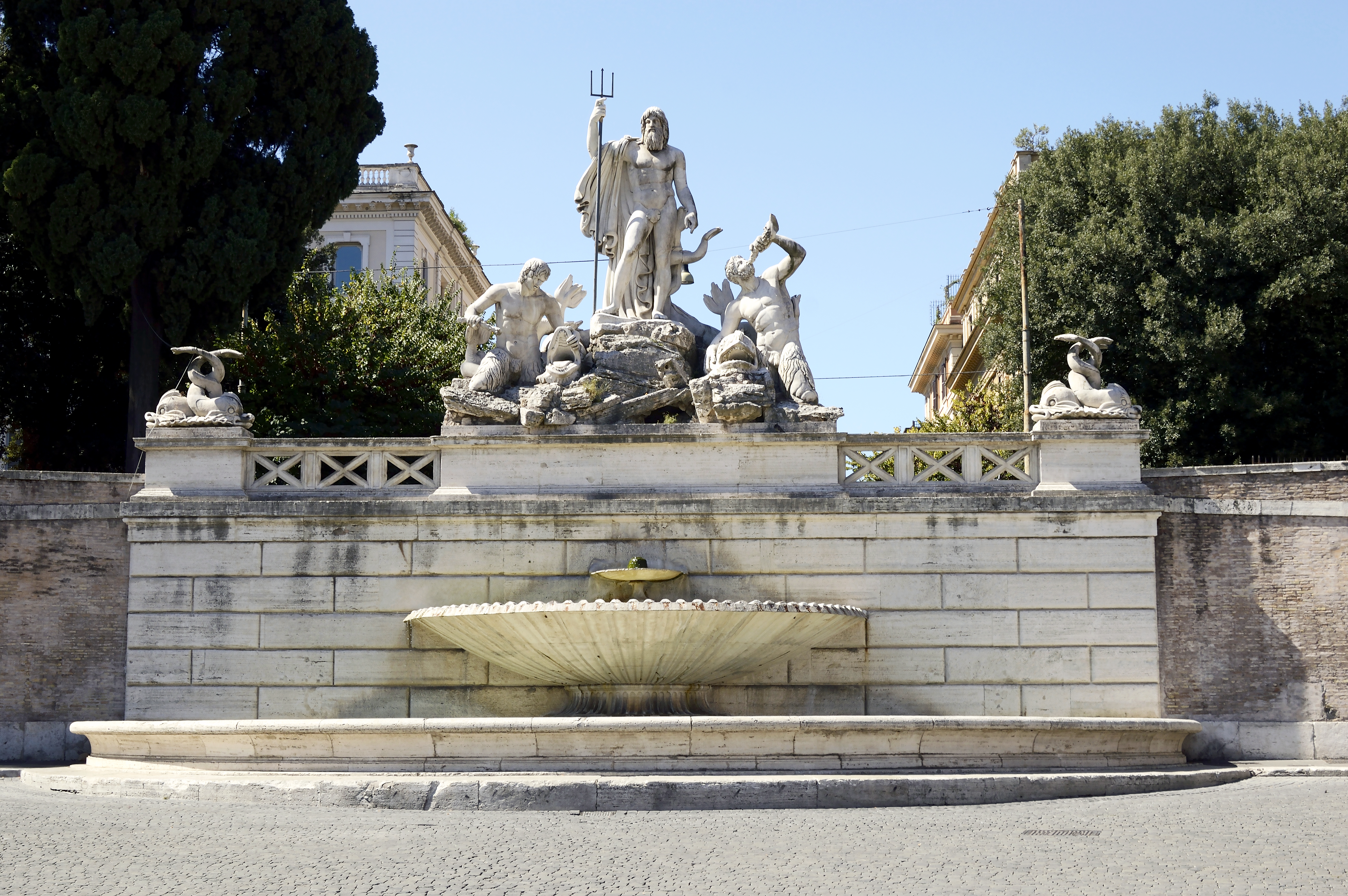
La Fontana del Nettuno a piazza del Popolo

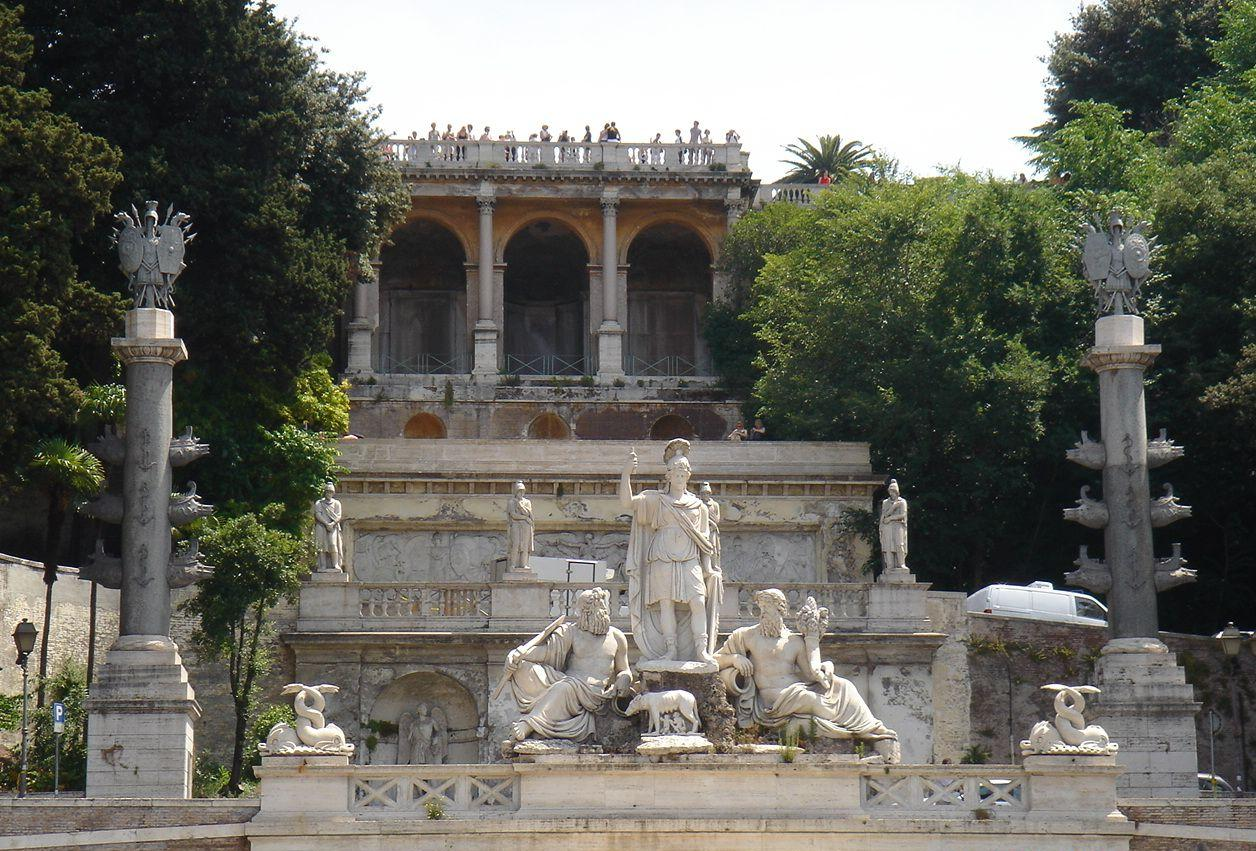
La Fontana della dea Roma a piazza del Popolo

- Fontane di piazza del Popolo. Rimossa la Fontana del Trullo da sotto l'Obelisco Flaminio, nel 1823 Giuseppe Valadier la sostituì con una struttura multipla: quattro leoni agli angoli dell'obelisco che gettavano acqua in altrettante vasche. Subito dopo realizzò le due fontane gemelle al centro dei lati curvi della piazza: il Nettuno affiancato dai Tritoni in quella occidentale e la dea Roma con la lupa, il Tevere e l'Aniene in quella orientale. Entrambe le fontane consistono di una vasta piscina addossata a un muro, sormontata da una vasca a conchiglia a sua volta sovrastata da una piccola vasca da cui precipita l'acqua; sopra al complesso i due gruppi scultorei. Da ultimo la grande mostra che sembra sorreggere la balconata del terrazzo del Pincio: è una doppia struttura in cui la metà superiore è composta da tre grossi nicchioni separati da colonne in cui l'acqua precipita a cascata; la metà inferiore è composta da un muro all'interno del quale si aprono tre nicchie più piccole, ciascuna con una vasca di raccolta dell'acqua;
- "Fontana Celimontana", anche nota come "fontana di Pio IX": commissionata da papa Pio IX nel 1864 all'architetto Virginio Vespignani per la basilica di San Clemente al Laterano, nel 1927 fu trasferita all'estremità chiusa di via Annia. Entro un'esedra in muratura racchiusa da due pilastri laterali in travertino, un sarcofago di epoca romana riceve acqua da due teste leonine tra le quali si trova l'iscrizione celebrativa di Pio IX, sormontata dallo stemma pontificio. Sopra tutto una lastra in travertino sorregge un pilastrino con una vaschetta da cui zampilla l'acqua. Ancora più in alto, tra i capitelli dei pilastri laterali, una cornice sorregge il grande stemma centrale del Comune;

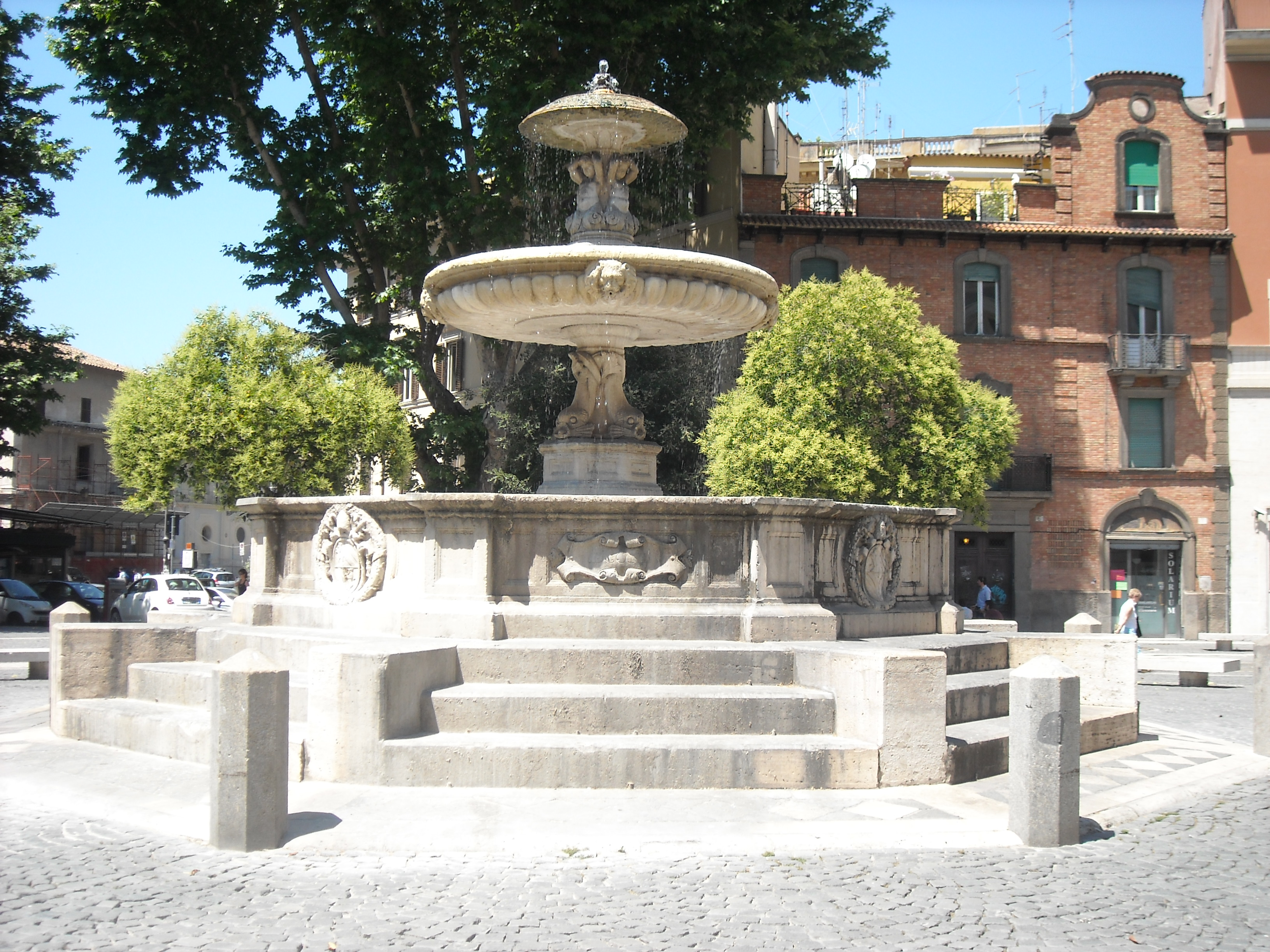
La fontana di piazza Mastai

- Fontana di piazza Mastai: al centro dell'omonima piazza, di marcata ispirazione dellaportiana fu realizzata da Andrea Busiri Vici nel 1865. È composta da una vasca ottagonale, su una rampa di tre gradini anch'essa ottagonale, con un balaustro sormontato da quattro delfini che sorreggono una vasca circolare poco profonda dalla quale l'acqua precipita dalle fauci di quattro teste di leone; al centro un gruppo di quattro putti sorregge un ulteriore elemento a forma di vasca rovesciata, al cui centro zampilla l'acqua;

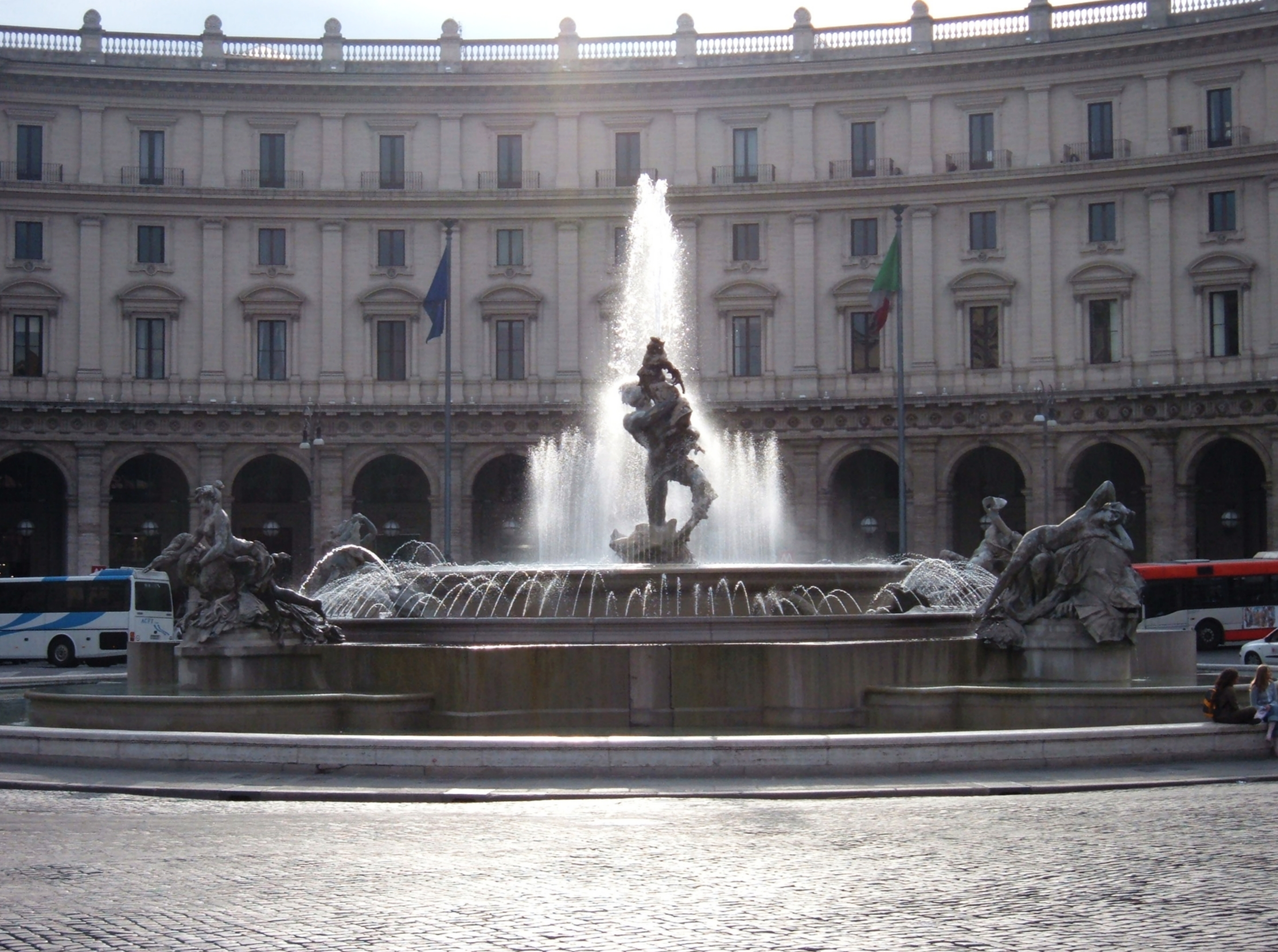
La Fontana delle Naiadi

- "Fontana delle Naiadi". È situata al centro di piazza della Repubblica, dove fu trasferita nel 1888 dalla posizione originale in cui venne costruita nel 1870, un centinaio di metri più vicina alla Stazione Termini, ed è la mostra terminale dell'acquedotto dell'Acqua Pia Antica Marcia. È composta da una larga piscina circolare nella quale è inserita una struttura ottagonale dai lati alternativamente retti e concavi, al cui interno si trovano, ad altezze sempre crescenti, altre tre vasche concentriche. In corrispondenza dei lati retti della vasca ottagonale altre quattro vasche semicircolari contengono le statue bronzee delle Naiadi, mentre al centro si erge il gruppo del Glauco: una figura maschile che stringe un delfino. Tutte le opere scultoree sono opera di Mario Rutelli. Dal bordo della prima vasca circolare interna parte una fitta serie di zampilli rivolti verso il centro, mentre, in senso inverso, quattro zampilli bagnano le Naiadi; al centro, un alto zampillo fuoriesce dalla bocca del delfino. Dopo una serie di tentativi falliti e di polemiche, la fontana fu inaugurata, nella sua versione definitiva e attuale, nel 1914;
- Fontana di piazza Cairoli. Situata su un lato del giardino pubblico che orna la piazza, venne edificata nei primi anni dopo la caduta dello Stato Pontificio da uno scultore poco noto che comunque ha lasciato la sua firma su un angolo della fontana: “Ed. Andrè”. Di ispirazione rinascimentale ma quasi priva di ornamenti, è composta da una vasca quadrata con gli angoli rettificati, al centro della quale un tozzo balaustro ottagonale (una volta decorato con delfini in bronzo) sostiene una tazza, al cui centro un elegante pilastrino rotondo e piuttosto sottile fa da base a un'ulteriore piccola tazza con zampillo centrale;

## Il XX secolo
La distribuzione idrica a Roma era ormai capillare, anche nelle zone che, soprattutto nei primi anni del secolo, furono soggette a pesanti interventi urbanistici. La costruzione di imponenti edifici (il Vittoriano, ad esempio, il Palazzo di Giustizia, le sedi di alcuni ministeri), oltre a comportare spesso la distruzione indiscriminata del preesistente (compresi antichità e reperti archeologici), in parte inglobò alcune fontane presenti nei luoghi di edificazione e in parte comportò la creazione ex novo di fontane ornamentali.
Lo stile dei primi anni del secolo ricalcava quello classicheggiante delle opere barocche, in accordo, del resto, con l'imponenza delle costruzioni di cui costituivano ornamento. È il caso, tra le altre, delle:
- Fontane del Palazzo di Giustizia: sono due coppie di fontane assolutamente gemelle, completate insieme con il palazzo nel 1910 dall'architetto Guglielmo Calderini. Ciascuna coppia si trova ai lati dello scalone principale di accesso al palazzo, sul lato anteriore, verso piazza dei Tribunali, e su quello posteriore, verso piazza Cavour. Addossate alle pareti laterali dello scalone, le fontane del lato frontale sono composte da un'ampia vasca a semicerchio, al cui interno, poco più in alto e poco più piccola, un'altra vasca a semicerchio riceve acqua da una feritoia nella parete, sormontata da una testa leonina. Motivo analogo per le fontane posteriori, ma la vasca interna ha una vaga forma di conchiglia, sopra la quale, al posto della testa leonina, una voluta sorregge un elemento architettonico triangolare;
- "Fontane dei Due Mari": sono due fontane gemelle, realizzate nel 1911, poste ai lati della scalinata del Vittoriano (la cui imponenza ne riduce sensibilmente l'impatto visivo) e addossate al muro laterale alla scalinata stessa. Si tratta di due ampie vasche semicircolari in cui l'acqua precipita da una vasca più piccola, anch'essa semicircolare, poggiata alla parete, che riceve acqua da un'ampia feritoia nel muro. La parte sommitale ospita la statua che differenzia le due fontane: l'allegoria del mare Adriatico in posa pensosa, con il Leone di San Marco a sinistra, dello scultore Emilio Quadrelli, e quella del mar Tirreno nell'atto di alzarsi, con la lupa capitolina e la sirena Partenope a destra, opera di Pietro Canonica;
- Fontane della Galleria nazionale d'arte moderna. Completate nel 1911 insieme con il palazzo dall'architetto Cesare Bazzani, non fanno parte, in realtà, del complesso dell'edificio, ma si trovano sull'altro lato dell'ampio viale, a metà della Scalea Bruno Zevi che è uno degli ingressi di Villa Borghese. È una coppia di fontane gemelle, poste l'una di fronte all'altra sui lati della scalinata, ciascuna composta da una vasca circolare, sul cui bordo si trovano otto tartarughe; al centro un alto balaustro a base quadrata, con elementi ornamentali all'interno degli spigoli che contengono il pilastro circolare, anch'esso ornato con motivi floreali, il quale sorregge il catino sommitale con un unico zampillo centrale;

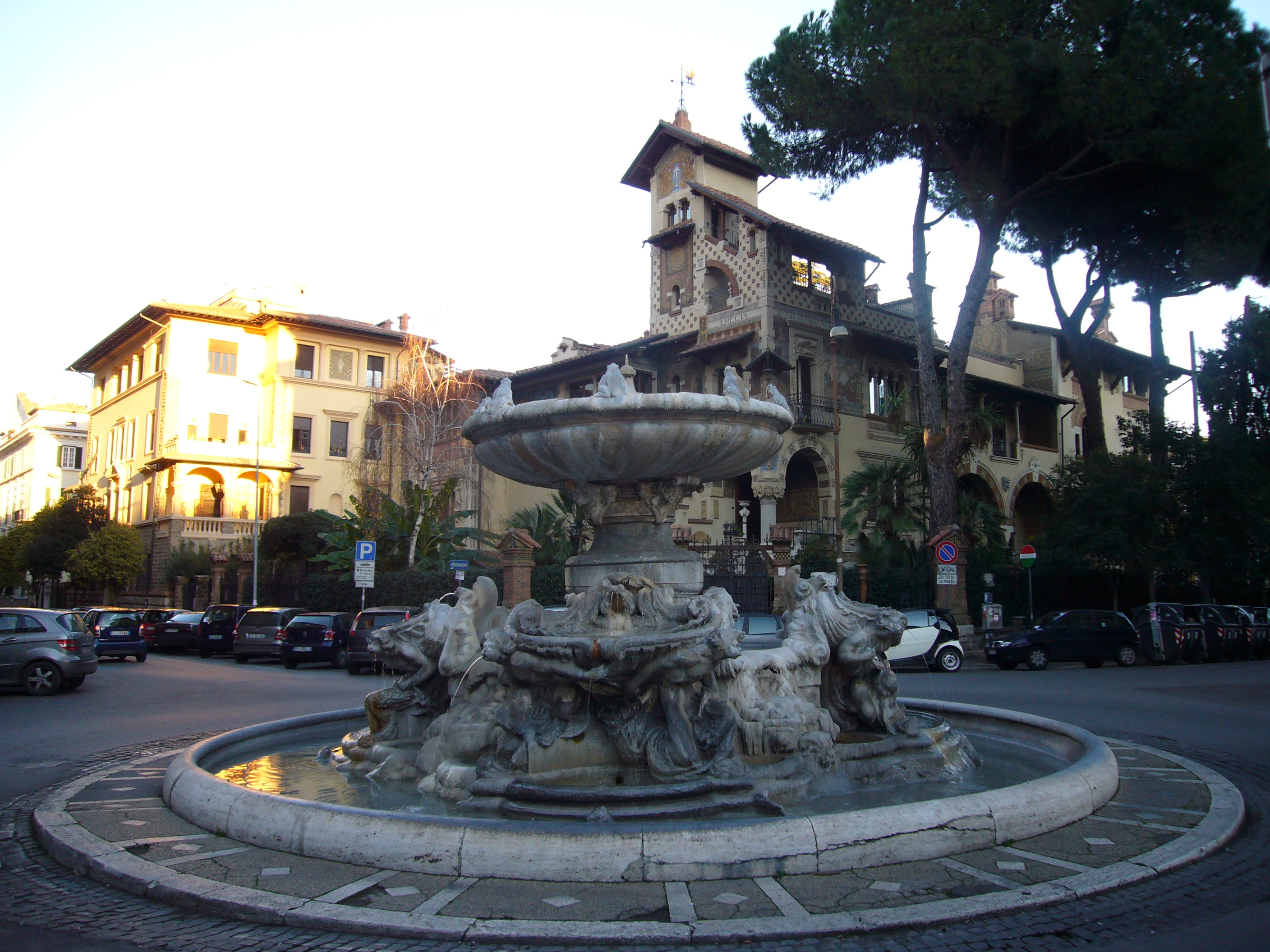
La Fontana delle Rane

- "Fontana delle Rane": al centro di piazza Mincio, nel cosiddetto quartiere Coppedè. Realizzata nel 1924 da Gino Coppedè, si compone di una piscina circolare al cui interno c'è un piedistallo quadrilobato. In corrispondenza di ogni lobo due figure umane sorreggono una vasca a conchiglia che riceve acqua da una grossa rana; sotto la conchiglia un'altra vasca, più semplice e meno ornata. I gruppi circondano un balaustro che sorregge un catino sommitale, con uno zampillo centrale, sui cui bordi otto piccole rane gettano acqua verso l'interno;

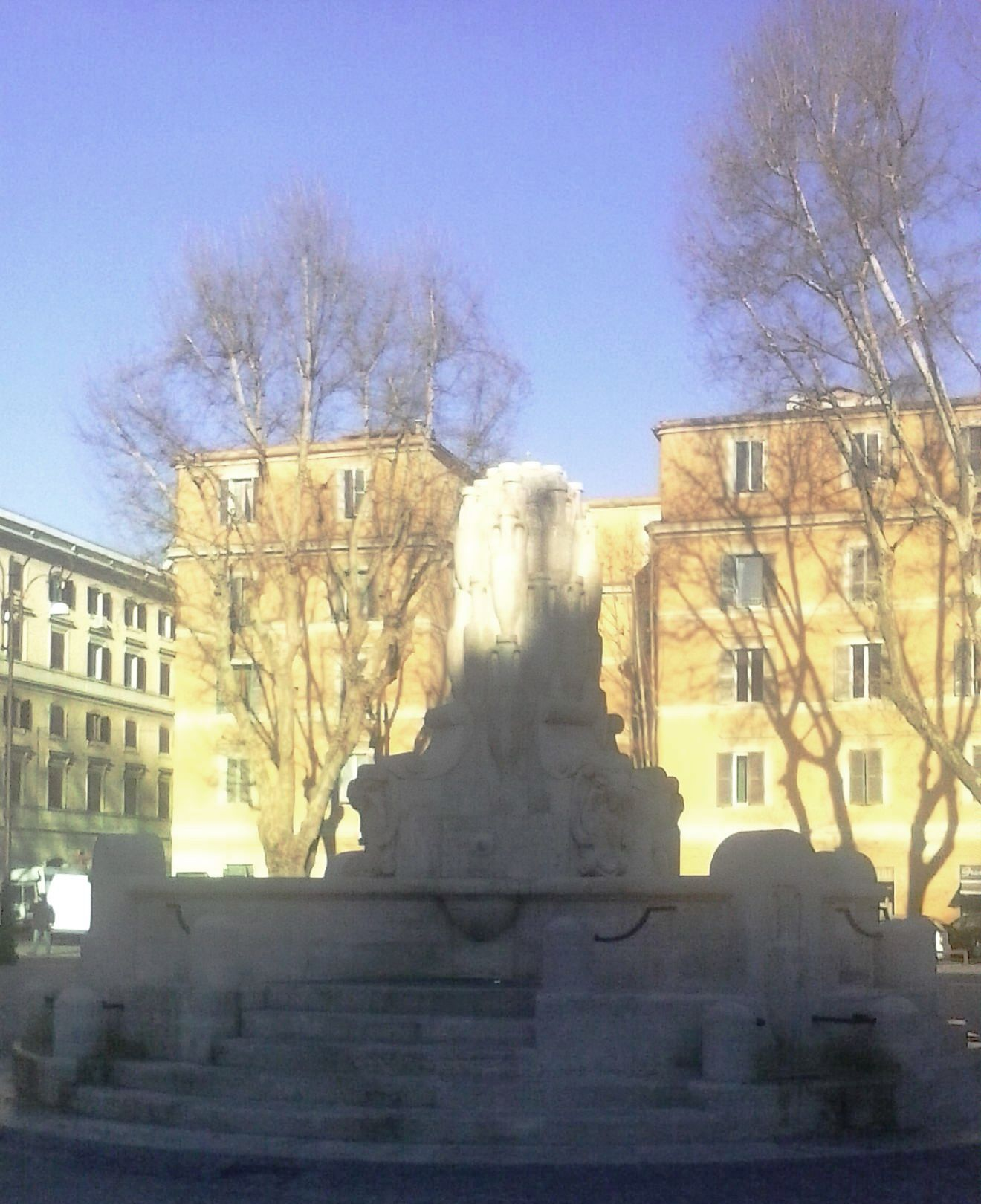
La Fontana delle Anfore

- "Fontana delle Anfore": in piazza Testaccio, fu commissionata dal Comune all'architetto Pietro Lombardi, che la completò nel 1927. Su una base circolare di sette gradini una struttura centrale vagamente conica raffigurante un gruppo di anfore addossate (l'anfora è il simbolo del rione Testaccio in cui si trova la fontana), da cui si dipartono quattro vasche rettangolari disposte a raggio. L'elemento più significativo e innovativo, mai sperimentato prima, è la presenza, sulla “pancia” delle anfore in bassorilievo sul lato esterno delle vasche rettangolari, di un cannello per bere, che integra dunque l'aspetto utilitaristico della fontana a quello ornamentale;
- "Fontana Sallustiana". Ugo Giovannozzi e Otto Maraini la realizzarono nel 1927 in via L. Bissolati, nell'angolo formato tra via Sallustiana e via Friuli. Un'elegante tazza semicircolare addossata al muretto di sostegno delimitato da due pilastri quadrangolari è sovrastata da una valva di conchiglia sorretta da due putti, ai cui piedi scogli e conchiglie intrappolate tra le maglie di una rete che fa da sfondo, insieme con due pesci. Altri due delfini ai lati della composizione completano la scenografia. L'acqua riempie la tazza dalla base della conchiglia, con due zampilli che si incrociano, da un piccolo zampillo rivolto verso l'alto e dalle bocche dei delfini;

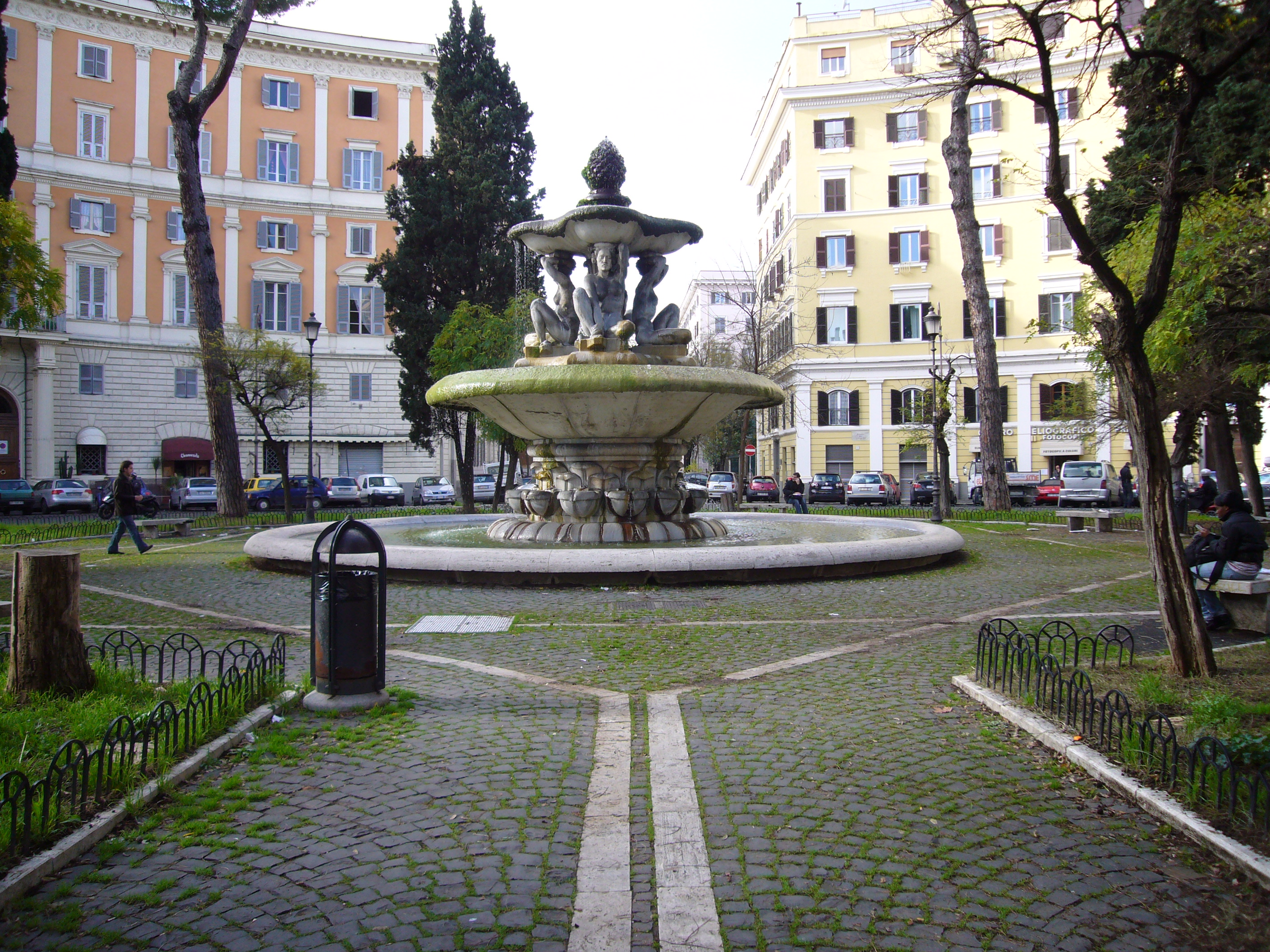
La Fontana delle Cariatidi

- "Fontana delle Cariatidi": commissionata dal Comune allo scultore Attilio Selva, fu completata nel 1928 e sistemata al centro di piazza dei Quiriti. Si compone di una larga vasca di base di poco rialzata dal livello stradale, al cui centro si trova un largo e tozzo balaustro riccamente ornato con foglie a rilievo e una serie di piccole vasche lungo tutta la circonferenza, che sorregge la vasca centrale, convessa e svasata. Al centro una base fa da appoggio alle quattro cariatidi nude che sorreggono con le braccia il catino sommitale quadrilobato, al cui centro l'acqua fuoriesce da una grande pigna;

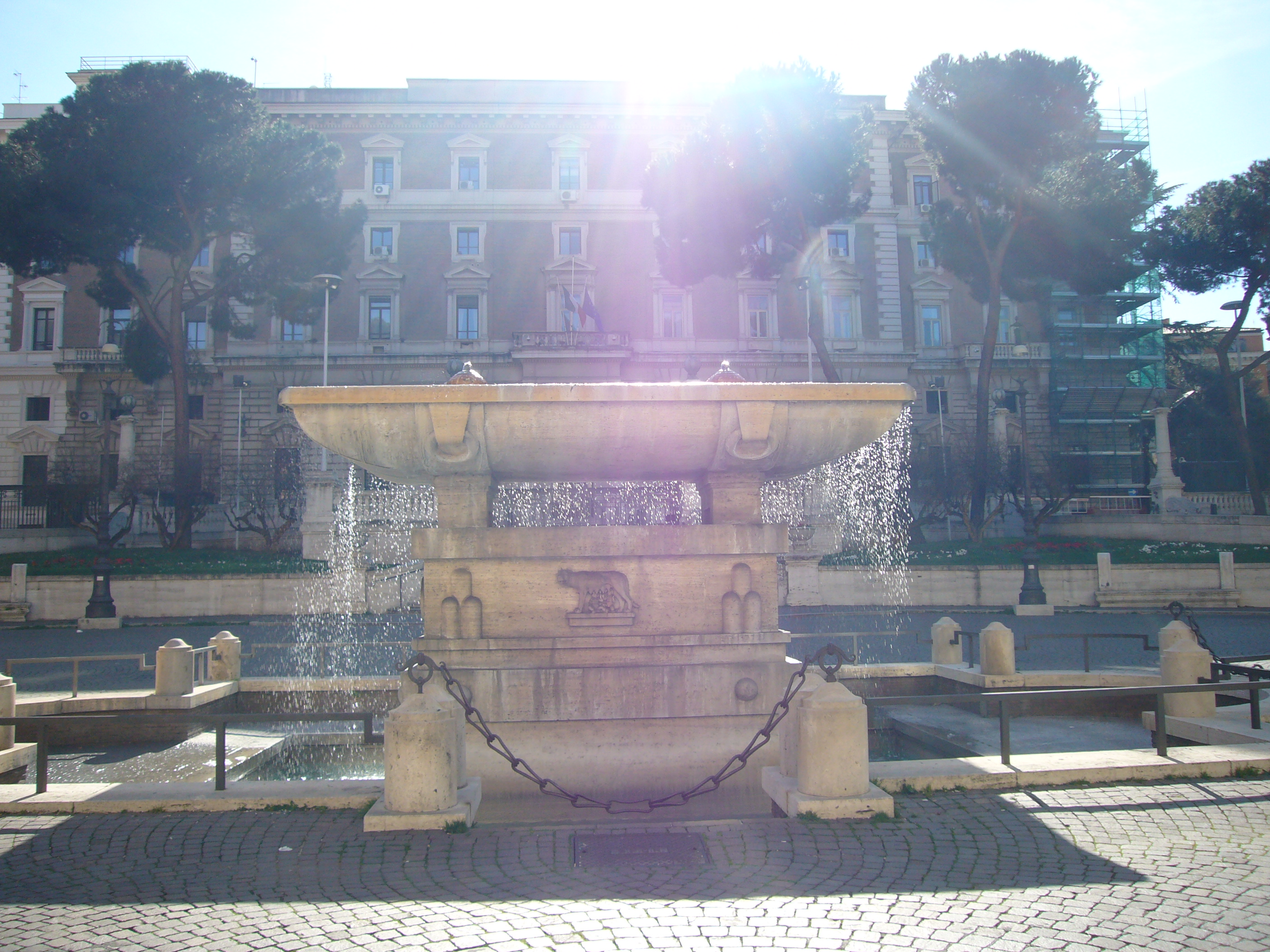
La fontana di piazza del Viminale

- Fontana di piazza del Viminale: realizzata nel 1929 dall'architetto Publio Morbiducci al centro della piazza antistante la sede del Ministero dell'Interno, è composta da una piscina rettangolare inserita in un'area circa mezzo metro sotto il livello stradale; un basamento rettangolare al centro della piscina, decorato con i tre monti araldici del rione e con la Lupa Capitolina da una parte e una corona turrita dall'altra, sorregge una vasca poco profonda al cui interno l'acqua zampilla da due elementi sferici.

Ma a partire dagli anni trenta, complice anche la nuova visione della cosiddetta “architettura di regime”, viene decisamente abbandonata l'imitazione dei canoni classicheggianti in favore di linee più essenziali e progetti con caratteristiche più semplici e moderne, sebbene ancora, in qualche caso, con richiami all'antico:

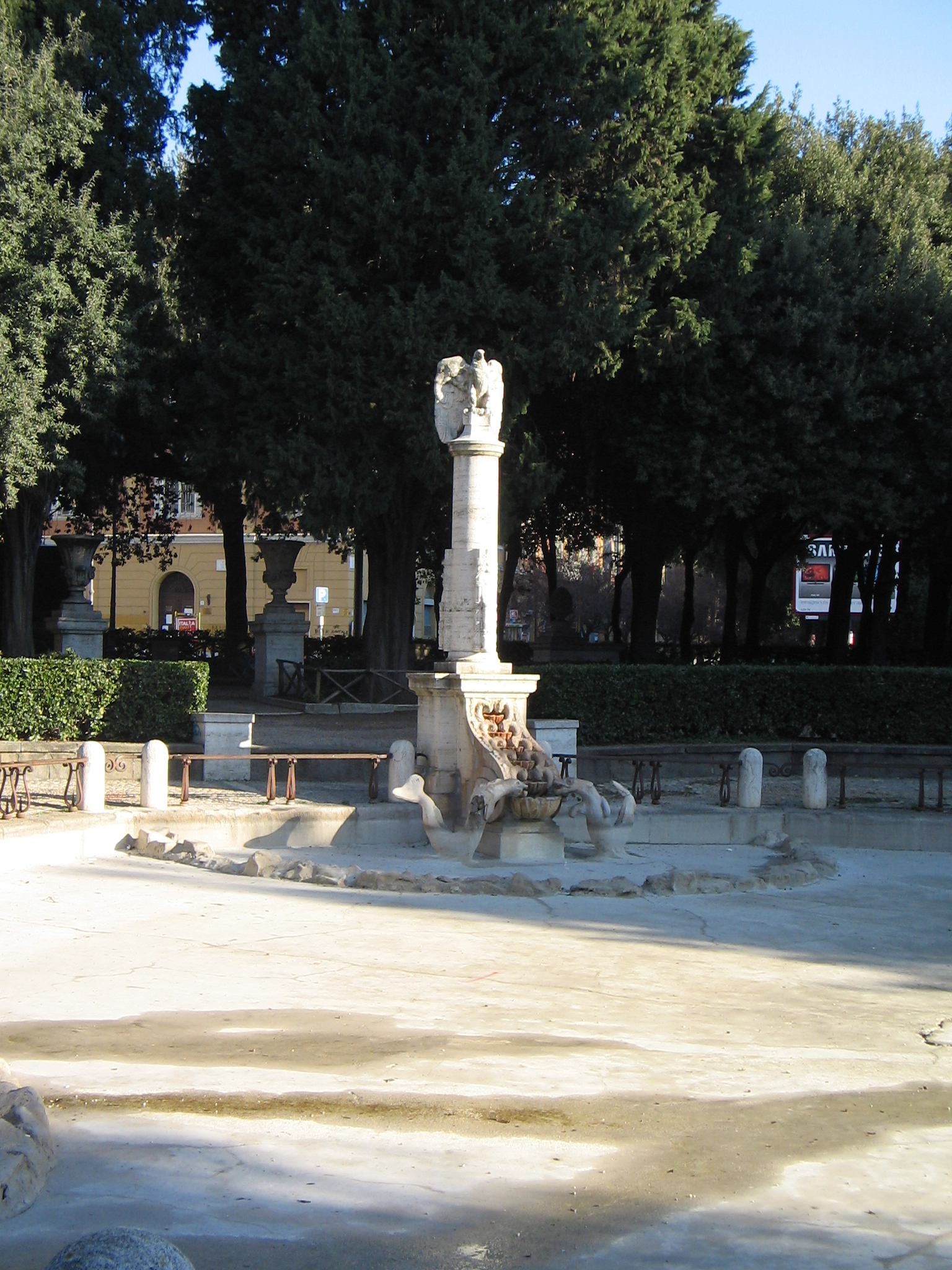
La fontana di piazza Mazzini

- Fontana di piazza Mazzini: realizzata nel 1930 da Raffaele De Vico ed Ermenegildo Luppi, è una composizione che, complice anche l'ambientazione nella piazza, tende a imitare gli antichi ninfei romani. Si tratta di una vasta piscina ottagonale; su quattro lati alterni è sistemata una struttura a piano inclinato rivolta verso la piscina, in cui l'acqua si riversa scorrendo e tracimando da una serie di cinque vaschette poste a vari livelli sul piano diagonale. Ogni struttura è sormontata da una colonna recante i simboli del regime fascista: l'aquila, in cima, sul capitello, e tre fasci in bassorilievo, lungo il fusto. Dopo il successo ottenuto con la fontana delle Anfore, anche in questo caso il retro delle quattro strutture, verso il camminatoio pavimentato a mosaico tutt'intorno alla piscina, è corredato da una piccola vasca con una bocchetta per bere;
- Fontana della Saracinesca, conosciuta anche come Ninfeo del Palatino. In una rientranza dei muraglioni di contenimento che nel 1933 sono stati costruiti sul lato del colle Celio per l'apertura di via di San Gregorio, fu realizzata una fontana su disegno di Antonio Muñoz: in una vasca rettangolare in marmo, sollevata di tre gradini dal piano stradale, si raccoglie l'acqua che, da una lunga fessura nel muro, scorre su una parete, sempre in marmo, a liste orizzontali (una specie di “saracinesca”, appunto), ai lati della quale sono poste due lastre con fasci littori e la scritta S.P.Q.R. in bassorilievo;
- "Fontana della Sfera": ideata e realizzata tra il 1933 e il 1935 dagli architetti Mario Paniconi e Giulio Pediconi nello slargo terminale del viale del Foro Italico, nel complesso progettato come centro principale delle attività sportive della città (già Foro Mussolini). È una sfera monoblocco di marmo di Carrara del diametro di circa 3 metri e pesante circa 45 tonnellate, posta su un basamento quadrato all'interno di una piscina dalle pareti digradanti, riempita d'acqua proveniente da una fitta serie di zampilli disposti sui bordi (ma da alcuni anni a secco). La piscina è circondata da un largo anello, posto sotto il livello stradale, cui si accede da quattro scalinate di sei gradini. L'anello è pavimentato a mosaico con figure nere su fondo bianco, con immagini di ispirazione marina;
- "Fontana dell'Anfora", realizzata nel 1939 dall'architetto Raffaele de Vico nel piccolo parco tra piazza Albania e via Marmorata poi chiamato “Parco della Resistenza dell'8 settembre”. Al centro di un ampio bacino circolare a terra, sopra una base ottagonale in travertino, è posta una grossa anfora con otto beccucci (simili a piccole proboscidi sollevate) che zampillano acqua. Altra acqua proviene da uno zampillo centrale e da otto fori nella “pancia” dell'anfora;
- Fontana di piazzale degli Eroi: è la mostra terminale dell'acquedotto del Peschiera-Capore, realizzata nel 1949 in muratura e cemento. Il disegno imita quello della più elegante Fontana delle Naiadi, con tanto di elementi disposti su vari livelli: al centro di una vasca di circa 20 metri di diametro c'è una massiccia base quadrangolare con i lati concavi occupati da quattro vasche semicircolari, riempite dall'acqua che esce da altrettante grosse conchiglie sulla parete concava della base. Le vasche sono separate da altre quattro vasche più piccole, dotate di uno zampillo verticale, appoggiate sugli spigoli, anch'essi concavi, della base. A sua volta la base contiene un'ulteriore vasca circolare dotata di un alto zampillo centrale a cui fa da corona una serie di zampilli sul bordo della vasca stessa;
- Fontane di Largo Giovanni XXIII. Nel punto in cui, prima che venisse demolita la “spina di Borgo”, fin dall'inizio del '500 si trovava già una fontana, più volte demolita, ricostruita e infine trasferita, nel 1957 Luigi Scirocchi realizzò due fontane gemelle, sulle facciate laterali dei due palazzi che si fronteggiano all'inizio di via della Conciliazione. Si tratta, in realtà, di due composizioni abbastanza anonime, ciascuna delle quali è strutturata in una piscina rettangolare mistilinea poco più alta del livello stradale, che riceve l'acqua di tracimazione da una vasca, poggiata su due blocchi rettangolari, la quale viene a sua volta riempita dall'acqua che esce da una fila di bocchette, inserite in una lunga fessura del muro, seminascosta da una mensola;

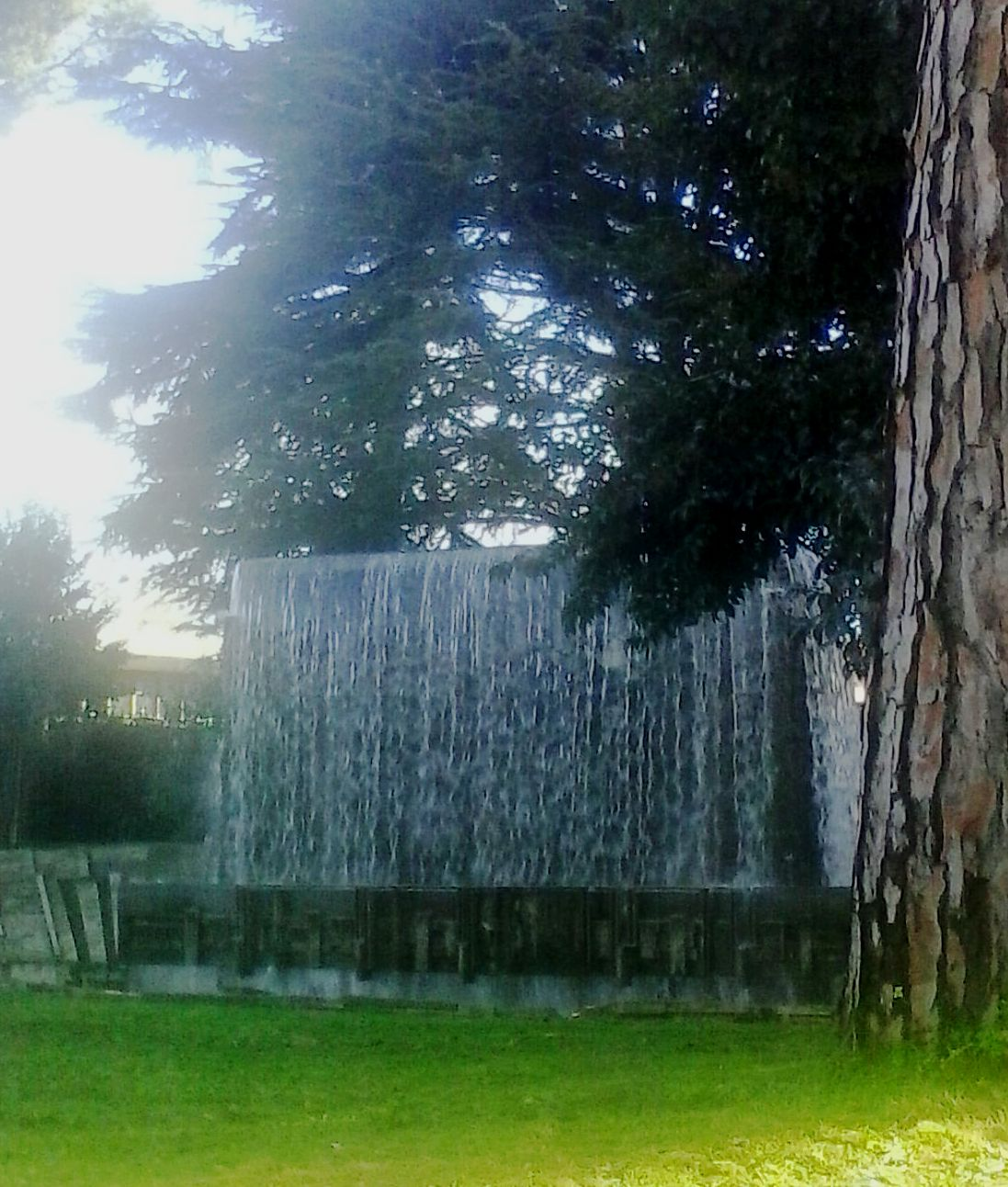
La Fontana dell'ACEA

- "Fontana dell'ACEA": in piazzale Ostiense, nel giardino del palazzo sede della compagnia che gestisce la distribuzione idraulica ed elettrica della città. Realizzata da Ludovico Quaroni, Ugo Macrì e Americo Romitelli nel 1962, è un grosso parallelepipedo rettangolo in pietra ruvida, poggiato su uno dei lati lunghi e ornato da una fascia a motivi geometrici nella parte bassa, immerso in una piscina anch'essa rettangolare poco sotto il livello del prato circostante; i bordi dei lati lunghi della piscina sono pavimentati con lunghe lastre in pietra poste radialmente ad anfiteatro. L'acqua sgorga da numerose bocchette poste sulla sommità della struttura, che producono un gradevole effetto cascata. L'alimentazione della fontana viene alternativamente aperta e chiusa, proprio per consentire anche la visione dell'elemento centrale, che verrebbe nascosto dalla cascata. Di particolare impatto visivo l'attenta illuminazione notturna;
- "Fontana della Sfera grande": opera di Arnaldo Pomodoro realizzata per il padiglione italiano dell'Esposizione Internazionale di Montréal del 1967 e sistemata, l'anno successivo, come ornamento di una fontana all'angolo meridionale del piazzale della Farnesina. È una sfera in bronzo, di 4 metri di diametro, squarciata su un diametro diagonale a mostrare un nucleo complesso (gli avvenimenti esterni che lacerano l'armonia del mondo in movimento, secondo l'intenzione dell'autore), appoggiata in posizione decentrata su una base composta da una doppia piscina sovrapposta: quella superiore quadrata, posta sull'altra irregolarmente rettangolare;

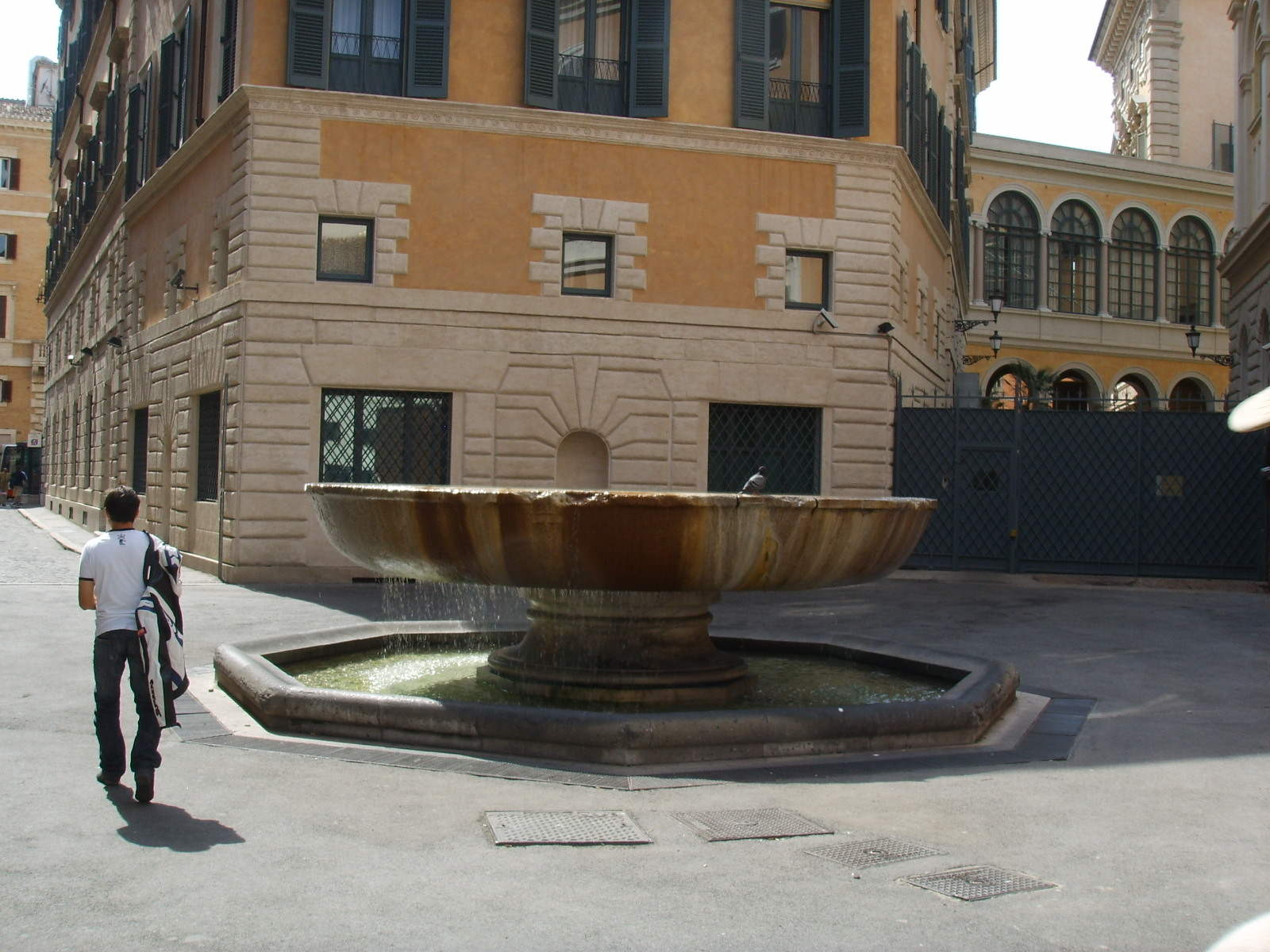
La fontana di piazza Sant'Eustachio

- Fontana di piazza Sant'Eustachio. Si tratta in realtà di una fontana di epoca imperiale romana, venuta alla luce nel 1985 nel corso di scavi effettuati nei pressi di Palazzo Madama, sede del Senato della Repubblica, e appartenente al complesso delle Terme di Nerone che si trovavano in quella zona. L'ampia vasca monolitica in granito di origine egizia, di circa 5,30 metri di diametro, venne rinvenuta in 8 frammenti, che furono restaurati, rimessi insieme e posti su un basamento in marmo di Carrara. L'intero gruppo venne trasferito in piazza Sant'Eustachio e sistemato all'interno di un bacino ottagonale che raccoglie l'acqua zampillante dal centro della vasca. Dono del Senato alla città, fu inaugurata il 22 dicembre 1987, 40º anniversario della Costituzione della Repubblica Italiana, come ricordato in una lapide posta su uno dei palazzi che si affacciano sulla piazza;
- "Fontana della Dea Roma" a piazza Monte Grappa. Immersa nel verde, è una scultura alta circa 6 metri, opera di Igor Mitoraj, raffigurante un gigantesco ed enigmatico volto femminile, posto in una vasca seminascosta. L'opera, del 2003, è stata donata al Comune di Roma dal gruppo Finmeccanica;
- "Fontana del Novecento": altra opera di Arnaldo Pomodoro, è stata inaugurata nel 2004. Si trova nel piazzale dello Sport, nel punto in cui la via Cristoforo Colombo, entrando in Roma, si biforca girando intorno al Palazzo dello Sport. È una vasta piscina, di circa 20 metri di diametro, da cui l'acqua tracima in una scanalatura circolare. Al centro un cono bronzeo di circa 21 metri d'altezza, dalla superficie a spirale squarciata in vari punti, cosparsa di elementi geometrici (sfere, cunei, punte, ecc.) intrecciati tra loro;
- Fontana dell'Ara Pacis. Opera realizzata nel 2006 da Richard Meier, si trova davanti all'ingresso dell'omonimo monumento, sul Lungotevere in Augusta. È composto da una vasca con 16 zampilli verticali, su un lato della quale da un muro a blocchi grezzi l'acqua scola da una sorta di grondaia per tutta la lunghezza della parete.

## Altre fontane

Fontana nel viale di adduzione al Palazzo della Civiltà Italiana

L'elencazione precedente è lungi dall'essere esaustiva di tutte le fontane “maggiori” esistenti in Roma. In particolare, tranne poche eccezioni, si sono volutamente omesse, e si continueranno a omettere, tutte le fontane poste all'interno di cortili, palazzi o proprietà private per le quali non è agevole la visione pubblica (in quanto private non potrebbero neanche essere considerate “fontane di Roma”). Si sono omesse anche le numerose fontane di scarso o nullo valore artistico o storico. Di alcune di queste si fornisce solo un succinto elenco, contenente poche ulteriori indicazioni per i soli casi in cui si possa riscontrare qualche elemento di un certo interesse. Nessuna menzione, invece, benché nella maggior parte dei casi di indubbio valore artistico e storico, per le fontane situate all'interno della Città del Vaticano.

### Fontanelle e beveratori
Con il ripristino, nel 1570, dell'acquedotto Vergine da parte di Papa Pio V, oltre all'inaugurazione di una nuova era di realizzazione di fontane a scopo artistico, monumentale e di prestigio, sebbene spesso anche per pubblica utilità, la ritrovata disponibilità idrica consentì finalmente la collocazione, in vari punti della città, anche di fontane a esclusivo uso pubblico. Si trattava di veri e propri servizi urbani, che dovevano supplire all'assoluta mancanza iniziale (e per molto tempo ancora) della disponibilità di acqua all'interno delle abitazioni; soprattutto scopi alimentari e igienici, dunque, ma anche per l'abbeveraggio degli animali, in particolare cavalli, che rappresentavano praticamente l'unico mezzo di trasporto urbano ed extraurbano per cose e persone. Va da sé che queste fontane, oltre a essere di dimensioni generalmente alquanto ridotte, tranne pochi casi erano quasi sempre prive di qualsiasi attributo artistico-architettonico, che risultava evidentemente del tutto superfluo.
Da un punto di vista tecnico si può grossolanamente distinguere la “fontanella” dal “beveratore” per essere la prima generalmente composta da una bocchetta d'acqua, di solito posta su un muro e qualche volta impreziosita magari da un mascherone, che getta acqua in una piccola vasca sottostante, mentre il “beveratore” (deformazione di “abbeveratoio”), può anche essere isolato da un muro di appoggio, con l'acqua che si riversa in una vasca dalle dimensioni ben maggiori, rettangolare o ellittica, più adatta appunto all'approccio degli animali. Ma si tratta di una suddivisione solo indicativa, in quanto spesso si riscontra una commistione o uno scambio dei vari elementi.
Soprattutto per i beveratori, date le dimensioni, va segnalata una caratteristica di particolare interesse: alcune vasche erano costituite da sarcofaghi di epoca romana, sopravvissuti al Medioevo perché difficilmente utilizzabili per altri scopi. Questo sfruttamento dei sarcofaghi ha consentito che molte di queste opere, alcune anche di pregevole fattura e riccamente ornate con bassorilievi e iscrizioni, si siano in tal modo potute conservare fino a oggi, contrariamente ad altri antichi manufatti che sono invece stati riciclati per altre opere, quando non addirittura distrutti. Gli esempi principali:
- Fontana nell'Atrio della Chiesa di San Silvestro in Capite;
- Fontana del Colosseo, in piazzale del Colosseo, nei pressi dell'entrata della linea metropolitana;
- Fontana di Porta San Sebastiano, subito fuori la Porta: un sarcofago in marmo bianco corredato di reperti antichi compreso un bassorilievo con due figure, un uomo e una donna, forse i proprietari del sarcofago;

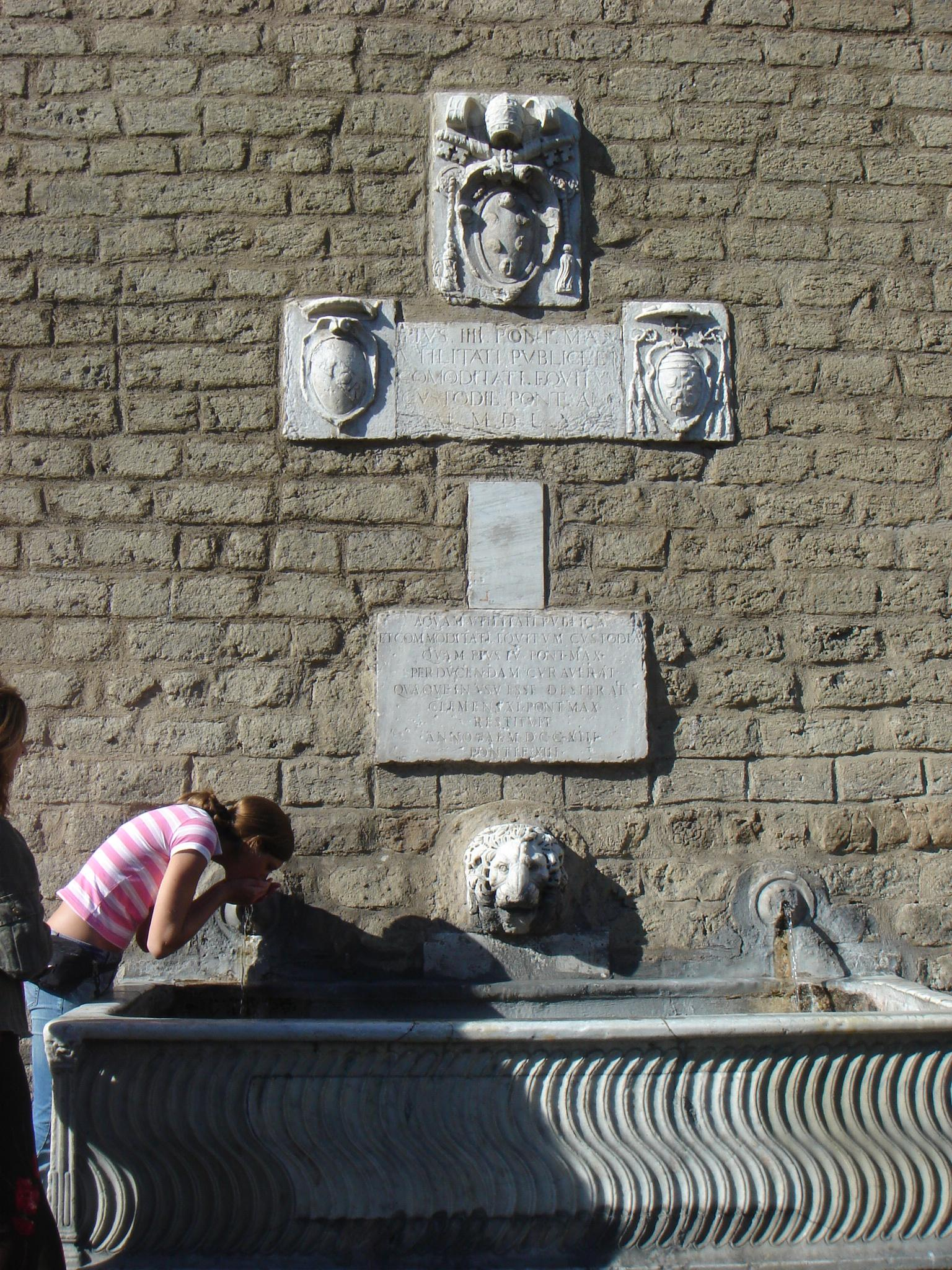
La fontana di Porta Cavalleggeri

- Fontana di Porta Cavalleggeri, nell'omonima piazza, la cui realizzazione, secondo le lapidi commemorative poste subito sopra, si può far risalire a papa Pio IV che la attivò nel 1565 a uso della sua guardia a cavallo (che aveva lì la sua caserma); un'altra lapide parla di un restauro di Clemente XI nel 1713;
- "Fontana del Bottino": fu realizzata verso il 1570 in un nicchione a volta nel muro di contenimento del viale di Trinità dei Monti. È un sarcofago rettangolare da cui tre zampilli d'acqua ricadono in una piscina a fior di terra. Doveva costituire una mostra dell'Acqua Vergine prima della Fontana di Trevi, ma la particolare complessità dei lavori idraulici, che avrebbero dovuto portare l'acqua in una vicina cisterna (il “bottino”, appunto), ne limitò la realizzazione all'opera che si osserva attualmente;
- Fontana di via Bocca di Leone, la cui sistemazione risale al 1842, e nella quale un mascherone getta acqua in un pregevole sarcofago che a sua volta riempie una vasca sottostante;
- Fontana del Testaccio, fatta erigere sul muraglione dell'omonimo lungotevere nel 1869 da papa Pio IX, in corrispondenza dell'incrocio con via Florio, a memoria, come spiegato nell'epigrafe, degli importanti scavi dell'archeologo Pietro Ercole Visconti. Sullo sfondo di un muro in laterizio, con lesene bugnate, cornice e stemma pontificio con due leoni rampanti, è sistemato un sarcofago di epoca romana (rinvenuto dal Visconti) poggiato su due sostegni in una piscina di base;
- Fontana di Santo Stefano del Cacco, sulla via omonima, trasferita dall'interno del palazzo Altieri (dove si trovava dalla metà del XVII secolo) all'esterno per “pubblica utilità” nel 1874;

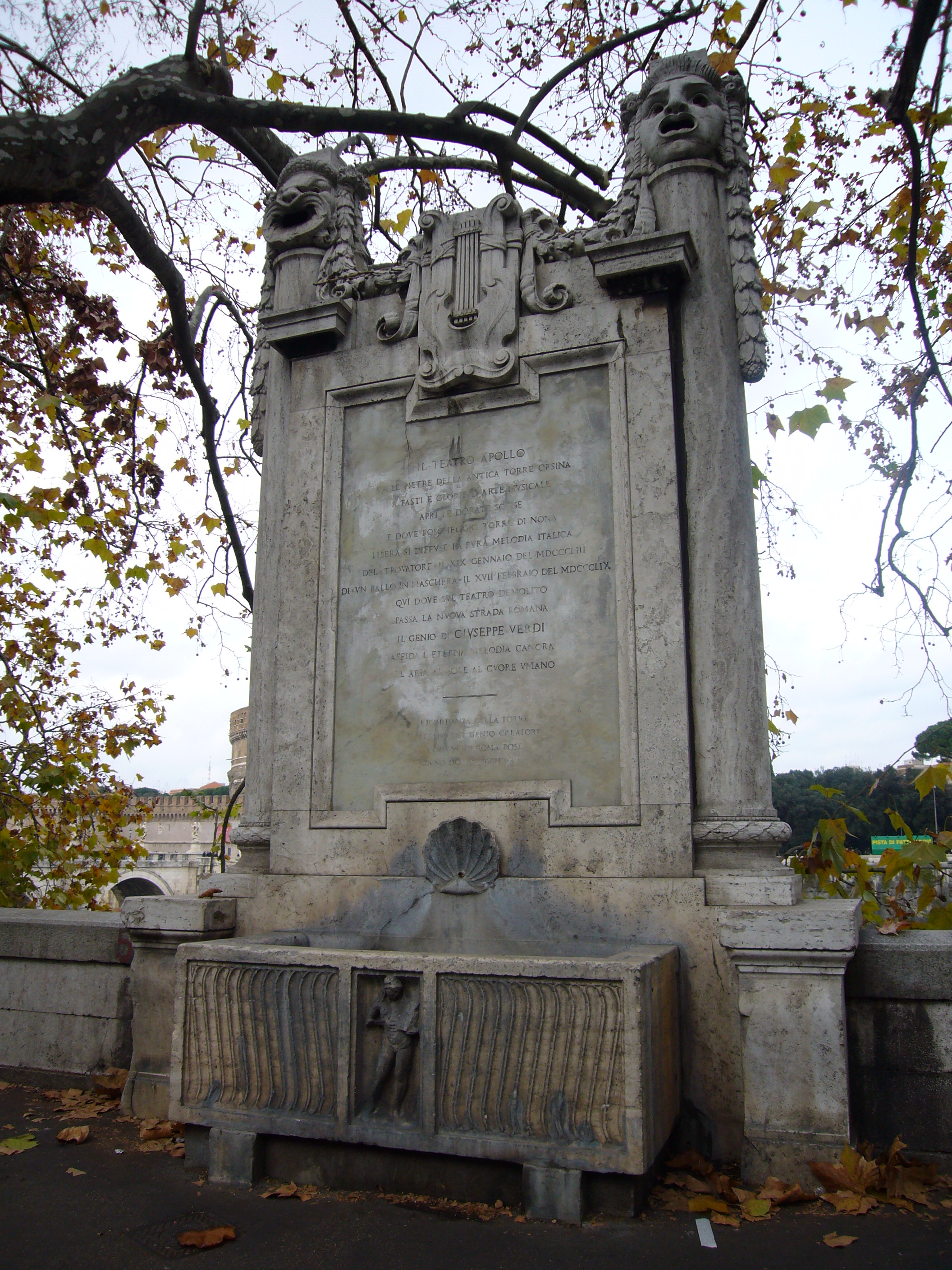
La Fontana di Tor di Nona

- Fontana di Tor di Nona: venne eretta nel 1925 per ricordare, con una lunga epigrafe, l'antico teatro "Apollo", demolito nel 1888 per la sistemazione degli argini del Tevere[10]. La stele è sovrapposta a un sarcofago di epoca romana e inserita nel muraglione del Tevere;
- Fontana Chiavica del Bufalo, in via del Nazareno, restaurata nel 1957 da un beveratore di epoca incerta (XV o XVI secolo) che utilizzava probabilmente un sarcofago. Il curioso nome le deriva dal ricordo di una fognatura (una “chiavica”, appunto) fatta costruire nella zona dalla famiglia Del Bufalo, in ricordo della quale fu scolpita sulla parete di appoggio una testa di bufalo.

Insieme con i sarcofaghi, in tema di “ruderi” si possono anche trovare vasche in pietra o marmo, di solito provenienti da fontane di epoca romana o dalle antiche terme, come:
- "Arcosolio di Benedetto XIV", in via Flaminia, risalente al 1552, che, nella versione attuale, utilizza appunto una vasca termale in cui getta acqua un mascherone inserito in una valva di conchiglia;

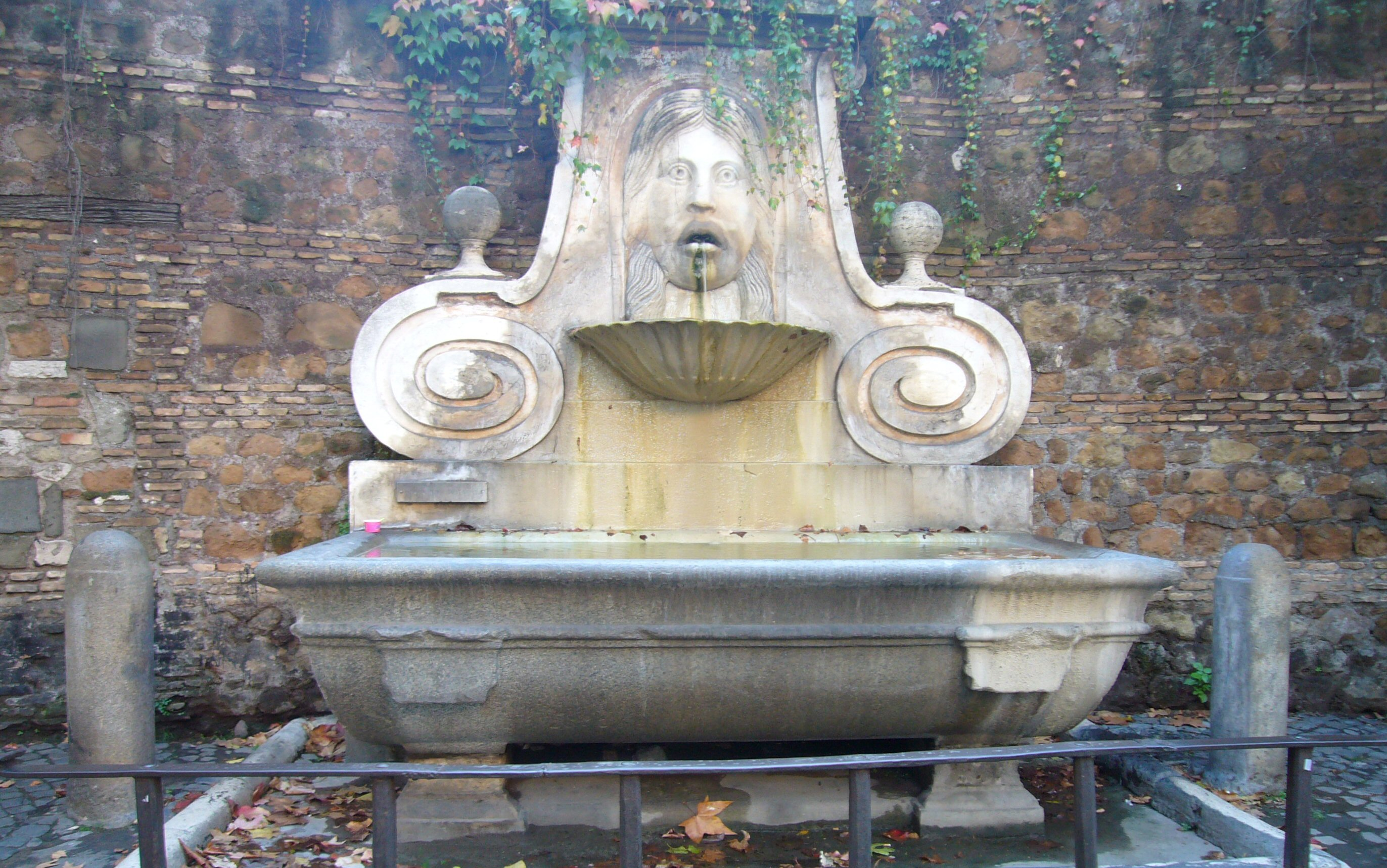
La Fontana del Mascherone

- "Fontana del Mascherone", in via Giulia, all'incrocio con la via omonima: commissionata dalla famiglia Farnese (che non mancò di ornarla col suo simbolo araldico), si tratta di un mascherone in marmo bianco di epoca romana che getta acqua in un semicatino che a sua volta tracima in una vasca in porfido anch'essa di origine romana. Fu realizzata nel 1626 e alimentata con la diramazione dell'"Acqua Paola";
- Fontana dei Fori Imperiali, nella via omonima, dove, in occasione dell'apertura della strada, in un nicchione ricavato nei muraglioni che fronteggiano la Basilica di Massenzio fu posta una vasca al cui interno è sistemato un “calice” in granito, proveniente dagli scavi del porto di Ostia, ritrovato nel 1626;
- "Fontana del Mascherone di Santa Sabina", addossata al muro adiacente all'ingresso della basilica, in piazza Pietro d'Illiria. Nel 1593 Giacomo Della Porta utilizzò l'antica vasca in granito con maniglioni in bassorilievo, rinvenuta presso l'Arco di Settimio Severo, per una fontana all'interno del Foro Romano, dotandola di un mascherone. Nel 1816 fu smembrata: la vasca venne utilizzata per la Fontana dei Dioscuri, mentre il mascherone ornava un'altra fontana nei pressi del porto della Lungara. Solo nel 1936 i due pezzi furono ricomposti e collocati nella posizione attuale.

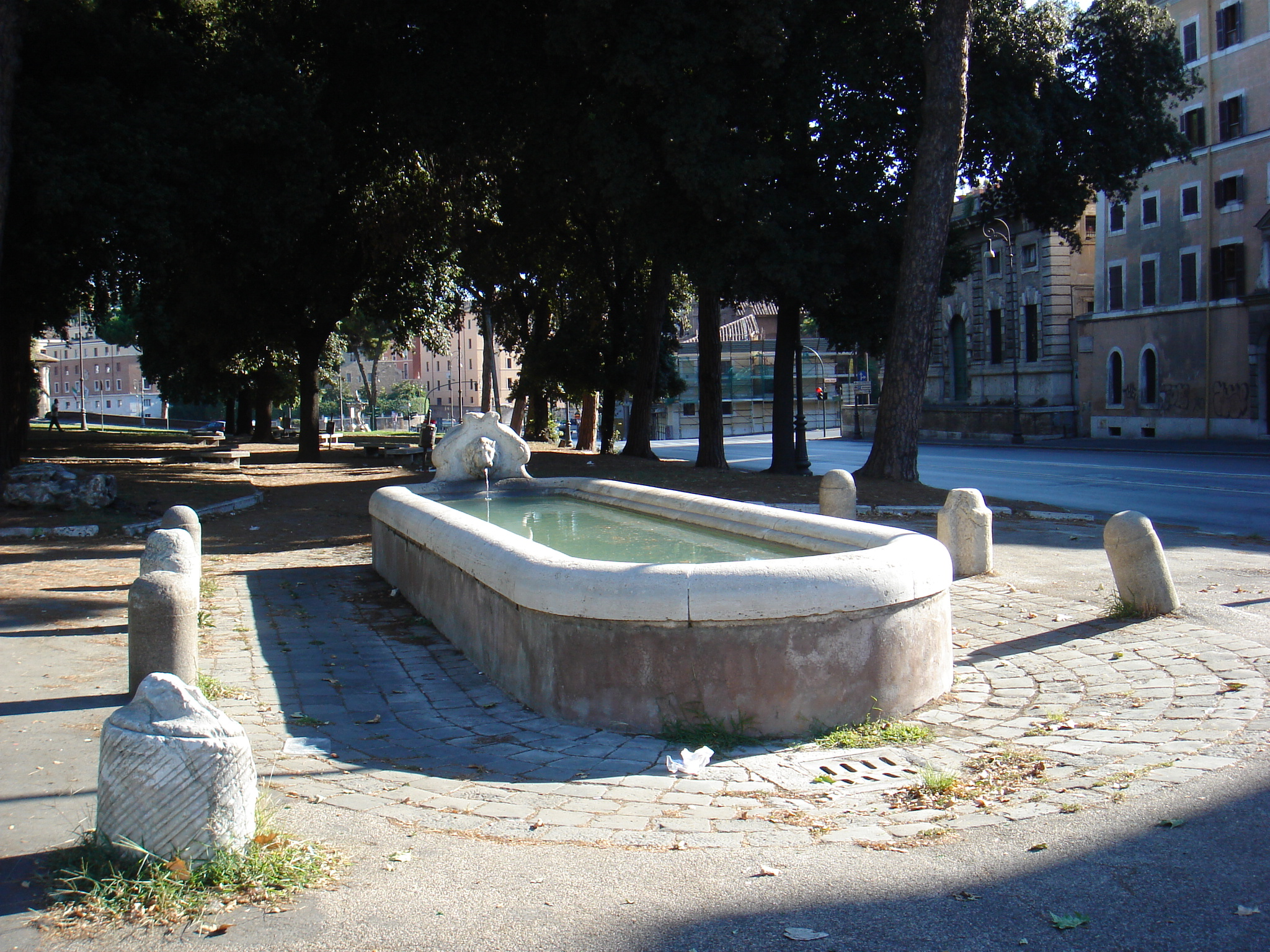
L'abbeveratoio in lungotevere Aventino

Ma i "beveratori" furono costruiti anche ex novo, e qualche volta nelle vicinanze di una fontanella o di una grande fontana monumentale in modo da abbinare l'utilizzo umano a quello degli animali, come è il caso dell’Abbeveratoio di lungotevere Aventino, costruito nel 1717 in piazza Bocca della Verità da Carlo Bizzaccheri (lo stesso realizzatore della vicina Fontana dei Tritoni), che fu poi spostato in tempi più recenti nella posizione attuale per lavori di sistemazione viaria. O anche la "fontana delle Conche", che ha preso il posto dell'“Arcosolio di Benedetto XIV”, opera forse di Bartolomeo Ammannati del 1553, posta di fronte alla monumentale fontana di Papa Giulio III in via Flaminia.

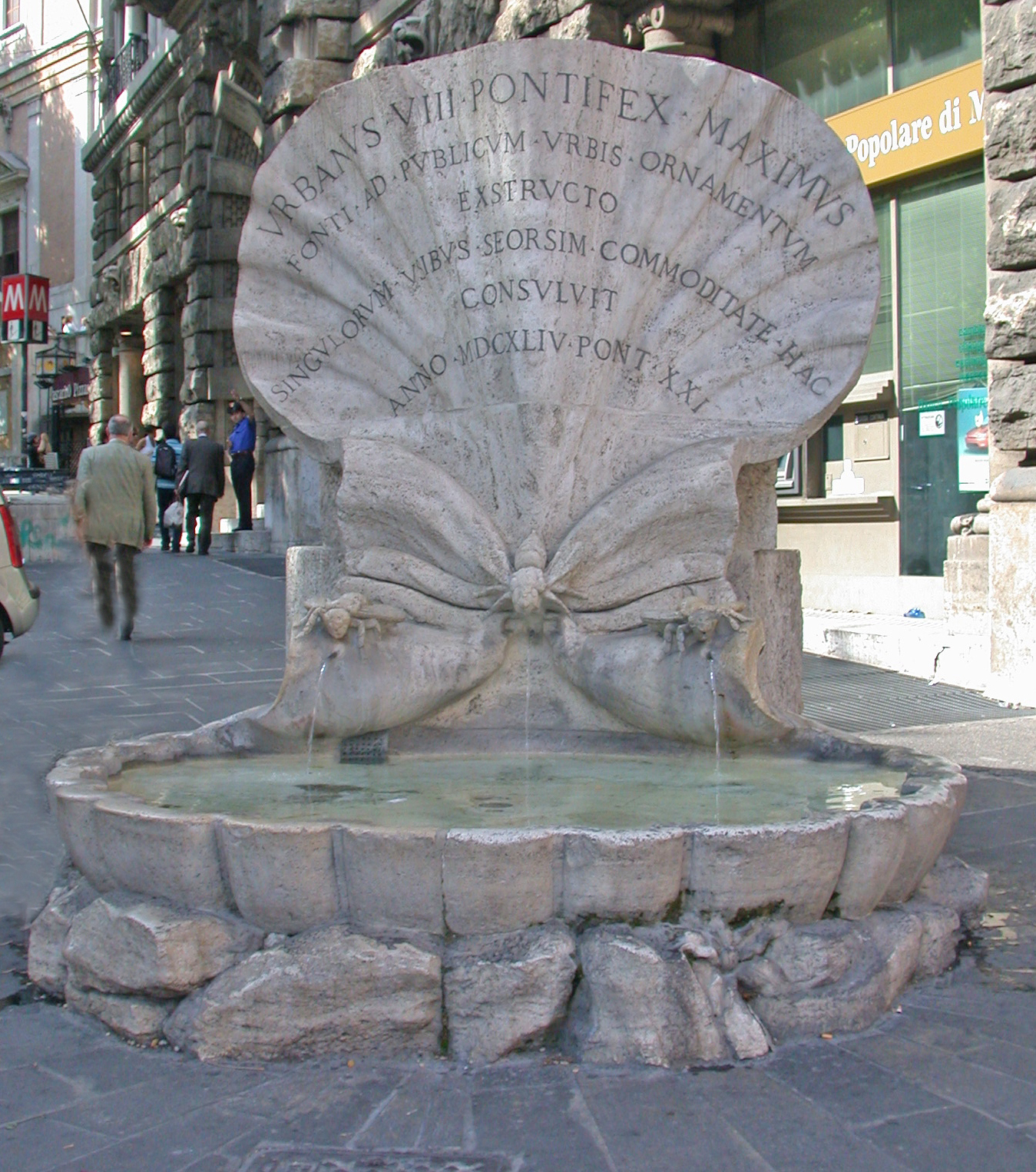
La Fontana delle Api

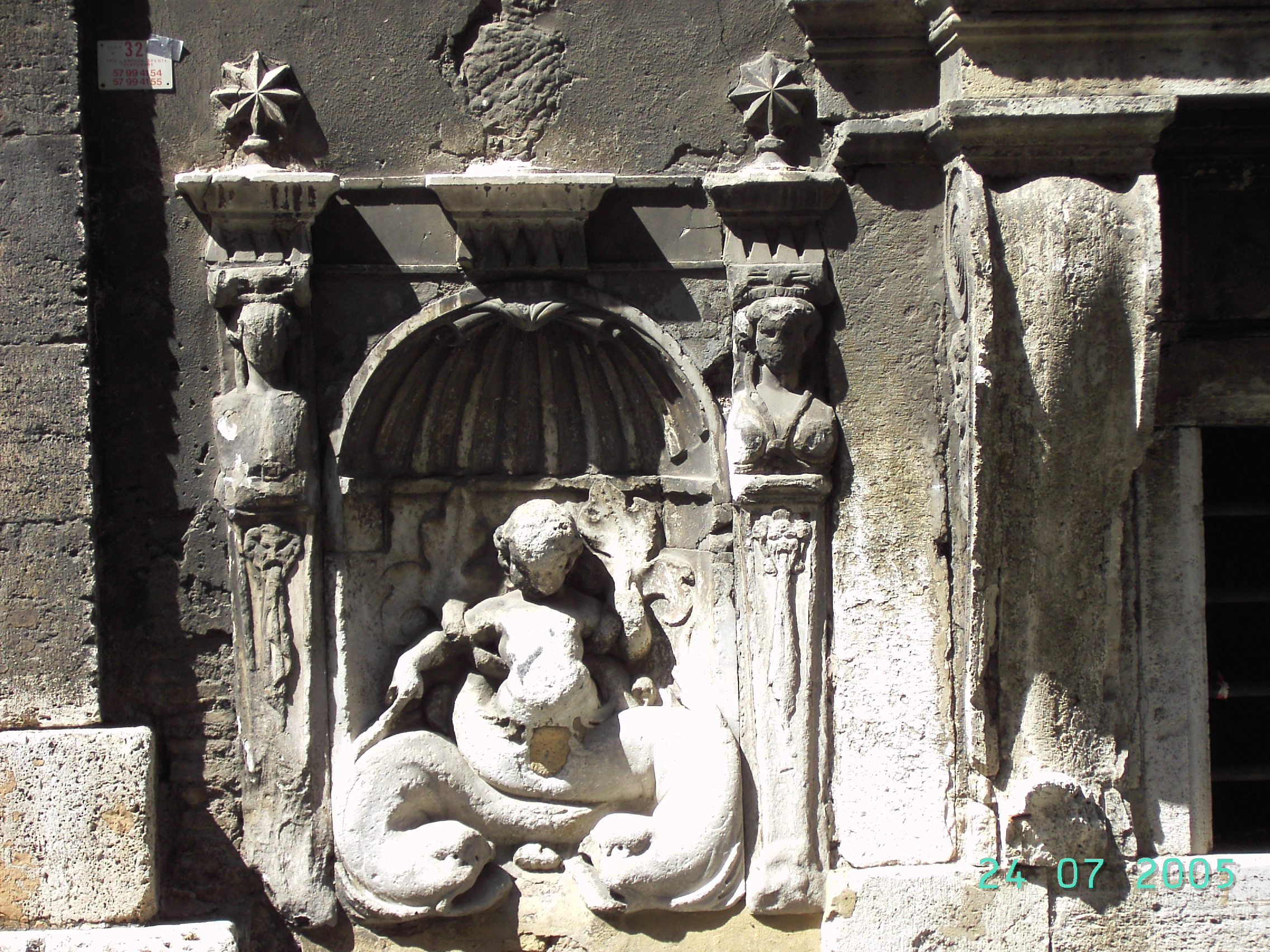
La fontanella del Putto

Il fatto che le fontanelle e i beveratori fossero di dimensioni contenute e che fossero realizzate per fini pratici, rispetto alle grandi fontane monumentali e artistiche, non deve far pensare che si sia trattato sempre di opere “minori”. Non solo infatti, in alcuni casi, si assiste a realizzazioni di artisti di fama, ma spesso erano anche ornate degli stemmi di casati nobiliari di tutto rispetto e, a volte, erano fornite di iscrizioni. Due esempi per tutte: la "fontana delle Api", costruita nel 1644 da Gian Lorenzo Bernini nei pressi della fontana del Tritone e la "fontanella del Putto", in via Giulia, realizzata nella prima metà del XVI secolo da Antonio da Sangallo il Giovane o da Nanni di Baccio Bigio, da molto tempo asciutta, di cui rimane oggi solo la parte decorativa superiore e pochi resti dei simboli araldici di cui era ornata.
Le fontanelle e i beveratori potevano essere (come già visto anche per le fontane maggiori) pubbliche o semi-pubbliche: nel primo caso l'amministrazione dell'epoca sceglieva, per l'edificazione, preferibilmente punti nevralgici (zone di particolare traffico, mercati, ecc.) e di solito tendeva a contenere le spese, producendo quindi opere generalmente di scarsa rilevanza. Nella seconda ipotesi era invece piuttosto frequente che si trovassero nei pressi di palazzi nobiliari e che fossero realizzate con una certa attenzione anche a un minimo di gusto estetico. Se infatti tutte le fontanelle erano ovviamente alimentate dagli acquedotti, che erano un bene pubblico, è pur vero che tutte le diramazioni degli acquedotti costruite a uso dei privati (per ville, palazzi o giardini) erano soggette a un pagamento da parte dei richiedenti. Pagamento che poteva però trasformarsi in uso gratuito qualora l'interessato si impegnasse a costruire una fontanella pubblica e a provvedere alle spese di manutenzione. Ne consegue che le famiglie più facoltose e più in vista fossero tentate, anche per una comprensibile competizione, di preferire questa seconda ipotesi e magari pure di affidare l'opera a un artista che fosse in grado di realizzare una fontanella di un certo valore che, tra l'altro, avrebbe anche incrementato il pregio del palazzo. Da segnalare, tra le altre, la fontana del Monte di Pietà, nell'omonima piazza, risalente all'inizio del XVII secolo; è opera di uno scultore ignoto che più che dell'effetto artistica sembra essersi preoccupato di perpetuare in ogni modo il nome e il casato di papa Paolo V, avendo disseminato il fronte della fontana, intorno al mascherone che getta acqua nella vasca, dei simboli araldici e dell'aquila della famiglia Borghese.
Le ristrutturazioni dei palazzi e le accresciute esigenze di spazio dovute all'incremento del traffico urbano (e dei mezzi di trasporto), portarono nel tempo alla necessità di dover spostare alcune fontanelle dalle loro posizioni originarie, a volte anche con lo smembramento dei vari elementi componenti. È il caso della già citata "fontana delle Api", costruita nei pressi della fontana del Tritone, che fu spostata nel 1865 per motivi di intralcio alla viabilità e poi ricostruita, nel 1915, in un altro punto “meno scomodo” della stessa piazza. Ma anche, per citarne solo alcune:
- fontanella di via dei Pastini, oggi in vicolo della Spada d'Orlando, dove fu trasferita nel 1869 perché d'intralcio al traffico, come ricorda una lapide del Comune posta nel luogo del sito originario;

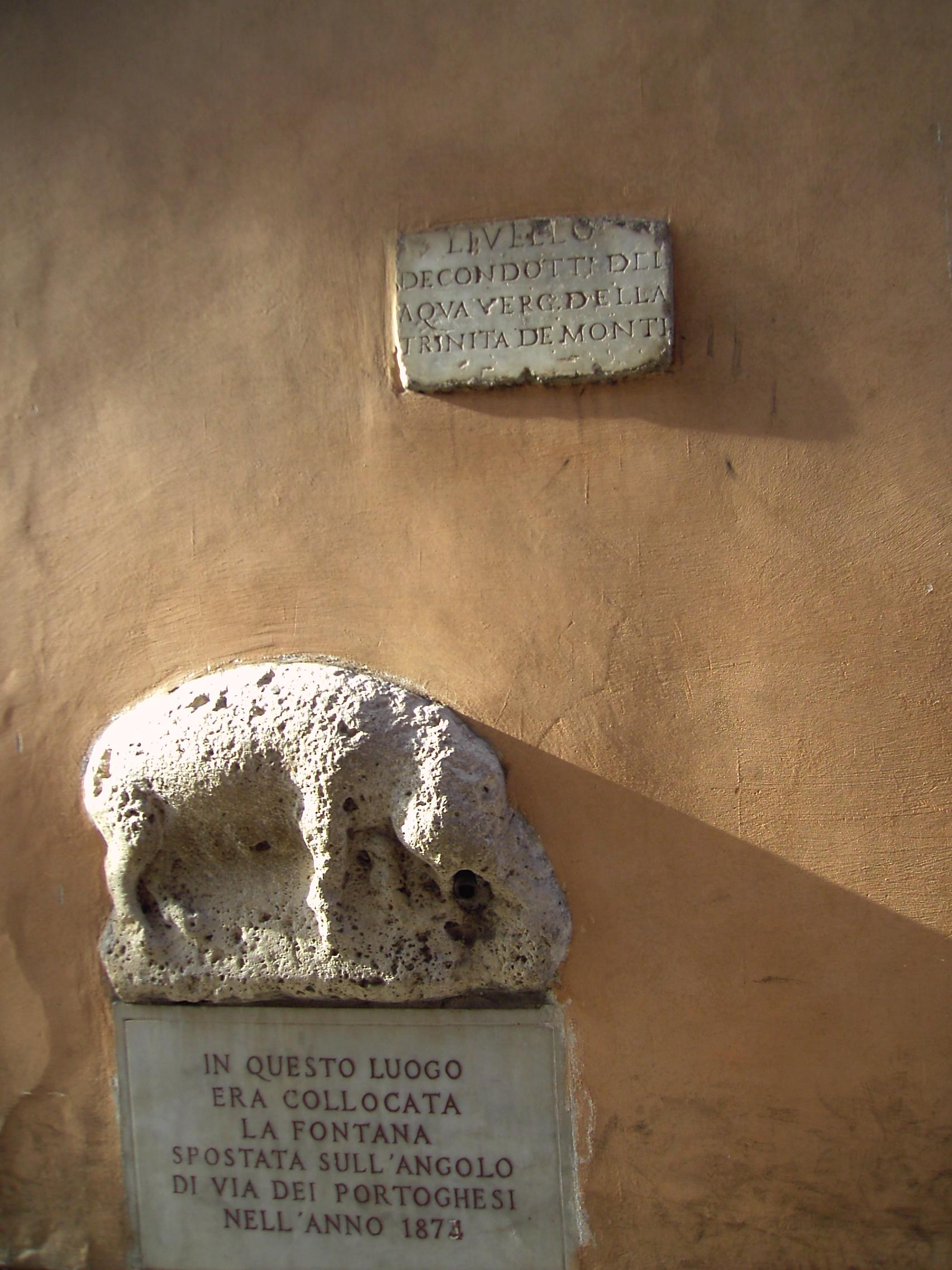
La scrofa

- fontanella di via della Scrofa, dove è rimasta solo un'iscrizione e il bassorilievo raffigurante l'animale (parte di un bassorilievo più grande e complesso raffigurante una processione, andato perduto), di cui si ha notizia già nel 1445, che venne trasformato in fontanella nel 1580. La vasca e l'alimentazione (ma non il bassorilievo) furono spostate nel 1873 all'incrocio con via dei Portoghesi, a una quindicina di metri dal luogo originale, dove recavano meno intralcio;

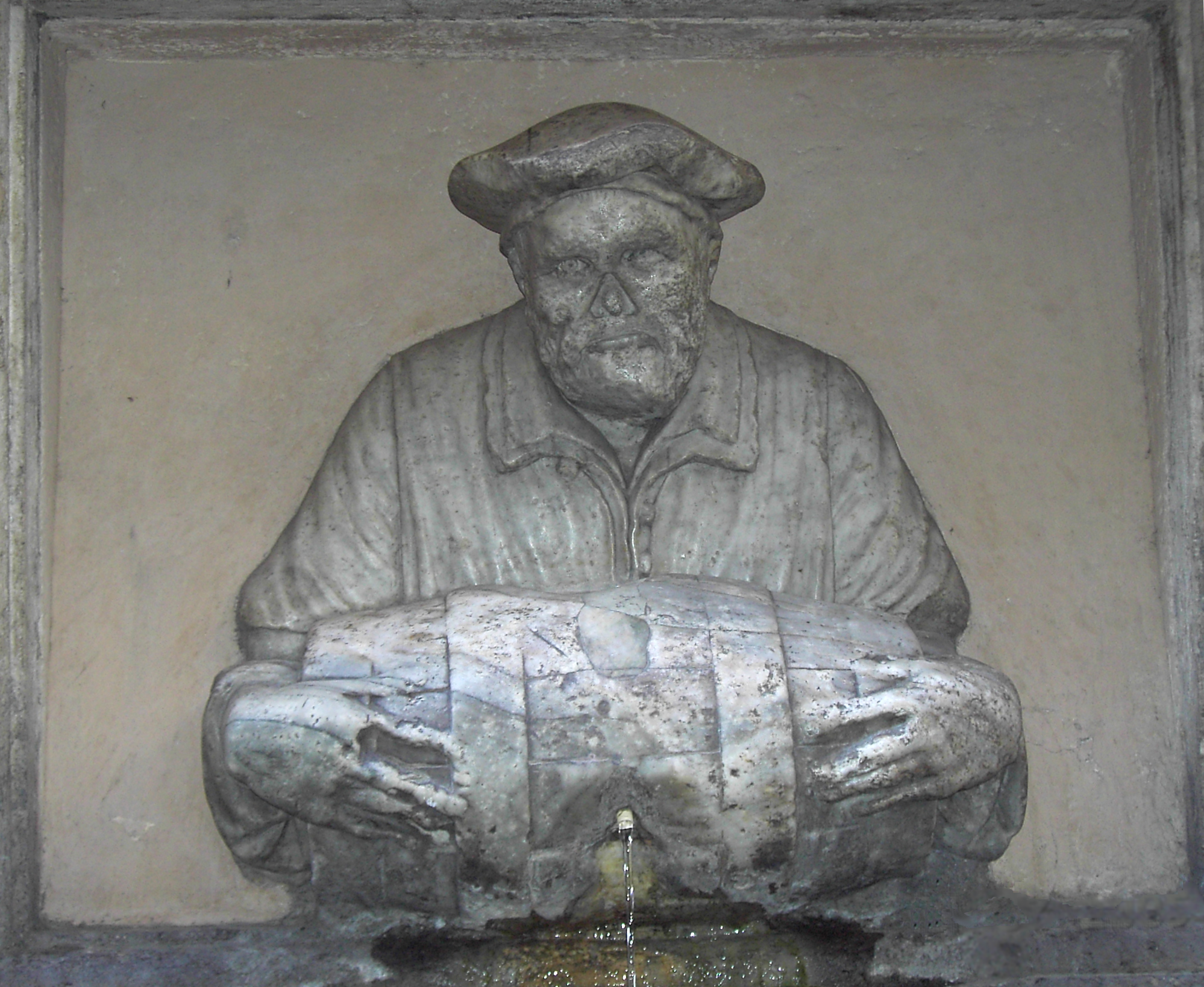
La fontana "del Facchino"

- "fontana del Facchino". Posta originariamente in via del Corso, sulla facciata principale del Palazzo del Banco di Roma, nel 1874 fu spostata nella posizione attuale, sulla facciata laterale dello stesso palazzo, in via Lata. Realizzata nel 1587 da Jacopo del Conte, rappresenta probabilmente un acquaiolo (chi rivendeva porta a porta l'acqua prelevata dalle fontane pubbliche) con la sua botte, piuttosto che un “facchino” come faceva intendere un'iscrizione andata perduta in occasione del trasloco;
- "fontana dell'Acqua Angelica, risalente al 1898; inizialmente era addossata alla chiesa di Santa Maria delle Grazie, da dove fu spostata nella posizione attuale quando tutta l'area in cui si trovava la chiesa venne spianata per la realizzazione di piazza Risorgimento. Ora si trova poco lontano, in piazza delle Vaschette, ribassata rispetto al piano stradale a causa della bassa pressione dell'acqua in quel punto;
- le due "fontane di Borgo Vecchio": risalenti all'inizio del XVII secolo e commissionate da papa Paolo V, erano addossate al prospetto del palazzo dei Penitenzieri in Borgo Vecchio. Già disattivate perché d'intralcio al traffico cittadino, dopo la demolizione della "spina di Borgo" nel 1936 furono ricostruite e riattivate sulla nuova facciata del palazzo. Simili come struttura, quella sul lato del Vaticano è ornata dall'aquila, mentre l'altra dal drago, entrambi simboli araldici della famiglia del pontefice (i Borghese);

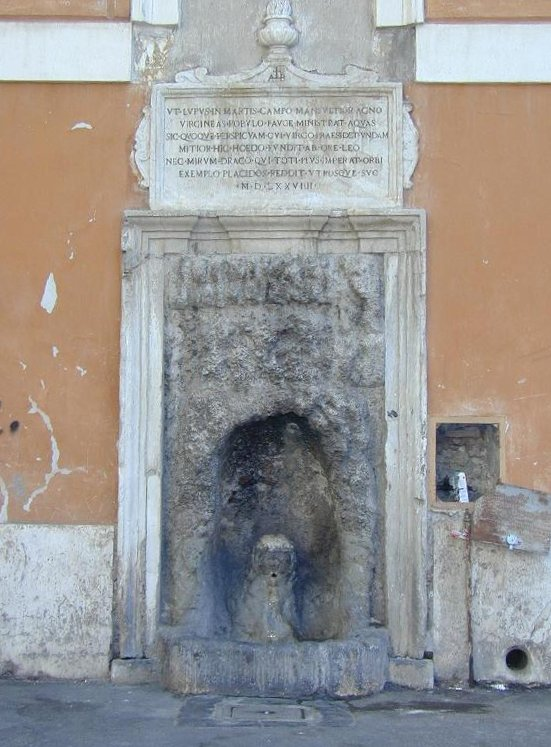
La "Fontana del Leone"

- la "fontana del Leone" in piazza San Salvatore in Lauro, risalente al 1579, qui trasferita dalla posizione originaria in via di Panico a causa di lavori di risanamento urbanistico. A parte la raffigurazione leonina, particolarmente interessante è l'iscrizione che fa riferimento a una scomparsa "fontana del Lupo", già in via della Lupa, con la quale aveva in comune, oltre all'ispirazione faunistica, la committenza della famiglia del papa Gregorio XIII (i Boncompagni).

### I "nasoni"
Dopo la pausa in epoca risorgimentale e dopo l'unità d'Italia, la fortuna dei “beveratori” declinò definitivamente: l'incremento demografico e il conseguente ampliamento della città necessitavano di un servizio più capillare, soprattutto nei quartieri nuovi, dove nel 1874 il Comune realizzò, in serie, su iniziativa del primo sindaco della capitale unitaria, Luigi Pianciani, un certo numero di fontanelle, per uso pubblico e gratuito, in ghisa, di forma cilindrica, alte circa 120 cm e provviste di tre semplici bocchette da cui l'acqua precipitava direttamente nel condotto fognario, attraverso una grata sulla base stradale. L'unico decoro era costituito dalle teste di drago che ospitavano i cannelli di uscita.

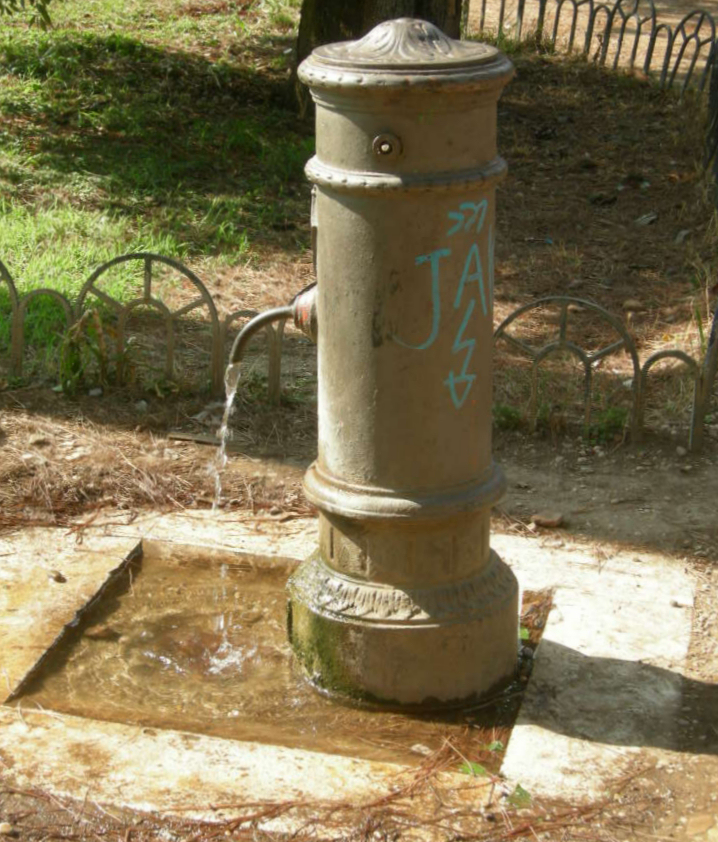
Un "nasone"

Ben presto le teste di drago scomparvero dai modelli successivi, e rimase semplicemente un unico tubo metallico ricurvo che suggerì ai romani il nome di “nasone” con cui ancora oggi sono conosciute queste fontanelle tuttora numerose in città (circa 2.500). Una delle più antiche è ancora funzionante in piazza della Rotonda, a un paio di metri dall'omonima grande fontana, mentre una ricostruzione molto più moderna si trova, con tutt'e tre le bocchette, in via delle Tre Cannelle, che ha preso appunto il nome dalla fontana antenata dei nasoni.
Nel tentativo di contenere lo spreco di acqua (che in effetti correva liberamente e continuamente), poco dopo il 1980 il Comune modificò molti nasoni con l'applicazione di un meccanismo (una rotella metallica o un pulsante) su un cannello di ottone, posto più in alto del cannello originale, che venne asportato. Il consumo idrico venne in effetti drasticamente ridotto, ma la caratteristica fontanella perse così il principale elemento caratterizzante, e inoltre l'innovazione si rivelò antiestetica e poco pratica; il Comune rinunciò presto al progetto, ma complice anche l'opera dei vandali, il danno era ormai fatto.
Intorno agli anni trenta del secolo scorso il Comune realizzò altri due tipi di fontanelle in serie, che riscossero però molto meno successo dei nasoni: un primo tipo, generalmente utilizzato in ville e giardini, era costituito da un parallelepipedo verticale, su un lato del quale una vaschetta raccoglieva l'acqua gettata da un cannello racchiuso in una testa di lupa. Ne sopravvivono pochi esemplari, per lo più privi della decorazione, sostituita da un semplice cannello tipo nasone. L'altro modello, molto simile, portava decorato sui tre lati liberi del parallelepipedo un motivo di fasci littori in marmo verde, e l'acqua usciva da un semplice cannello. Anche in questo caso rimangono pochi esemplari.

### Le fontanelle rionali
Sicuramente di maggior pregio sono le fontanelle ornate con gli stemmi o le principali caratteristiche dei rioni storici in cui dovevano essere inserite, che nel 1926, su proposta di Tommaso Bencivegna, Filippo Cremonesi, da poco nominato primo governatore di Roma, decise di commissionare al vincitore del pubblico concorso appositamente bandito.
L'incarico fu assegnato a Pietro Lombardi, l'architetto che aveva già costruito la “fontana delle Anfore” situata a piazza dell'Emporio, a Testaccio, che dunque realizzò una serie di gradevolissime opere:

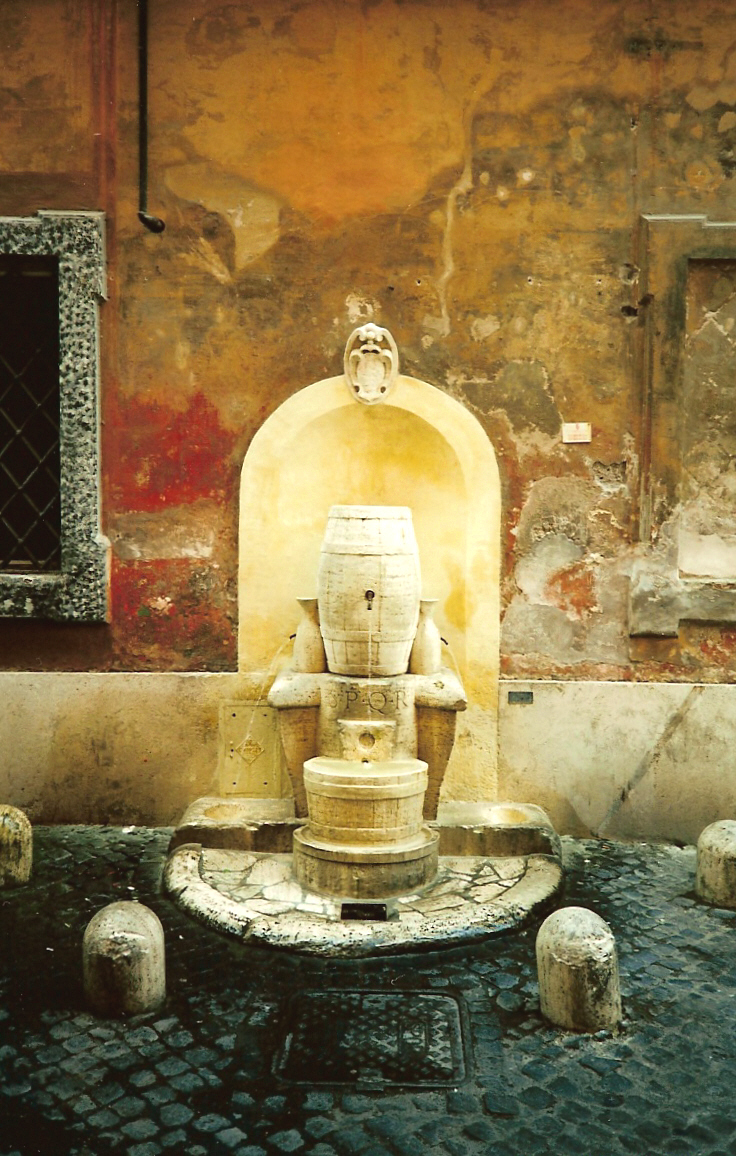
La "fontana della Botte"

- "fontana della Botte", in via della Cisterna, a Trastevere, nella quale l'acqua che fuoriesce dalla botticella addossata al muro sta a rappresentare il vino abbondante nelle numerose osterie del quartiere; inserita in un arco di travertino, la botte è affiancata da due misure di vino;
- "fontana del Timone", sul lungotevere di Ripa Grande, addossata al Palazzo S. Michele, nel rione Ripa, con la ruota e la barra che ricordano l'antico porto fluviale attivo lì di fronte fino all'Unità d'Italia e poi definitivamente scomparso per la costruzione dei muraglioni del Tevere;
- "fontana degli Artisti", in via Margutta, a Campo Marzio, in cui cavalletti, compassi, un secchio con pennelli, colori e martelli da scultore che sovrastano e circondano due mascheroni, individuano la nota via romana degli artisti;

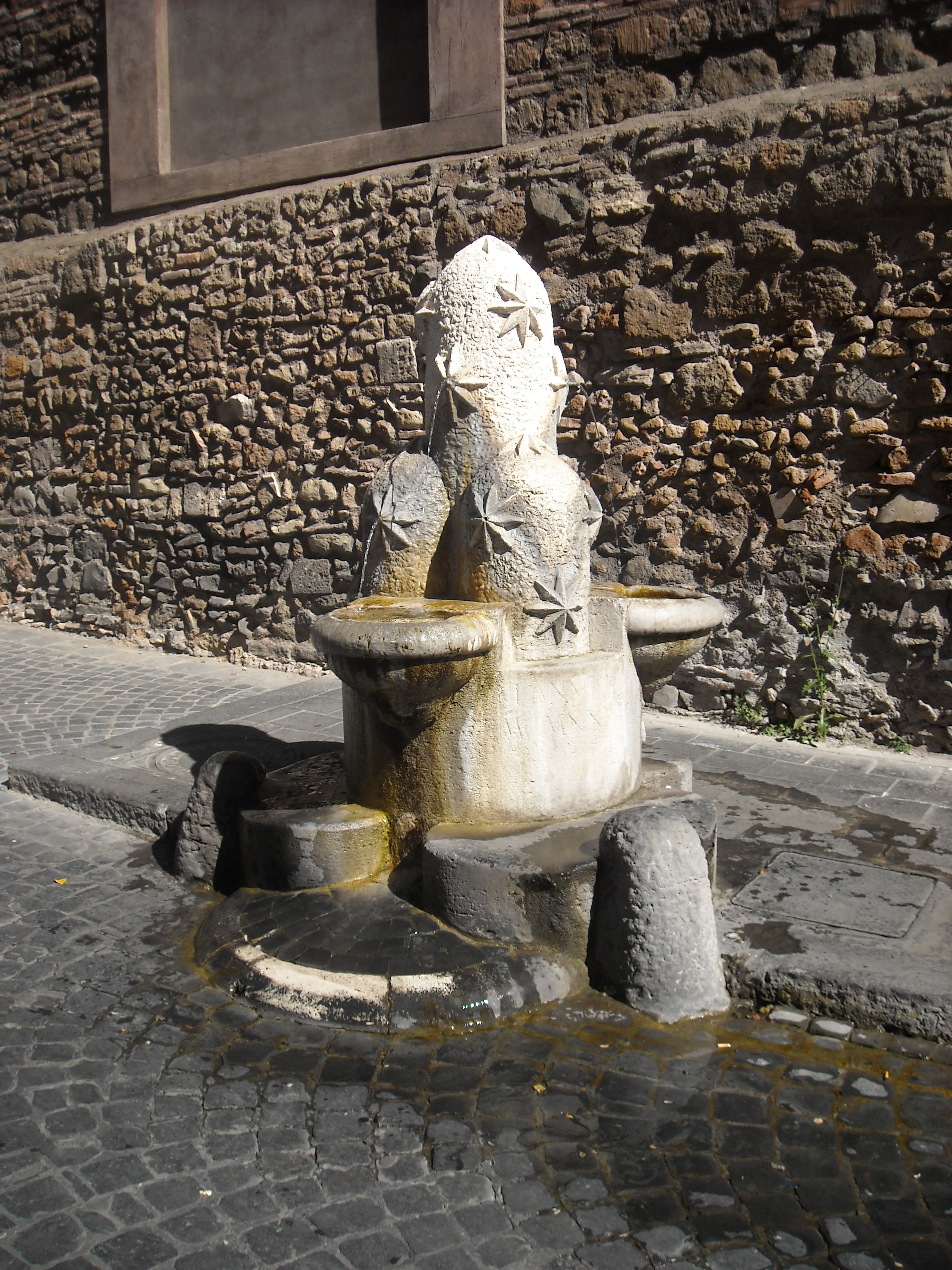
La "fontana dei Monti"

- "fontana dei Monti", in cui il “trimonzio” stilizzato ricorda i “monti” Esquilino, Viminale e Celio;

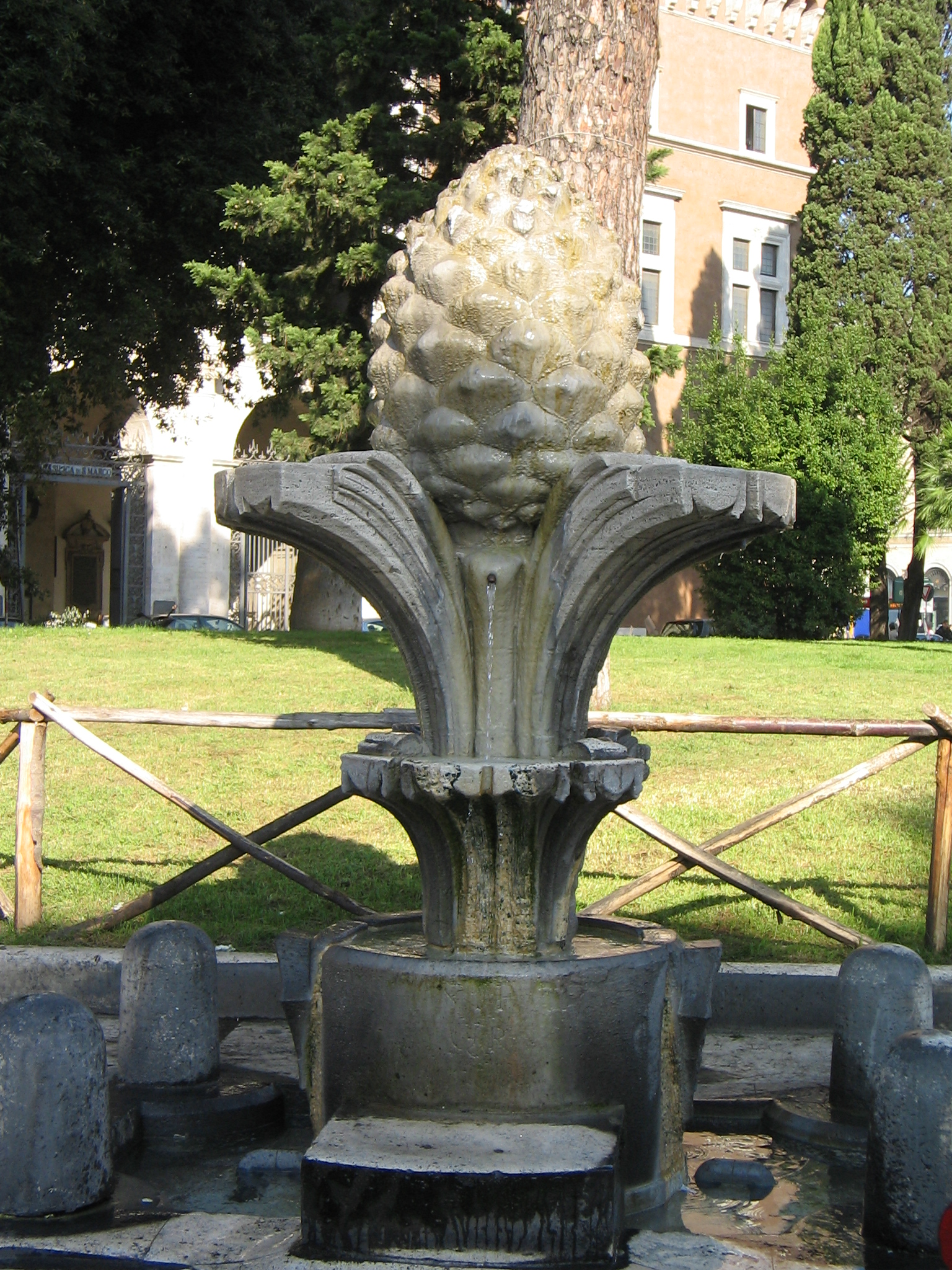
La "fontana della Pigna"

- "fontana della Pigna", in piazza San Marco, che anche in questo caso semplicemente simboleggia, con la grande pigna, il nome del rione;

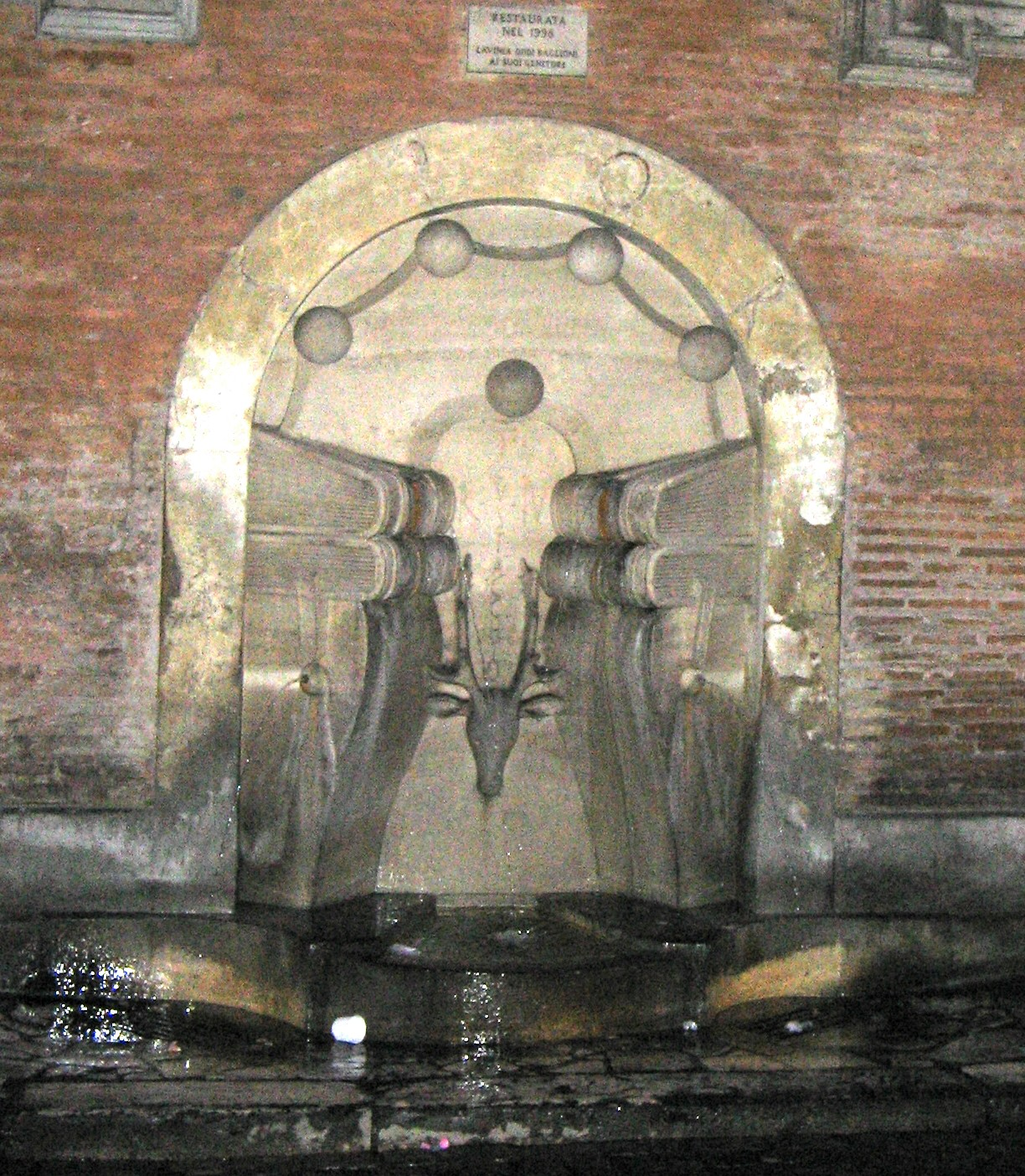
La "fontana dei Libri"

- "fontana dei Libri", in via degli Staderari, nel rione Sant'Eustachio. Nella fontana sono rappresentati dei libri e un cervo: i primi ricordano la presenza, nel rione, del palazzo dell'Università La Sapienza, mentre il secondo rimanda alla leggenda secondo la quale un cervo con una croce tra le corna sarebbe apparso al santo che dà il nome al rione;

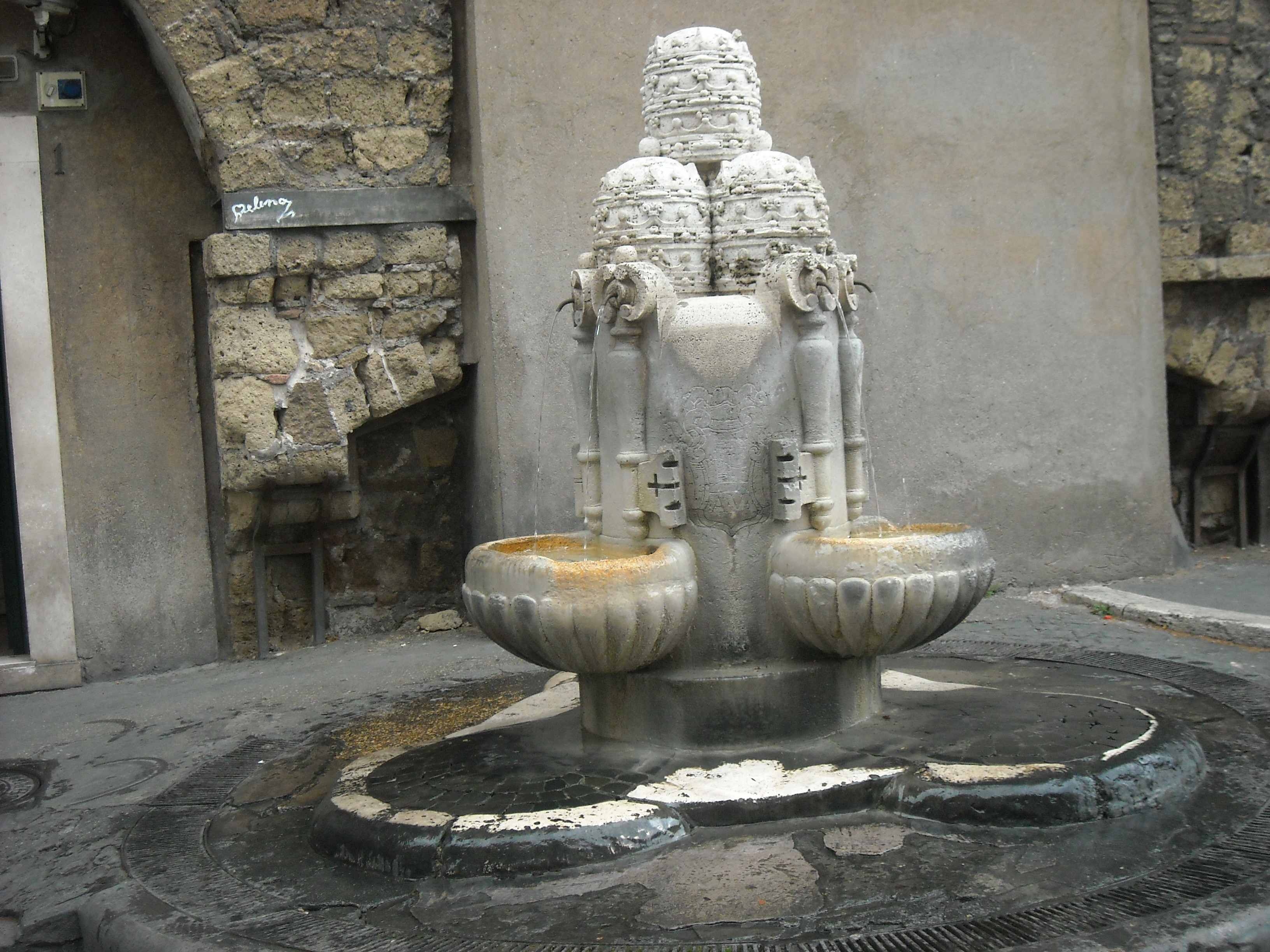
La "fontana delle Tiare"

- "fontana delle Tiare" realizzata nel 1927 si trova tra il colonnato di Piazza San Pietro e il Passetto di Borgo, in cui quattro tiare pontificali, sormontate dalle chiavi, pongono in risalto la vicinanza della sede papale al rione Borgo;
- "fontana delle Palle di Cannone", in largo di Porta Castello, in cui il cumulo di palle di cannone inserito in un arco di travertino indica la vicinanza della fortezza di Castel Sant'Angelo. Questa composizione consente al rione Borgo di annoverare ben due fontane rionali.

Da ricordare la fontana in via Tiburtina, distrutta dagli avvenimenti bellici, in cui le cascatelle della villa di Tivoli (Tibur) alludevano al quartiere Tiburtino.
Un secondo concorso per la realizzazione di altre fontanelle rionali, bandito pochi anni dopo il primo, non ottenne lo stesso successo, ma produsse comunque alcune opere di un certo pregio, che però nulla avevano a che fare con i nomi o le tradizioni dei rioni in cui furono sistemate. Una delle caratteristiche di queste nuove fontane, edificate nel 1930, era l'aspetto classicheggiante falso-rinascimentale; solo pochi esempi:
- fontana Paolina, nell'omonima via, realizzata da Mariano Ginesi, in cui sono riuniti elementi come il putto, i festoni e le cornici, con due paraste laterali coronate da stemmi, che inquadrano la composizione centrale;
- fontana della Cancelleria, nell'omonima piazza, di Publio Morbiducci, che volle ricordare il cardinale Scarampi che nel 1485 commissionò al Bramante il Palazzo della Cancelleria. Lo stemma infatti campeggia sull'ovale centrale, inserito in un triangolo con nappi e cordoni cardinalizi, insieme con il classico copricapo;
- "fontana dell'Orso", in via di Monte Brianzo: una semplice realizzazione composta da una cornice ad arco in cui sono inseriti lo stemma capitolino, la testa di un orso e un catino, sorretto da un piedistallo, che raccoglie l'acqua che fuoriesce dalle fauci dell'orso. Non sono chiari i motivi per cui l'anonimo artista ha voluto riprodurre qui un orso: un'ipotesi si ricollega alla presenza, nella zona, di diverse proprietà dell'antica famiglia Orsini.

A proposito di quest'ultima, vale la pena di segnalare che a Roma esistono diverse fontanelle dedicate, a vario titolo, agli animali: oltre a quella delle Api, del Bufalo (che però si riferisce a un cognome), delle Tartarughe, delle Rane, della Scrofa, dell'Orso, del Leone e la scomparsa fontana del Lupo, esiste una originale fontanella-beveratoio del Cane: si tratta probabilmente della più piccola fontana di Roma, posizionata praticamente a livello stradale in una nicchia di travertino, dove una piccola vasca raccoglie l'acqua versata da una cannella inserita in un elemento lavorato a scaglie. Il tutto sormontato da una sorta di stemma in cui campeggia una testa di cane sollevata sulle zampe anteriori e la sigla ABC, acronimo dell'adiacente Charlie Bar dell'hotel Ambasciatori, il cui gestore, nel 1940, ideò l'abbeveratoio per i suoi due cani e, di conseguenza, per tutti quelli di passaggio.
Anche i nuovi quartieri costruiti o riordinati nell'ultimo secolo furono dotati di nuove fontane. Esiste ad esempio, solo per citarne alcune, nel suburbio Gianicolense, in via di Bravetta, la "fontana del Sole", e sempre nella stessa zona, in via Gattilusio, è stato attivato un fontanile del XVII secolo; nella zona della Garbatella, in Piazza Ricoldo da Montecroce, la "fontana della Carlotta", come gli abitanti del luogo hanno chiamato il volto di donna in rilievo su un grande vaso in cemento che getta uno zampillo d'acqua nella vasca sottostante.
Nel numero delle oltre 2.000 fontane e fontanelle disseminate per Roma, di cui si è dato conto solo per le più significative, vanno comprese quelle ubicate all'interno delle ville e dei parchi pubblici cittadini, che rivestono per lo più un ruolo ornamentale e non hanno, di solito, un rilevante interesse dal punto di vista storico o architettonico:
- 5 nel parco del Colle Oppio: le fontane "del Canestro", "dei Petali", il "Ninfeo" e le due gemelle "delle Maschere", oltre a 4 nasoni del tipo “a fasci littori”;
- la "fontana del Giardino" nel Roseto Comunale;
- i resti di almeno 5 fontane in Villa Aldobrandini;
- 3 in Villa Carpegna: la "fontana Circolare", quella "sotto il Belvedere" e quella "a Coppa";
- 6 a Villa Celimontana: le fontane "a Calice", "della Conchiglia", "a Laghetto", "Rotonda", "delle Rovine" e "della Sorgente";
- 4 a Villa Pamphili: la "fontana dell'Arco", "la fontana di Venere", quelle "del Cupido", "del Giglio" e "del Mascherone";
- 3 a Villa Borghese: "dell'Acqua Felice", "delle Vittorie Alate", con un sarcofago di epoca romana, e "dei Cavalli Marini";
- 7 a Villa Sciarra: la "fontana a Navicella", quelle "della Tartaruga", "dei Putti", "dei Faunetti", la "fontana Emiciclo dei Mesi", quella "delle Sirene" e il "Ninfeo".